# Buse variable
Buteo buteo
Vous lisez un « article de qualité » labellisé en 2023.
Espèce
Statut de conservation UICN

 LC  : Préoccupation mineure
Statut CITES
La Buse variable (Buteo buteo) est une espèce de rapaces diurnes de taille moyenne, appartenant à la famille des Accipitridae, très répandue dans le Paléarctique, où elle niche depuis les îles de l'océan Atlantique jusqu'au nord-ouest de la Chine et de la Mongolie, en passant par l'Europe et la Russie européenne. Sa zone d'hivernage inclut le Paléarctique occidental, l'Afrique de l'Est et australe, ainsi que le sous-continent indien.
Comme son nom l'indique, son plumage est très variable selon les individus, mais les plus classiques ont un plumage brun uni sur le dessus, barré sur le dessous, avec un croissant blanc caractéristique sur la poitrine. Son allure est compacte, avec une tête courte et robuste. Ses ailes sont larges et arrondies. Elle est facilement confondue avec d'autres rapaces de taille moyenne, comme la Bondrée apivore, la Buse pattue et la Buse féroce.
La Buse variable est un prédateur opportuniste. Elle se nourrit principalement de micromammifères, d'où son nom de « buse des souris » dans plusieurs pays européens, mais elle consomme également des insectes, des amphibiens et reptiles, de petits oiseaux, des vers de terre et ne dédaigne pas les cadavres. Elle chasse le plus souvent à l'affût, fixe sur un arbre ou un poteau, ou mobile en décrivant de larges cercles, portée par les courants ascendants thermiques, en poussant son cri caractéristique, ressemblant à un miaulement.
Elle affectionne les interfaces entre les bois, où elle niche et où elle se repose, et les espaces ouverts, où elle chasse. En revanche, elle évite les landes, les forêts de conifères et les bâtiments. La superficie de son domaine vital est de l'ordre de 100 ha (1 km2). En période de reproduction, elle défend un territoire où elle implante son nid et qui lui sert également de terrain de chasse.
Elle forme un couple de long terme et ne prend un nouveau partenaire qu'à la mort du précédent. Avec lui, elle bâtit plusieurs larges nids dans un endroit élevé, généralement un arbre ou une falaise, pour éviter les prédateurs de nid. Ces nids présentent la particularité d'être décorés avec de la végétation fraîche, dont la fonction est inconnue, mais qui pourrait constituer un signal de l'occupation du territoire et de la vigueur des propriétaires.
Elle pond typiquement un à trois œufs, à partir de la fin de février quand elle est présente en Europe du Sud et en Europe centrale, et jusqu'à la fin de mai lorsqu'elle est présente en Europe du Nord. Les jeunes sont des nidicoles typiques et doivent être couverts par leur mère pendant deux semaines, pendant lesquelles leur poids augmente en flèche, au fur et à mesure que le père apporte des proies. Ils commencent à se percher sur les branches alentour six à huit semaines après l'éclosion.
Les reprises de bagues montrent qu'une Buse variable peut vivre plus de 30 ans. Près de la moitié des oiseaux survivent trois ans. Les causes de mortalité sont notamment la prédation par d'autres rapaces, comme l'Autour des palombes, le Pygargue à queue blanche, le Hibou grand-duc et le Faucon pèlerin, la collision accidentelle (véhicules, pylônes électriques, éoliennes) et plus rarement les combats entre buses. Par temps exceptionnellement rigoureux, elle peut mourir de faim, même si sa capacité à absorber les nutriments et son régime alimentaire particulièrement adaptable la rendent beaucoup moins vulnérable à ce risque que d'autres rapaces.
Très commune dans son aire de répartition, la Buse variable a été persécutée à partir du XVIe siècle à cause de ses déprédations sur les oiseaux de basse-cour, puis sur le gibier à plumes, au point de pratiquement disparaître dans certaines régions. Avec une population estimée à un million de couples en Europe, elle est aujourd'hui l'une des espèces de rapaces les plus abondantes au monde et ses effectifs croissent depuis les années 1980 dans la plupart des pays européens. Elle est donc considérée comme une espèce de préoccupation mineure par l'Union internationale pour la conservation de la nature.

## Noms et étymologie
Le nom binominal de la Buse variable, Buteo buteo est un tautonyme : son épithète spécifique est identique au nom de genre. Le terme buteo vient directement du latin et signifie « buse, busard » ou « butor ». Il viendrait d'une base b-t d'origine onomatopéique, en lien avec son cri perçant.
Le nom vernaculaire « buse » est une dérivation régressive de l'ancien français buison ou buson. Dans son aire de répartition, les termes « buse commune », « buse vulgaire », voire « buse » tout court désignent la Buse variable. L'épithète « variable » renvoie à la forte variabilité de son plumage. Buffon note : « Cette espèce est sujette à varier, au point que, si l'on compare cinq ou six buses ensemble, on en trouve à peine deux bien semblables. » Les autres termes vernaculaires utilisés pour la désigner en français sont notamment « cossard(e) », qui ne semble pas avoir de lien avec le sens familier du mot, mais pourrait renvoyer à son cri, peut-être en rapport avec le mot « causer ».
Au sens figuré, le mot « buse » désigne une personne stupide, ignorante et bornée ; on parle même de triple buse. Cet usage péjoratif tiendrait à ce que cet oiseau se dresse mal pour la chasse au vol ou encore au fait qu'il garde la tête fixe quand il guette sa proie. Buffon écrit que « cet oiseau […] paraît assez stupide, soit dans l'état de domesticité, soit dans celui de liberté ».
Le nom de la Buse variable dans d'autres langues européennes fait souvent allusion à son régime alimentaire : elle est la « buse des souris » ou le « souricier » en allemand (Mäusebussard), bulgare (Обикновен мишелов), danois (Musvåge), espagnol (busardo ratonero), finnois (hiirihaukka), hongrois (Egerészölyv), islandais (Músvákur), norvégien (Musvåk), polonais (myszołów) et serbe (Mišar), et le « souricier des montagnes » en slovaque (myšiak hôrny). En suédois, elle est celle qui mange des serpents (ormvråk), tandis qu'en italien (poiana comune), elle se nourrit de poules et est commune. D'autres langues insistent sur son caractère commun, comme l'anglais (common buzzard), le catalan (aligot comú) et le roumain (șorecar comun). En néerlandais, elle est simplement une buse (buizerd) ; en tchèque, c'est une buse des forêts (káně lesní). En portugais, il s'agit d'un aigle à ailes arrondies (águia-d'asa-redonda). Plus récemment, l'ONG Birdlife International et le Handbook of the Birds of the World ont opté pour le nom Eurasian Buzzard ou « Buse d'Eurasie », en référence à son aire de répartition.
Il est à noter que l'anglais buzzard vient de l'ancien français buisart, c'est-à-dire « buse » avec le suffixe péjoratif -art/ard, renvoyant là encore à son incapacité à chasser. Dans les années 1830, le nom a été repris dans le Nouveau Monde pour désigner de nouvelles espèces jugées semblables, mais sans lien avec le genre Buteo, comme l'Urubu à tête rouge, souvent appelé turkey buzzard. Inversement, le mot français busard est un faux-ami renvoyant au genre Circus.

## Description

### Dimensions
La Buse variable a une taille d'environ 50 à 57 cm de long pour une envergure de 113 à 128 cm. Son poids est de 625 à 1 364 g pour la femelle et de 525 à 1 183 g pour le mâle.

### Apparence
La Buse variable est un rapace aux formes plutôt massives, doté d'ailes larges, avec une queue courte et large. Son plumage est très variable, d'où son nom. La plupart des individus ont le haut de la poitrine sombre et très strié, un croissant pâle sur la poitrine, ainsi que des flancs et une culotte sombres. Ce croissant est à peine visible chez les individus les plus sombres, tandis que les individus les plus pâles ont tendance à conserver des marques sombres sur le cou et sur les côtés de la poitrine.
On distingue classiquement trois formes : claire, intermédiaire et sombre. Une étude fondée sur un examen photographique montre néanmoins que la variation de coloration est progressive et propose sept types différents : très sombre, sombre, intermédiaire sombre, intermédiaire, intermédiaire pâle, pâle et très pâle. Des oiseaux intégralement blancs (leucisme) ont été signalés en Europe.

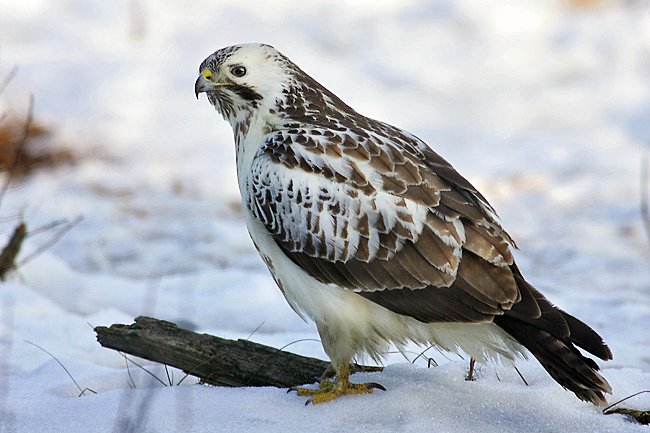
Forme pâle.
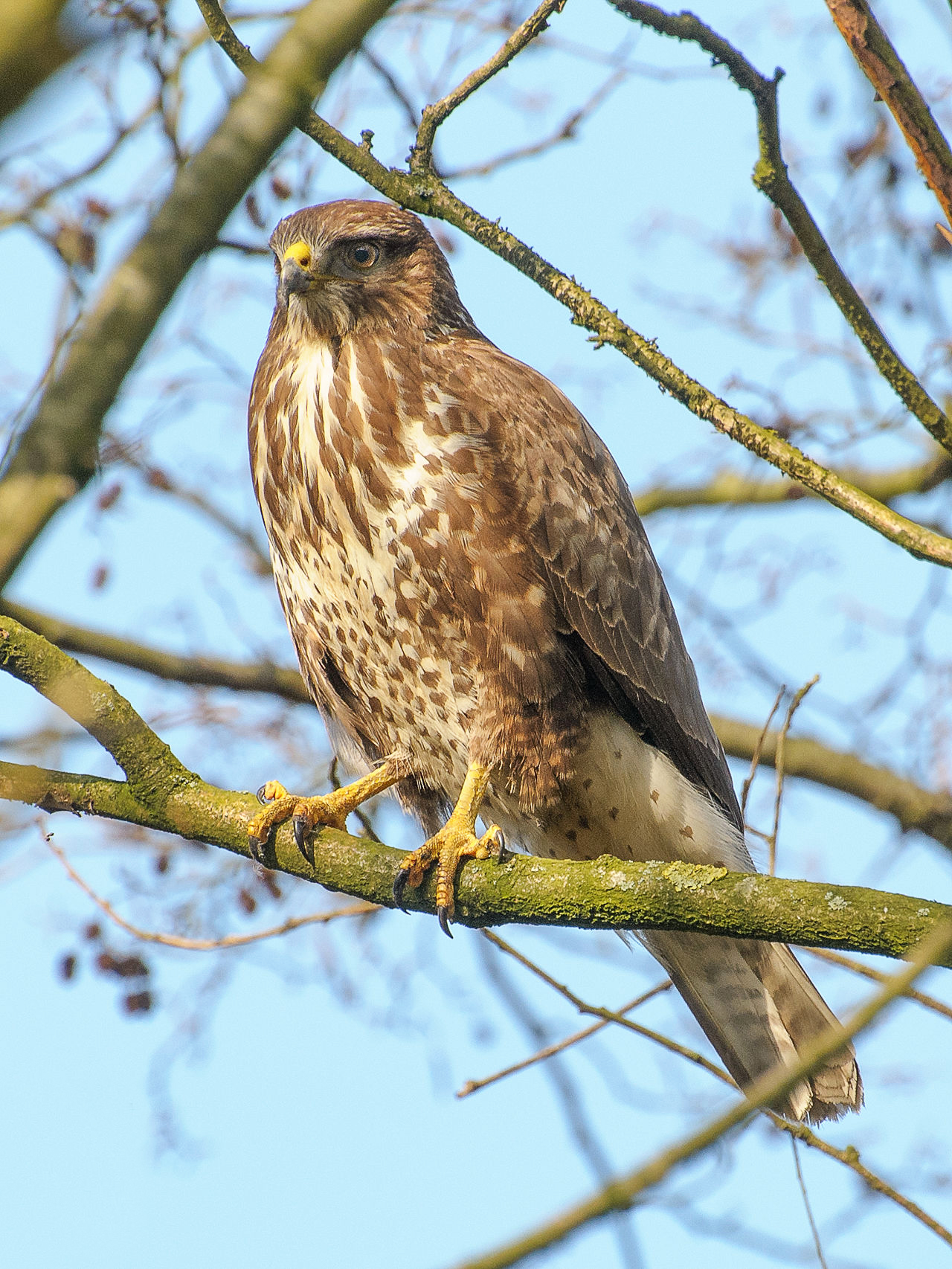
Une buse brune intermédiaire typique de la race nominale (B. b. buteo) aux Pays-Bas.
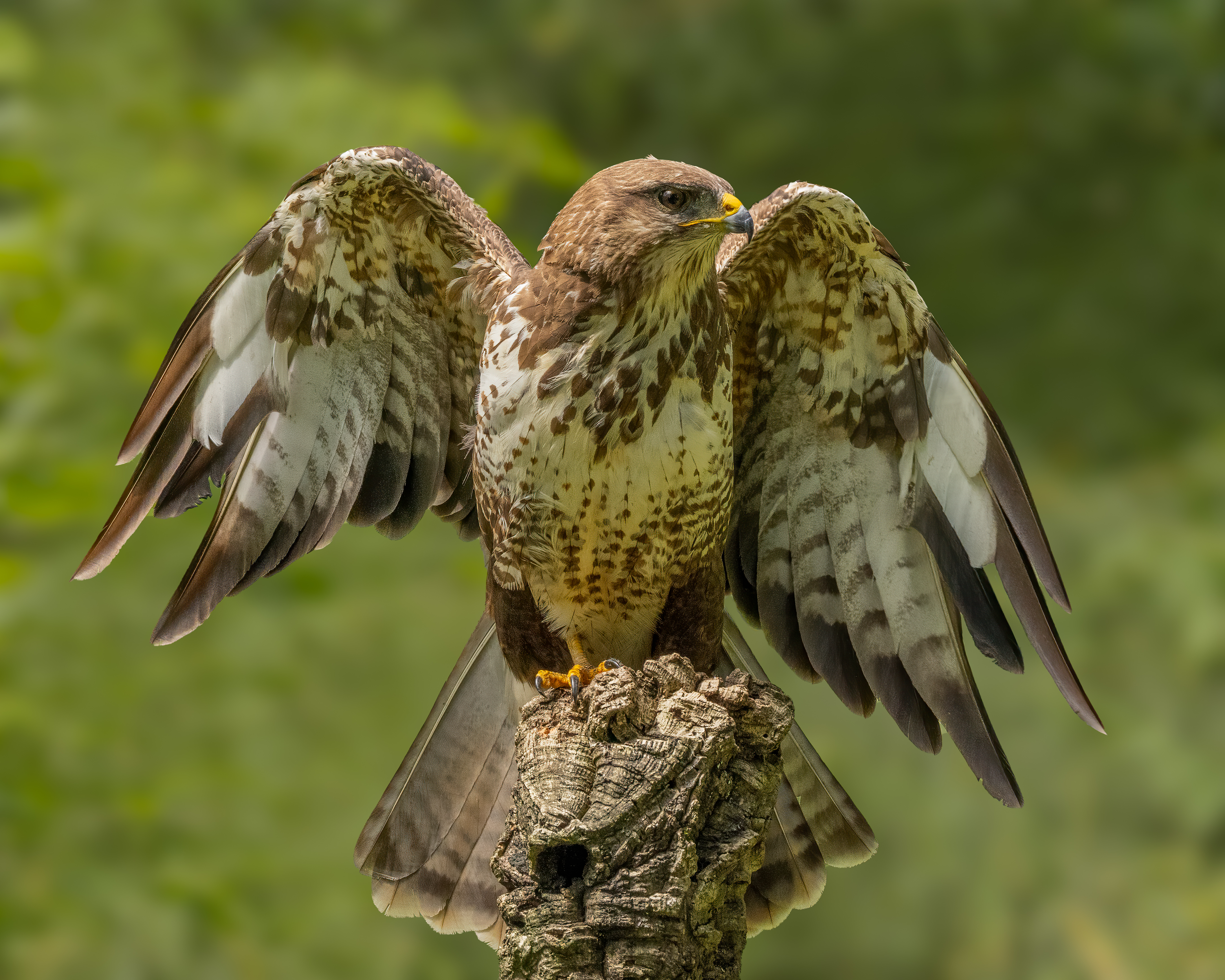
Forme intermédiaire.
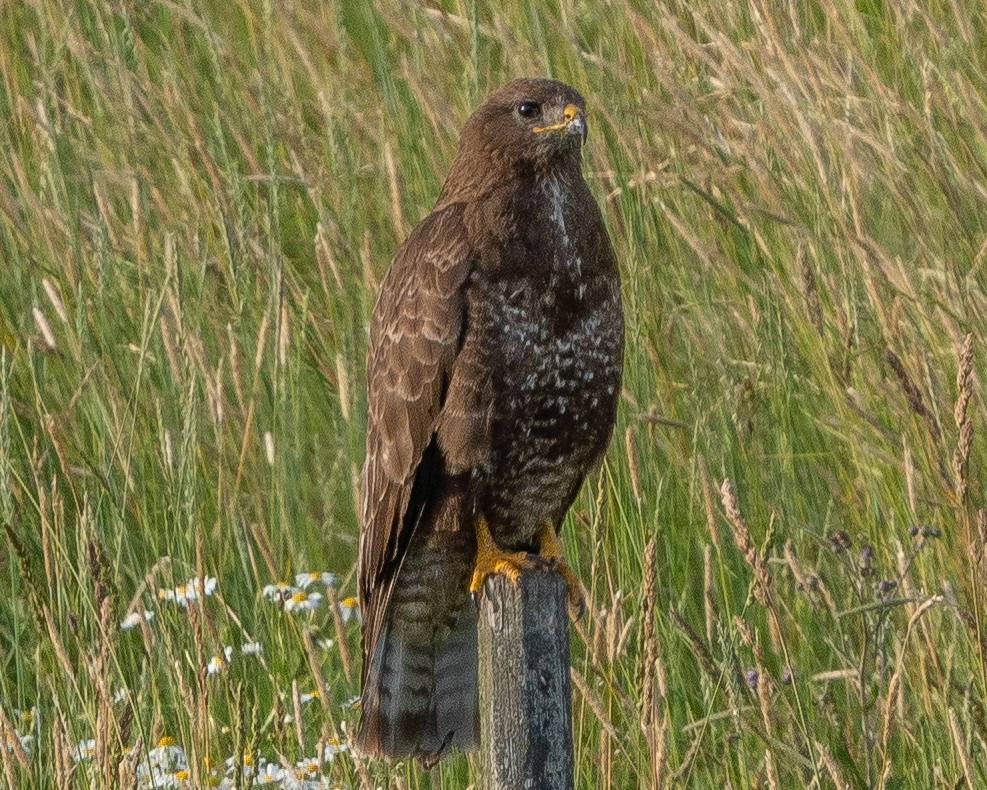
Forme sombre.

### Classes d'âge
On distingue trois classes de plumage.

#### Juvénile

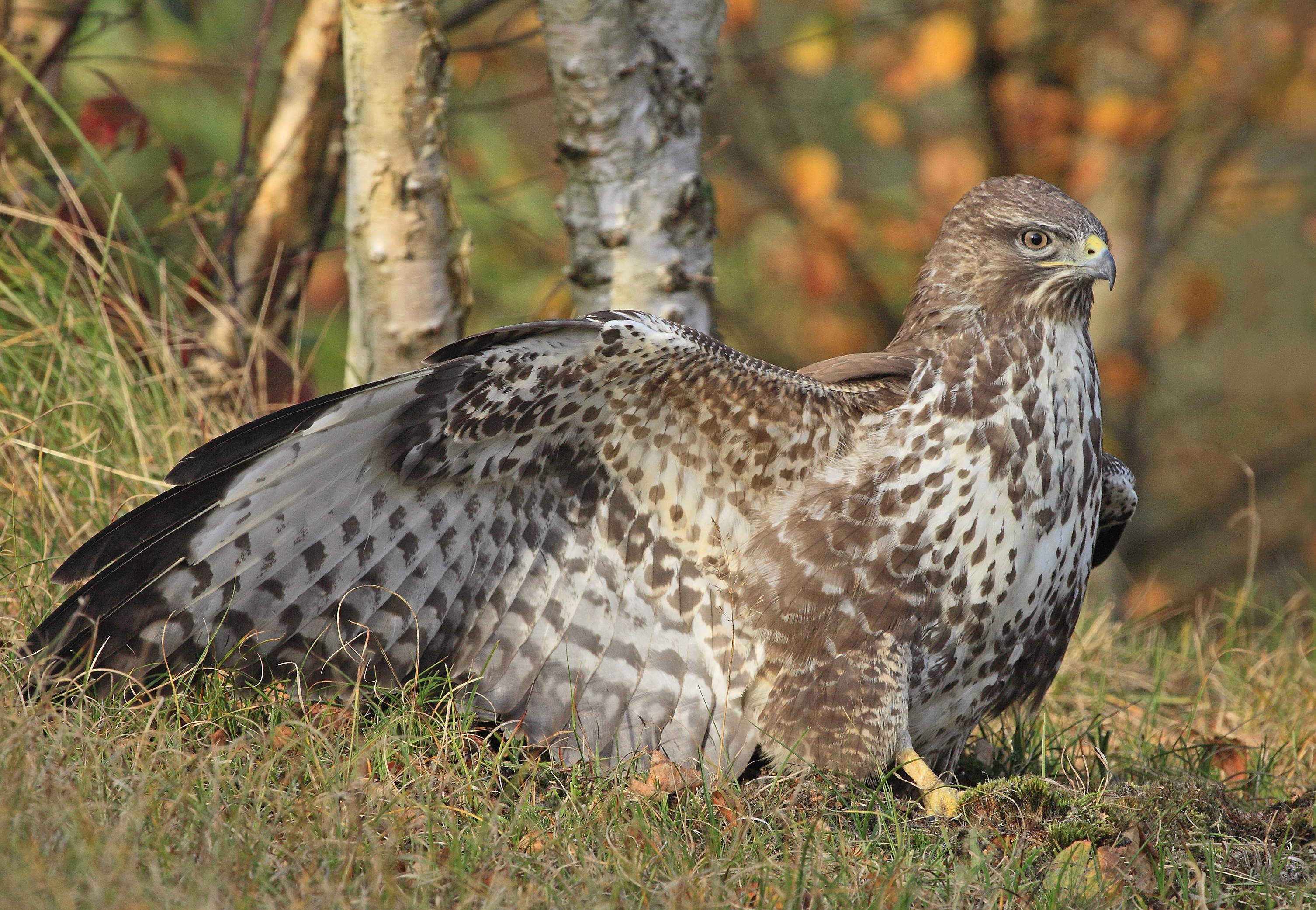
Plumage juvénile.

Les couvertures alaires et les scapulaires affichent classiquement un liseré pâle qui forme un motif régulier, écailleux, sur le dessus. La queue est finement barrée, sans la bande subterminale noire de l'adulte. La tête, le cou et le dessus sont le plus souvent striés, parfois tachetés, et les couvertures sous-alaires sont striées, au lieu de barrées comme chez les adultes. De loin, le dessus est caractéristique : chez le juvénile, les couvertures sus-alaires sont plus claires que les grandes couvertures et les secondaires, tandis que chez l'adulte, les parties supérieures sont assez uniformément sombres. Le plumage juvénile est conservé jusqu'à l'automne de la deuxième année. Son iris est jaune pâle.

#### Subadulte
Ce plumage est acquis à l'automne de la deuxième année, après la fin de la première mue. Il ressemble largement au plumage adulte, mais l'oiseau conserve des primaires externes juvéniles, qui apparaissent donc usées et sont plus courtes que le reste de l'aile. L'iris est brun et contraste avec la pupille noire, alors que l'œil est sombre chez l'adulte. Le plumage subadulte est conservé jusqu'à l'été de la troisième année.

#### Adulte

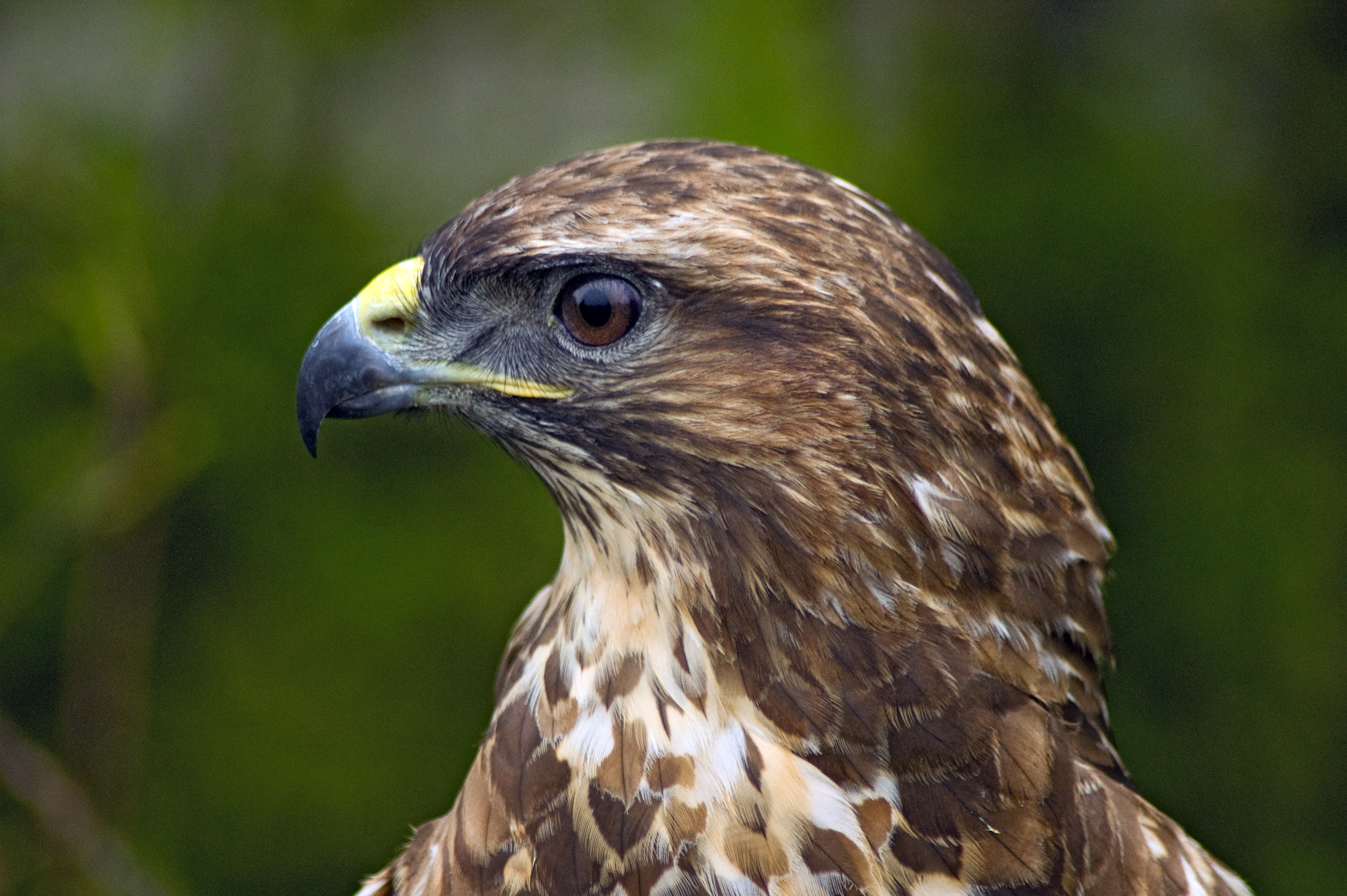
Tête adulte, avec iris uniformément brun sombre.

Ce plumage est acquis à l'automne de la troisième année. Dans l'ensemble, il est plus sombre et plus uniforme que chez le juvénile. De dessous, le bord de fuite de l'aile est sombre et bien marqué et la queue arbore une large bande subterminale noire. L'adulte a l'iris uniformément brun sombre, sans possibilité de distinguer la pupille.
La Buse variable possède par ailleurs les attributs typiques des rapaces, comme la cire à la base du bec, usuellement du même jaune que les tarses et les serres, mais qui peut parfois être d'un jaune délavé et bleuté. Les yeux, positionnés frontalement, possèdent un iris brun sombre chez l'adulte. Pour un rapace, la Buse variable possède des serres assez petites comparées à sa taille.
Contrairement à la plupart des autres rapaces, la Buse variable ne présente pas de dimorphisme sexuel très prononcé, ni pour la taille, ni pour le plumage. Les mâles tendent à avoir la tête proportionnellement plus grosse, les ailes plus étroites et la queue plus courte que les femelles, mais il est pratiquement impossible de déterminer le sexe sur le terrain.

### Mue

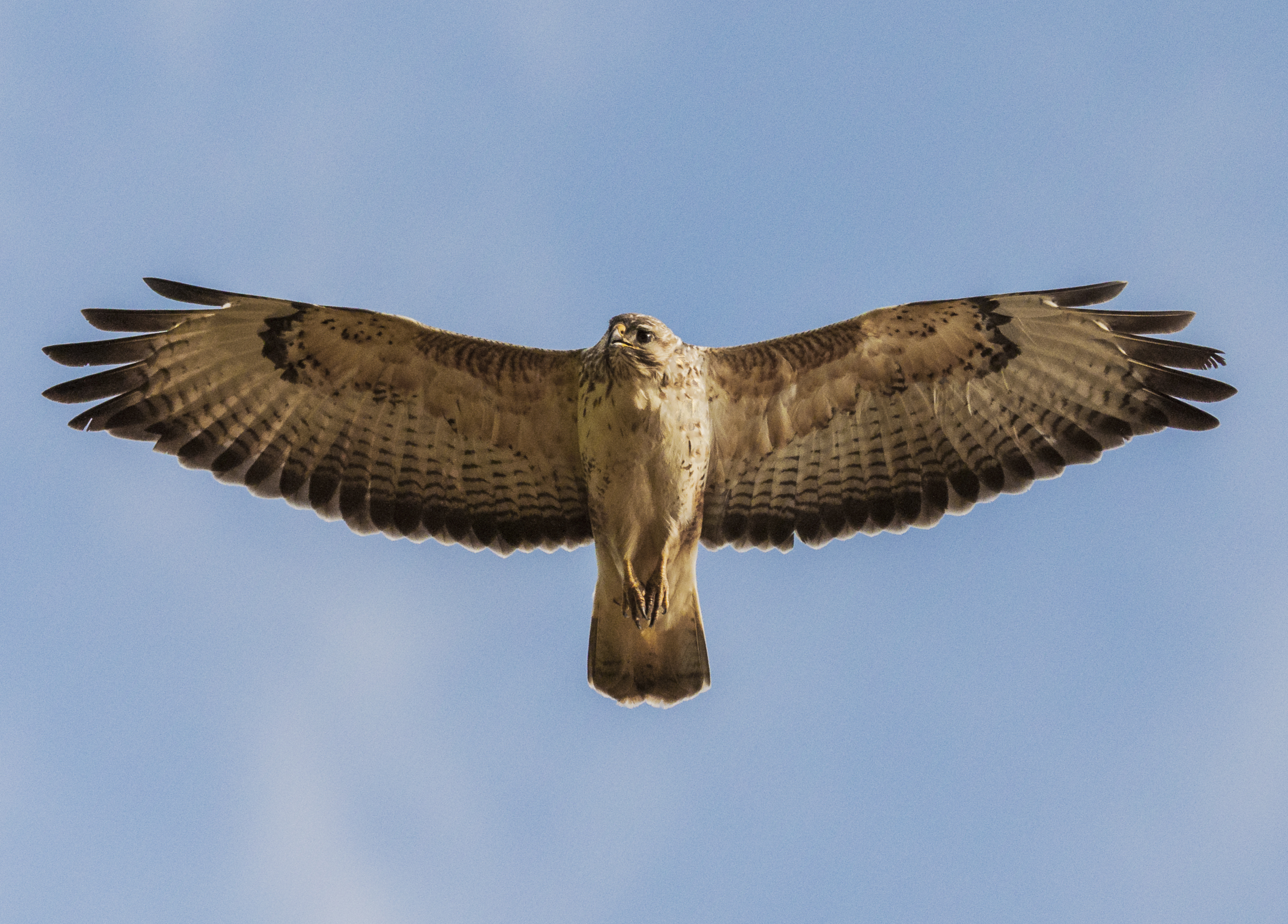
Buse variable en vol, observant le sol à la recherche d'une proie ; Rhénanie-Palatinat, Allemagne.

Comme chez tous les petits rapaces de type busards ou éperviers, sédentaires ou migrateurs à courte distance, le schéma de mue de la Buse variable est assez simple comparé à celui des grands rapaces de type grands aigles, pygargues et vautours.
La mue des rémiges (plumes de l'aile) commence par la primaire la plus interne (P1) et se termine par la plus externe (P10). Quand elle a atteint les primaires P4 à P6, celle des rémiges secondaires et des rectrices (plumes de la queue) commence. La queue d'une Buse variable comporte six paires de rectrices ; leur mue commence habituellement par l'une des plumes centrales, tandis que les rectrices externes sont presque toujours renouvelées en même temps. La mue des régimes secondaires se produit à partir de trois foyers : elle commence par la chute de la secondaire la plus externe (S1), puis à partir de la secondaire médiane S5 et de la secondaire S11. La mue à partir de S1 et de S5 progresse en direction du corps de l'oiseau, alors que celle à partir de S11 va vers l'extérieur. Les deux vagues de mue amorcées en S5 et S11 convergent au niveau de S8, au moment où celle initiée en S1 atteint S5. Les dernières secondaires à être renouvelées sont donc les plumes médianes S5 et S8.

### Risques de confusion
Du fait de la variabilité de son plumage, la Buse variable est facile à confondre avec tout autre rapace de taille moyenne, sombre, avec de larges ailes, en particulier avec d'autres buses du genre Buteo, comme la Buse féroce (Buteo rufinus), dont certains individus sont quasiment identiques avec la sous-espèce Buteo buteo vulpinus (Buse des steppes).
Dans son aire de répartition, le risque de confusion est également très important avec la Bondrée apivore (Pernis apivorus) juvénile, un autre rapace très commun et qui arbore également un plumage très variable. La bondrée possède toutefois un bec plus faible, un cou plus long et une queue plus fournie. En vol, elle se distingue clairement de la buse par le motif du dessous de l'aile. La silhouette est également différente : la bondrée s'élève dans les airs en tenant ses ailes droites ou légèrement baissées, tandis que la buse tend à les relever. La forte ressemblance entre les deux espèces pourrait être un cas de mimétisme : il s'agirait d'une stratégie adaptative permettant à la jeune bondrée d'échapper à la prédation par l'Autour des palombes (Accipiter gentilis).

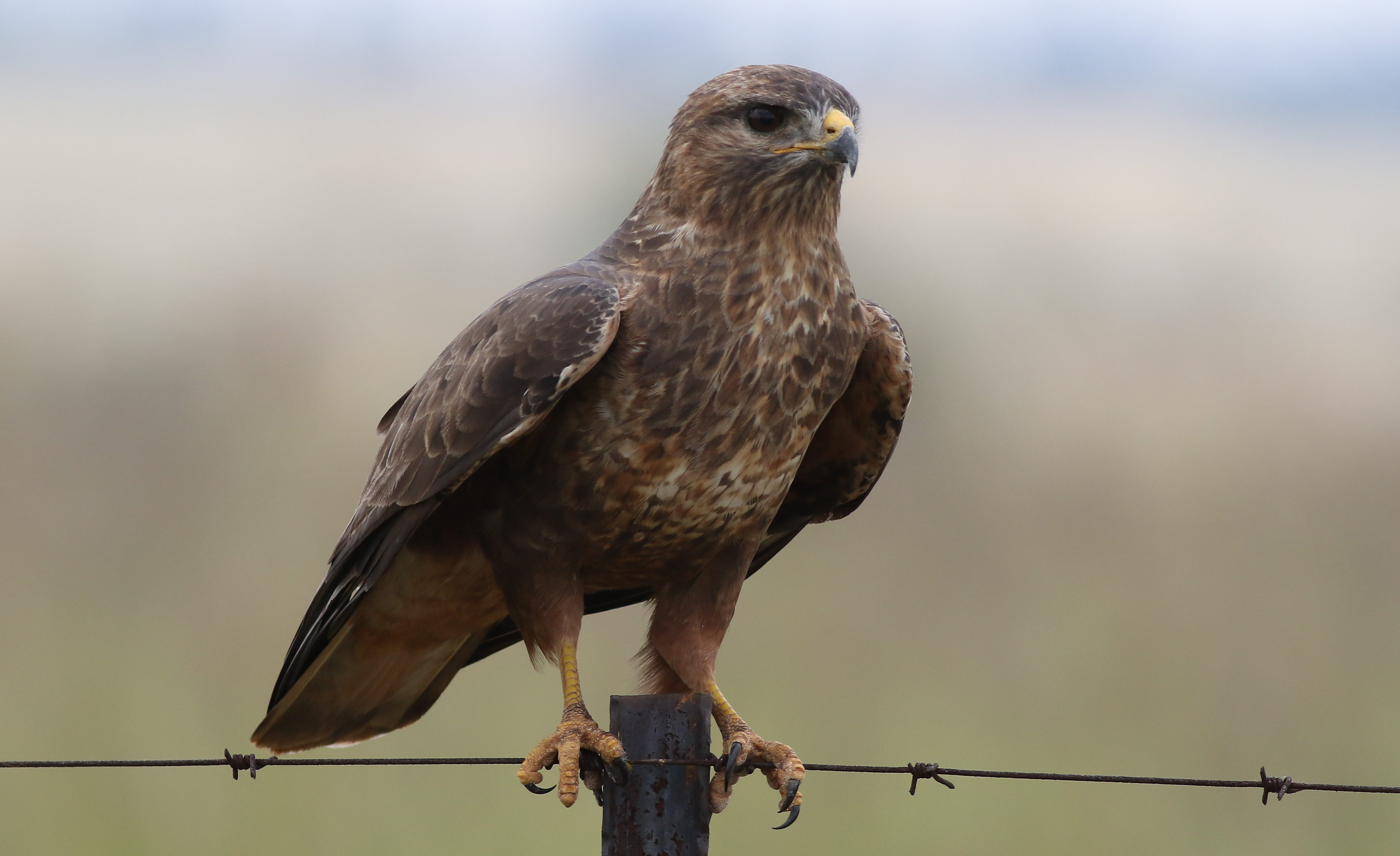
Buse des steppes (Buteo buteo vulpinus).
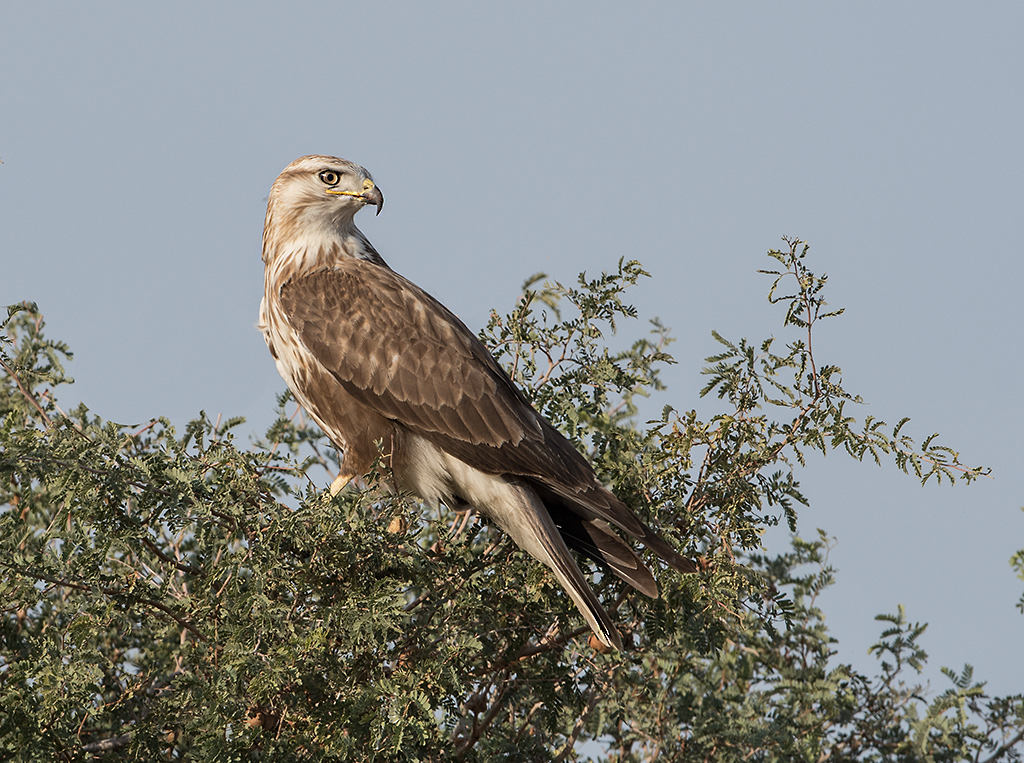
Buse féroce (Buteo rufinus).
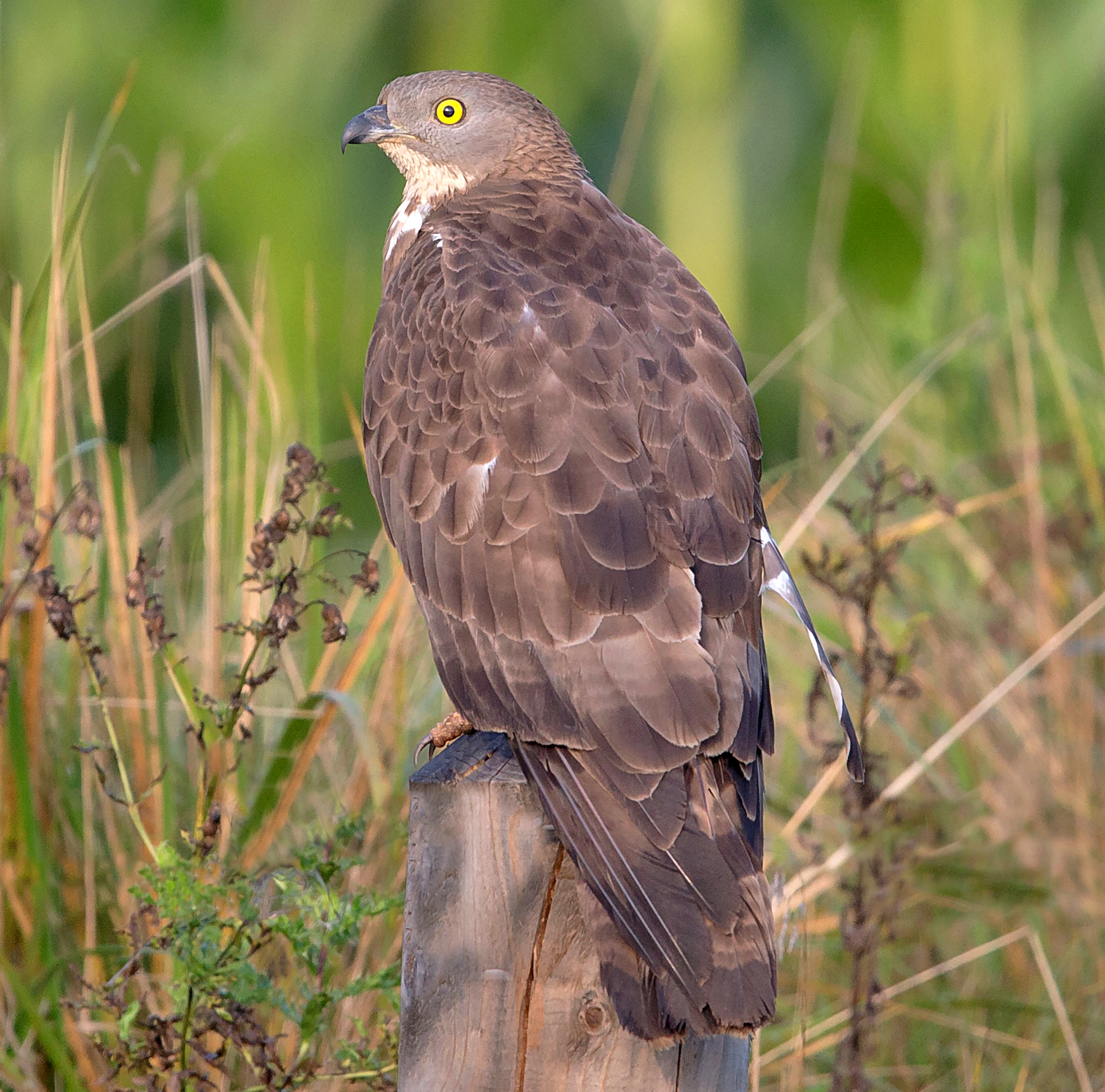
Bondrée apivore (Pernis apivorus).

## Écologie et comportement

### Territoire et domaine vital
Le territoire est l'espace défendu par un animal, entre autres contre ses conspécifiques, tandis que le domaine vital est celui dans lequel il recherche sa nourriture, se reproduit et élève ses petits,.
Ces espaces étaient historiquement difficiles à déterminer pour des animaux certes volants, mais souvent perchés dans la végétation. L'exercice a été grandement facilité par l'avènement du radiopistage (VHF). Dans les années 1990, une centaine de Buses variables ont ainsi été équipées dans le Dorset, en Angleterre, pour suivre leur domaine d'automne, ainsi qu'une trentaine de jeunes non-reproducteurs, pour suivre leur domaine d'hiver. L'étude, qui a duré quatre ans, a permis de déterminer un domaine vital d'environ 100 ha (1 km2). Une autre étude menée en Allemagne du nord à la même époque, avec des marques alaires, aboutit à un résultat similaire pour des oiseaux territoriaux et à 10 km2 pour des jeunes non-reproducteurs. En comparaison, les domaines vitaux des Autours des palombes (Accipiter gentilis), au gabarit équivalent, sont dix fois plus grands au Royaume-Uni, pour un habitat similaire (terres agricoles parsemées de petits bois). En Suède, au fur et à mesure que la couverture boisée diminue, les domaines vitaux sont trois à dix fois plus grands qu'au Royaume-Uni et vont jusqu'à 100 km2 dans la forêt boréale extensive.
Comme la plupart des rapaces, la Buse variable niche à espace régulier : le voisin le plus proche se trouve entre 0,5 et 2,7 km dans une étude menée dans le Speyside, en Écosse, entre 0,5 et 4,2 km dans une autre menée dans le Dorset. Les frontières des territoires tendent à suivre des éléments naturels : buttes, lisières de bois, etc.. Le point culminant du territoire tend à se trouver en périphérie, et presque jamais au centre, probablement pour mieux le protéger contre des intrus.
Les frontières des territoires tendent à être stables dans le temps. Ainsi, le réexamen en 1988-1989 de la zone étudiée dans le Speyside en 1968-1971 a montré une hausse de 57 % du nombre de territoires, sans changement significatif dans la superficie de chacun : les Buses variables supplémentaires ont colonisé des zones précédemment inoccupées. Plus récemment, plusieurs études ont montré une augmentation de la densité en Buses variables : elle a été multipliée par deux entre 1977 et 2007 à Snowdonia, dans le nord du pays de Galles, et par huit entre 1982 et 2012 près de Bristol.
Le territoire des Buses variables établies est défendu toute l'année. Pour autant, elles se battent peu entre voisins et tendent à respecter les frontières : en règle générale, elles ne les franchissent pas, sauf pour chasser un intrus. Pour se constituer un territoire, les jeunes non-reproducteurs sont cependant susceptibles de circuler à la recherche d'une zone mal défendue ou d'un propriétaire susceptible d'être évincé. Il arrive que des Buses variables célibataires puissent tenir un territoire, souvent pendant l'hiver et généralement de plus petite taille que ceux des couples reproducteurs.

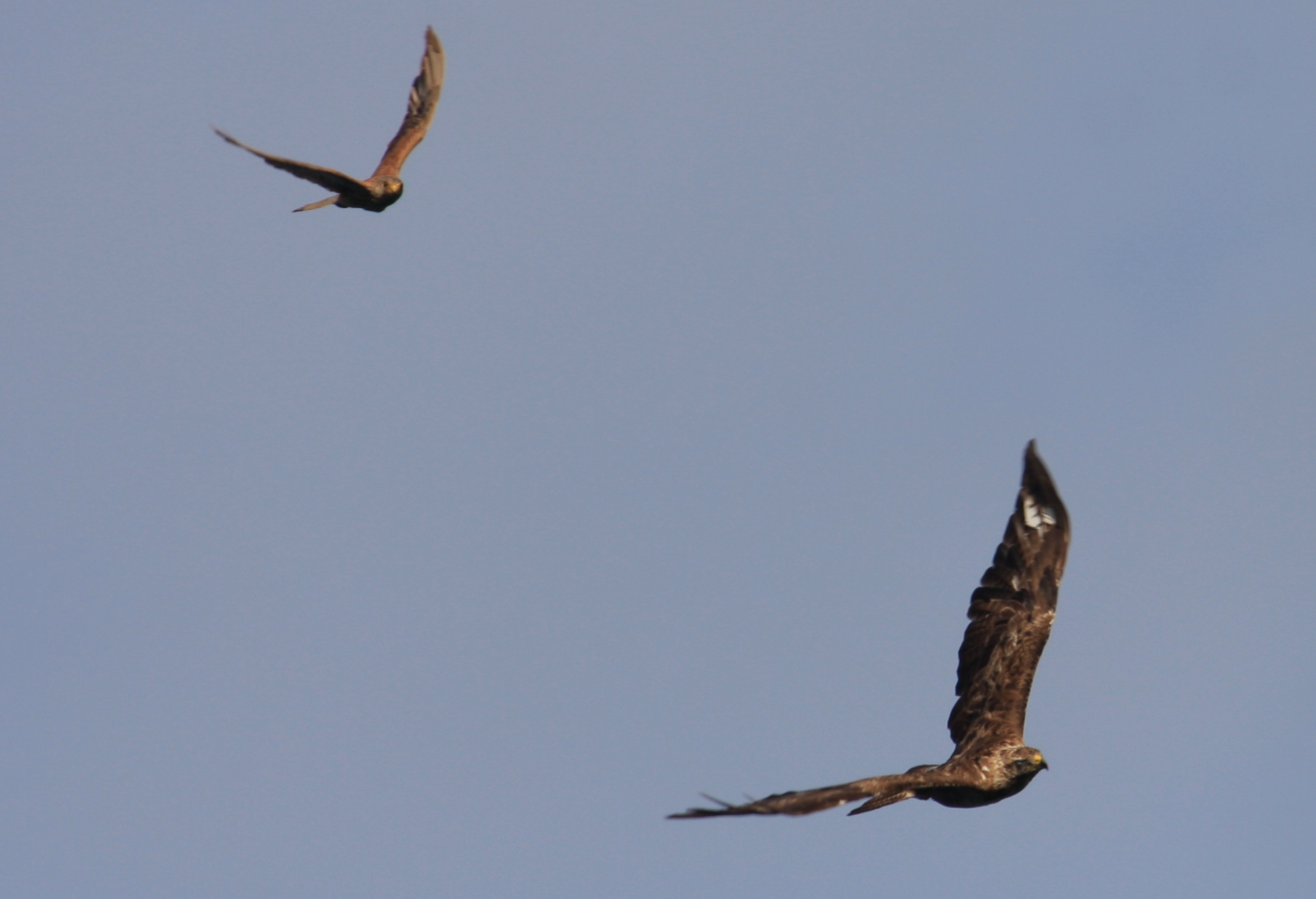
Buse variable (premier plan) pourchassée par un Faucon crécerelle (second plan) en Cornouailles, au Royaume-Uni.

Les Buses variables défendent aussi leur territoire contre d'autres espèces, notamment d'autres rapaces. Elles partagent leur aire de répartition avec un certain nombre d'entre eux, notamment le Hibou grand-duc (Bubo bubo) et l'Autour des palombes. Dans une étude allemande, un autour empaillé a été installé à 25-50 m de nids de buse actifs, accompagné de 45 minutes de cris d'autour enregistrés. Dans ces nids, le taux de jeunes à l'envol a été de 33 %, contre 75 % dans les sites témoins. L'année suivante, bon nombre des Buses dans les nids ciblés ont choisi de déménager. Des espèces de même taille que la Buse variable, comme le Milan noir (Milvus migrans) et la Bondrée apivore (Pernis apivorus) peuvent également entrer en concurrence pour les sites de nidification. Les Buses variables peuvent également être la cible d'espèces plus petites, comme le Faucon crécerelle (Falco tinnunculus), probablement pour se prévenir d'attaques contre leurs petits.
La propension d'un couple à défendre un territoire dépendrait également du morphe des partenaires. Ainsi les mâles au plumage sombre sont moins enclins à défendre leurs nids en cas d'agressions interspécifiques. Quand l'intrus est une autre Buse variable, la réaction du défenseur est plus violente face à un individu du même morphe.

### Régime alimentaire

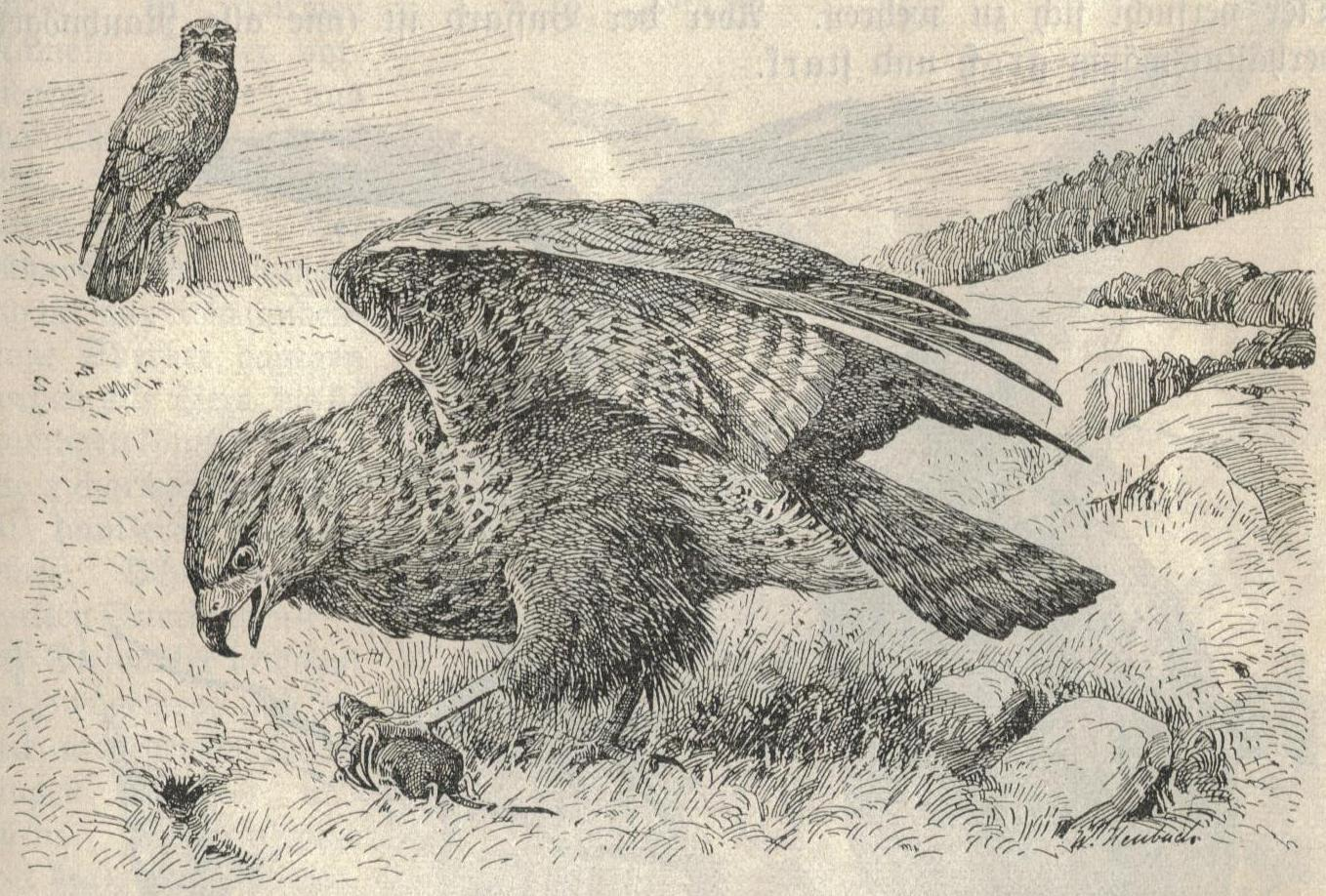
Buse variable s'apprêtant à manger un rongeur, par Walter Heubach.

La Buse variable est carnivore et opportuniste. Les auteurs d'une monographie qui lui est consacrée, Sean Walls et Robert Kenward, écrivent ainsi : « Les buses sont sans doute prêtes à manger tout ce qui bouge et qui est une source probable de gras et de protéines. » Son régime alimentaire a été étudié par l'observation, l'examen des restes au nid, l'analyse du contenu de l'estomac et des pelotes de réjection, chaque technique possédant ses propres limitations.

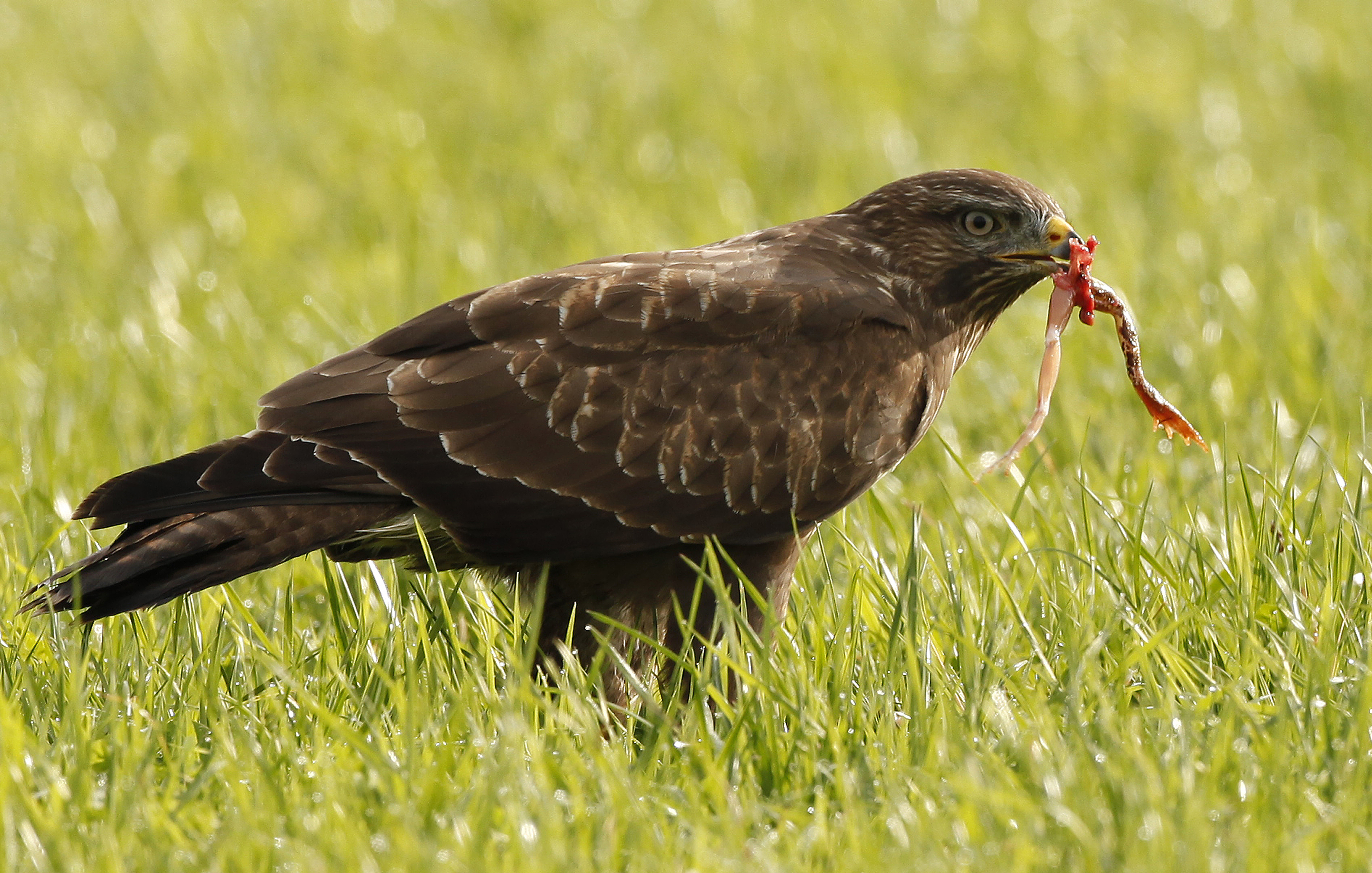
Buse variable mangeant un amphibien, Estonie.

La Buse variable se nourrit largement de rongeurs, d'où son nom dans un certain nombre de langues : Mäusebussard (« buse des souris ») en allemand et Ratonero commun (« ratier commun ») en espagnol. Ainsi, dans une étude menée en hiver sur des landes à Lagopède d'Écosse (grouse), l'analyse des pelotes a montré que les petits mammifères représentaient 60 à 67 % des proies et étaient présents dans 88 à 92 % des pelotes. Les micromammmifères les plus fréquemment consommés sont le Campagnol agreste (Microtus agrestis) au Royaume-Uni et en Pologne et le Campagnol des champs (Microtus arvalis) en Norvège, en Finlande et en Espagne, probablement parce que ces espèces sont actives en journée, quand la buse chasse. Son choix peut varier selon l'altitude : en Slovaquie centrale, durant le pic de campagnols de 2007, les couples de la vallée se sont focalisés sur le Campagnol des champs et ceux du piémont sur la taupe (Talpa europaea) et sur le Campagnol roussâtre (Myodes glareolus), tandis que ceux des monts Vtáčnik se sont concentrés sur le Mulot à collier (Apodemus flavicollis). Le régime alimentaire de la Buse inclut également l'Écureuil roux (Sciurus vulgaris),, des musaraignes et le Hérisson commun (Erinaceus europaeus).
Selon l'endroit, le Lapin de garenne (Oryctolagus cuniculus) peut constituer la proie majoritaire, notamment dans les îles Britanniques. En Irlande du Nord, où les campagnols du genre Microtus sont absents, le succès reproducteur de la Buse variable est même corrélé aux fluctuations de la population de lapins. La plupart du temps, les lapins tués sont des jeunes, qui n'ont pas encore atteint leur taille d'adulte, — le poids maximal d'une proie semblant être de 500 g. Quand les lapins sont rares ou absents, la buse peut se tourner vers le Lièvre d'Europe (Lepus europaeus) et le Lièvre variable (Lepus timidus), notamment en Finlande, en Norvège, en Italie et en Écosse.
Les oiseaux figurent également à son tableau de chasse. Dans certains cas, ils représentent jusqu'à 75 % des restes trouvés au nid. Le plus souvent, cette proportion élevée correspond à des années avec peu de campagnols ou est trouvée dans les zones où les campagnols sont absents. Certains individus se spécialisent également dans la capture d'oiseaux : dans une étude menée en Angleterre, quelques nids ne contenaient que des restes de Pigeon ramier (Columba palumbus). Dans la forêt de Białowieża, en Pologne, les pelotes se composent en majorité d'os d'oiseaux, dont la moitié de Grives musiciennes (Turdus philomelos). Dans les Préalpes italiennes, les oiseaux forment 46 % des proies des buses locales, avec une majorité de Merles noirs (Turdus merula). Plutôt que de sélectionner certaines espèces, un certain nombre de buses visent les juvéniles en général, plus faciles à capturer et à rapporter au nid, et qui sont plus nombreux en période de nourrissage des jeunes buses. Ainsi, les juvéniles forment 61 % des oiseaux des bois capturés à Białowieża. En Irlande, où les campagnols sont absents, les buses locales se sont spécialisées dans les jeunes corvidés : selon une estimation, les buses irlandaises pourraient en tuer 135 000 par an. Des buses ont également été vues en train de capturer des oisillons au nid, y compris de petites espèces comme des Gobemouches noirs (Ficedula hypoleuca) ou des Pouillots siffleurs (Phylloscopus sibilatrix). La buse est souvent accusée de manger les poules ; il semble que le phénomène soit rare, dû à des oiseaux spécialisés et ait lieu plutôt en hiver, quand la faim les tenaille.
La Buse variable se nourrit également de reptiles et d'amphibiens, notamment dans le sud de l'Europe. En Catalogne, les reptiles peuvent représenter la deuxième source de proies, avec des espèces comme le Psammodrome algire (Psammodromus algirus) ou le Lézard ocellé (Timon lepidus). Dans le nord de l'Espagne, l'analyse d'estomacs de buses a montré des Salamandres tachetées (Salamandra salamandra), des amphibiens de la famille des Dicroglossidae, et des Anoures. Dans les Préalpes italiennes, les serpents et les Crapauds communs (Bufo bufo) peuvent constituer un quart des restes trouvés au nid. Même en Norvège, les reptiles et amphibiens peuvent peser pour un tiers des restes trouvés au nid. De manière contre-intuitive, leur part est plus élevée les années à campagnols, sans doute parce que les buses chassent dans les zones, comme les coupes rases, où les serpents prennent le soleil. Au Royaume-Uni, leur poids dans le régime alimentaire des buses a été estimé à 20 % en masse, avec une variation saisonnière des proies : les Grenouilles rousses (Rana temporaria) sont consommées en mars-avril, lors de leur migration vers les zones de ponte, tandis que la Vipère péliade (Vipera berus), les lézards du genre Lacerta et les Orvets communs (Anguis fragilis) sont mangés au printemps et en été.
La capture d'invertébrés est connue dès le XVIIe siècle. Le pionnier de l'ornithologie Francis Willughby écrit ainsi en 1676 : « Faute de mieux, elle se nourrit de scarabées, de vers de terre et d'autres insectes. » Dans une étude réalisée en Catalogne sur des cadavres de buses confisqués à des braconniers, 73 % des proies dans les estomacs analysés étaient des invertébrés. Les Buses variables fréquentent les champs récemment labourés ou semés à la recherche de vers de terre, en particulier en hiver où ils peuvent quasiment suffire à les sustenter, s'ils sont présents en quantité suffisante. Les buses peuvent aussi se nourrir d'orthoptères, notamment des sauterelles. Une étude menée en Auvergne-Limousin une année sans campagnols montre ainsi une prépondérance des Grillons champêtres (Gryllus campestris) dans leur alimentation. Les buses se nourrissent entre autres de gros coléoptères lents à se déplacer, comme les Géotrupes ou les Minotaures. Dans le Devon, elles ont également été vues capturant des larves de papillons, de tipules et de taons et même des papillons adultes comme le Piéride du chou (Pieris brassicae), des perce-oreilles, des araignées et des cloportes. Il leur arrive également de se nourrir de gastéropodes.

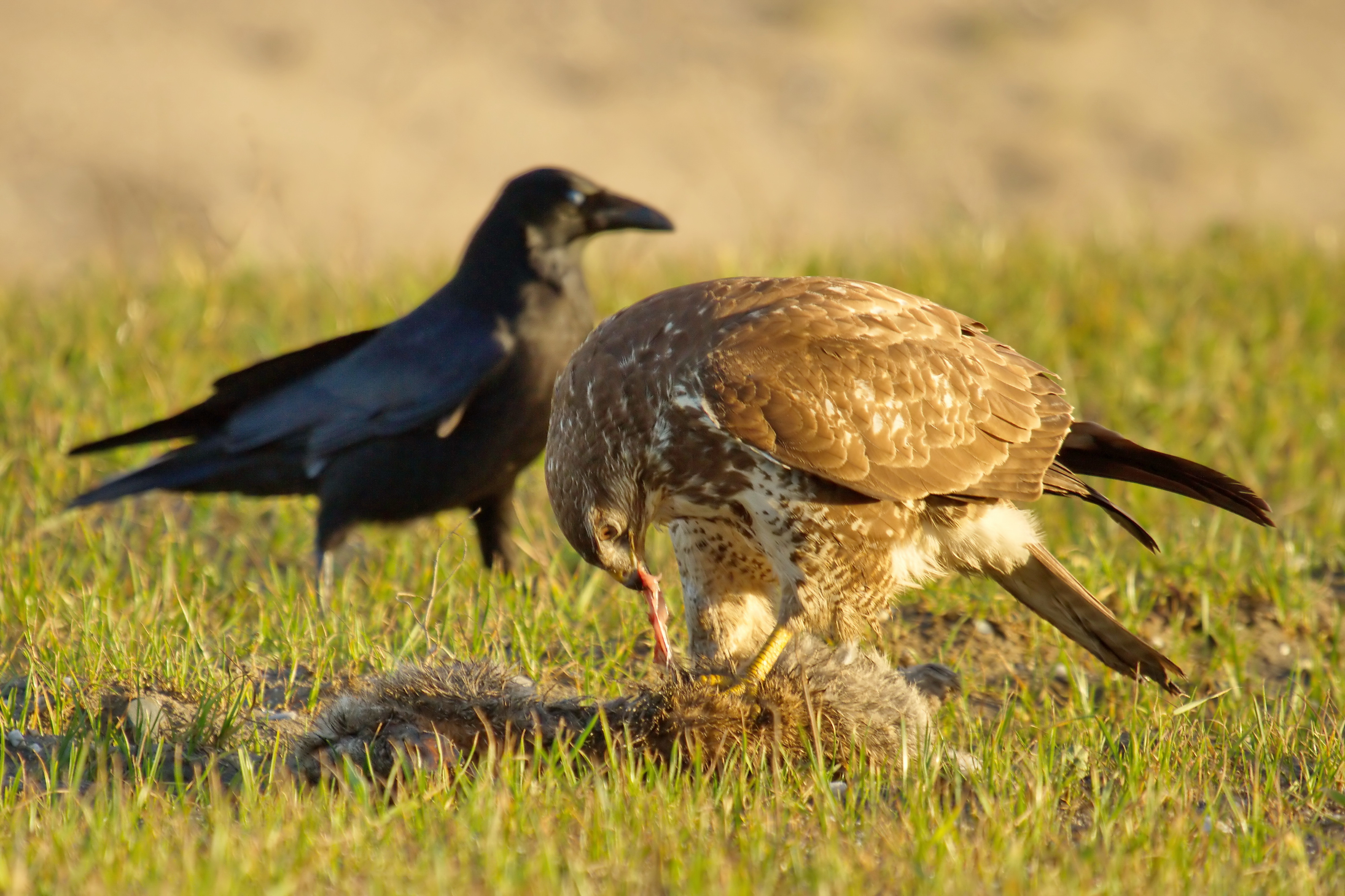
Buse variable dominant un Grand Corbeau intéressé par la même proie.

Adeptes du moindre effort, les Buses variables se font charognardes dès qu'elles en ont la possibilité. Elles exploitent les animaux tués en bord de route, patrouillant le long des voies pour trouver leur repas, au risque d'être elles-mêmes percutées. Dans une étude réalisée dans une forêt anglaise, avec des cadavres de cervidés, Cerf sika (Cervus nippon) et Chevreuil européen (Capreolus capreolus), surveillés par des pièges photographiques, les Buses variables ont figuré parmi les principaux charognards, surtout lors de la période froide, et intervenaient avant les insectes nécrophages. Elles fréquentent les sites de nourrissage britanniques pour Milans royaux (Milvus milvus) réintroduits et font les poubelles des abattoirs. Tout leur est bon : bisons dans la forêt de Białowieża, agneaux morts dans les champs gallois, belettes ou renards et même cadavres d'autres buses. Elles préfèrent néanmoins les cadavres de petits mammifères, comme les lapins, à ceux d'animaux plus gros, sauf si la carcasse a déjà été ouverte. Lorsqu'elle charogne, la Buse variable est généralement en compétition avec d'autres espèces. Une étude menée en Écosse montre qu'elle parvient la plupart du temps à les écarter : elle domine non seulement les Corneilles mantelées (Corvus cornix), mais aussi les Grands Corbeaux (Corvus corax) et les Goélands marins (Larus marinus).
Des observateurs rapportent également des proies inhabituelles, comme du poisson, probablement mangé à l'état de cadavre, car les Buses variables ne sont pas taillées pour plonger dans l'eau,. Une Buse variable pêchant une carpe avec ses serres a toutefois été photographiée en France, dans le Gard. Une autre a été signalée mangeant des pommes.

### Techniques de chasse
Si le Faucon pèlerin (Falco peregrinus) est célèbre pour son attaque en piqué et le Faucon crécerelle (Falco tinnunculus) pour son vol « en Saint-Esprit », la Buse variable est surtout connue pour scruter ses environs, posée sur un perchoir ou volant en grands cercles, haut dans le ciel.

#### Caractéristiques physiques

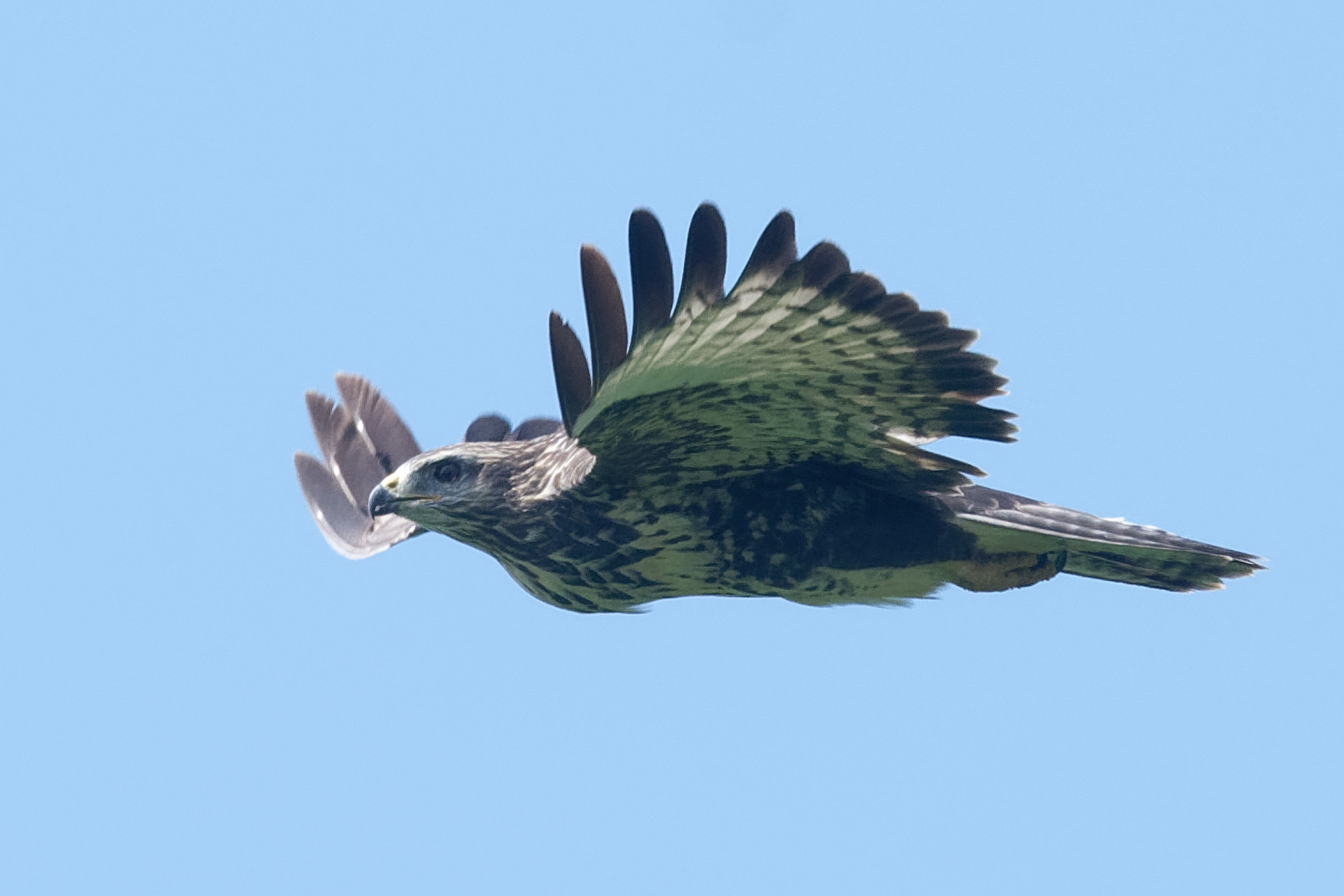
La Buse variable possède des ailes larges, adaptées à un vol lent, qui la classent dans la catégorie des oiseaux de proie « chercheurs » plutôt qu'« attaquants ».

Son style de chasse s'explique par des considérations physiologiques. Ses larges ailes lui offrent une bonne portance et autorisent un vol lent, propice à une inspection scrupuleuse du sol pour détecter des proies dans la végétation. Dans la mesure du possible, elle garde ses ailes déployées et immobiles, pour minimiser la dépense d'énergie. Inversement, la largeur de ses ailes génère de la traînée, ce qui la rend incapable de la vitesse d'attaque des faucons aux ailes étroites, mais lui permet de manœuvrer plus facilement et notamment d'opérer des virages plus serrés que d'autres rapaces de même taille. Ses muscles pectoraux, moins imposants que ceux des rapaces spécialisés dans l'attaque, lui interdisent de battre rapidement des ailes. Son appareil digestif est en revanche comparativement plus long. Elle est donc plus efficace pour extraire des nutriments de ses proies.
La Buse variable présente des serres assez courtes : l'Autour des palombes (Accipiter gentilis), par exemple, possède des doigts et des griffes 20 % plus longs alors que son gabarit est très similaire. Cette particularité s'explique sans doute parce que des serres plus grandes seraient moins adaptées à la capture de petites proies dans une végétation dense. En outre, des doigts plus courts lui offrent une poigne plus ferme, utile notamment pour maîtriser lièvres et lapins.
Son bec est assez large, ce qui lui permet d'avaler tout rond les rongeurs et par grandes bouchées les plus gros mammifères. La Buse variable peut donc manger plus rapidement que le Faucon pèlerin ou l'Autour des palombes, qui consacrent beaucoup de temps à préparer leur proie en arrachant ses plumes ou ses poils.
Comme beaucoup de rapaces, la Buse variable possède deux fovéas, zones de la rétine où la vision des détails est la plus précise, contre une seule chez l'humain. Ses grands yeux collectent une grande quantité de lumière et lui permettent de chasser depuis une demi-heure avant le lever du soleil jusqu'à l'obscurité quasi complète.

#### Chasse en vol
Quand elle chasse en vol, la Buse variable combine vol plané et vol à voile, voire vol stationnaire pour surveiller le sol, généralement à une hauteur de 15 à 30 mètres au-dessus du sol. Quand elle a repéré sa proie, elle referme ses ailes et plonge quasiment à la verticale avant d'effectuer un court vol plané à haute vitesse. Au dernier moment, elle lance les serres vers l'avant pour capturer sa proie, produisant au passage un claquement sec dû au choc des ailes sur le sol. Si la proie est de grande taille, la buse au sol garde parfois ses ailes déployées pour se stabiliser pendant qu'elle la met à mort avec ses serres.
Pour repérer sa proie, la buse met à profit les activités agricoles : elle suit volontiers les moissonneuses-batteuses en espérant capturer des petits mammifères. Elle attend également à proximité des tracteurs faisant les foins. Elle peut aussi survoler le sol à faible altitude, à moins de trois mètres de hauteur, à la recherche d'invertébrés.
La Buse variable peut pratiquer le vol sur place, mais assez rarement. Ce type de chasse s'observe le plus souvent au printemps, dans les terrains ouverts et les landes qui possèdent peu de perchoirs, et par météo favorable : temps sec et ensoleillé, avec une brise modérée. La Buse adopte alors l'attitude de vol sur place dite « du Saint-Esprit », caractéristique du Faucon crécerelle : face au vent, elle étend les ailes en écartant bien les primaires et tient sa queue en éventail, tout en baissant la tête pour scruter le sol.

#### Chasse au perchoir

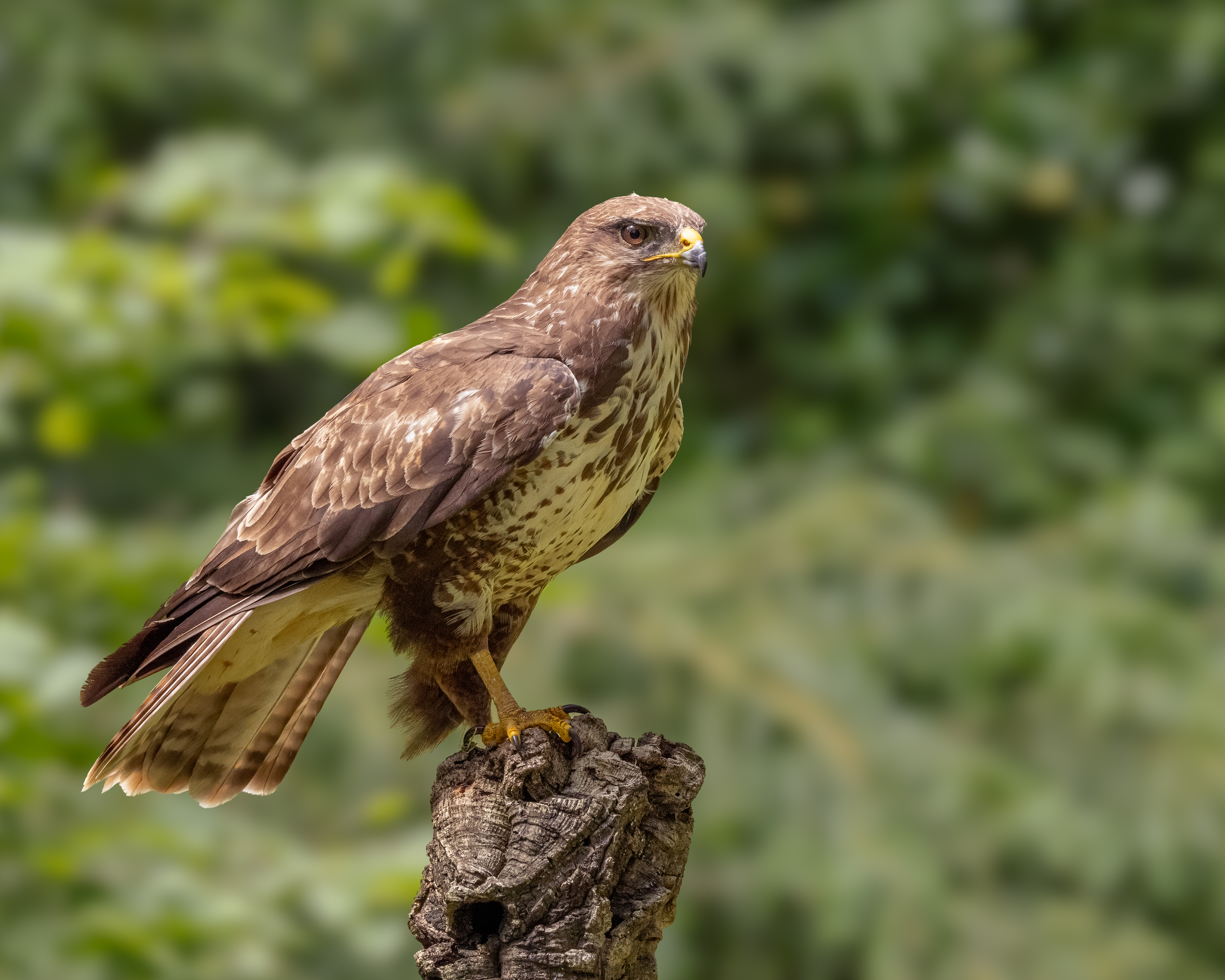
Buse variable surveillant les environs depuis un poteau dans le Hampshire, au Royaume-Uni.

Peu énergivore, la chasse au perchoir est une technique très utilisée, au point que l'existence de perchoirs convenables est un critère de choix primordial pour un territoire. Dans une étude menée au nord de la Suède, des perchoirs artificiels ont été installés dans des clairières créées par coupe rase. Au printemps, les Buses variables ont utilisé significativement plus ces clairières que les clairières-témoins, dépourvues de perchoirs. Quand les perchoirs ont été déménagés dans les clairières-témoins, les buses ont changé de terrain de chasse. Par ailleurs, les perchoirs sont multi-fonctions : ils servent à chasser, à se reposer ou à signaler la défense d'un territoire.
Sur son perchoir, la buse se tient face au vent et tourne la tête pour scruter les environs. Si cette surveillance ne permet pas de détecter de proies, la buse change de perchoir, souvent en suivant une clôture ou une haie. La durée passée à chaque perchoir est variable : dans une étude, la buse change de perchoir après huit minutes environ, dans une autre, après deux à trois heures. La différence tient sans doute au degré de faim de l'individu observé. Quand elle détecte un mouvement, la buse tend la tête et parfois l'ensemble du corps vers l'avant, comme un coureur sur les starting-blocks. Selon la hauteur du perchoir, la buse s'en laisse tomber ou plane directement, dans une approche silencieuse, jusqu'à sa proie. Dans une observation inhabituelle, une buse a été vue perchée sur le versoir d'une charrue en train de retourner la terre au printemps, probablement pour capturer des vers de terre.

#### Chasse au sol
La chasse au sol est utilisée principalement pour les invertébrés et en particulier les vers de terre. Les buses se tiennent campées sur leurs pattes et tournent la tête en tous sens, pour détecter à la fois des vers et une éventuelle attaque. Une fois le ver repéré, elles l'attrapent avec le bec et tirent dessus pour le faire sortir de terre. Elles peuvent courir au sol d'un ver à l'autre avec une vitesse surprenante, à la manière des turdidés. Quand le terrain est favorable, par exemple dans un champ fraîchement retourné, elles peuvent se trouver à plusieurs dizaines, parfois en compagnie de laridés et de limicoles.

#### Mise à mort des proies

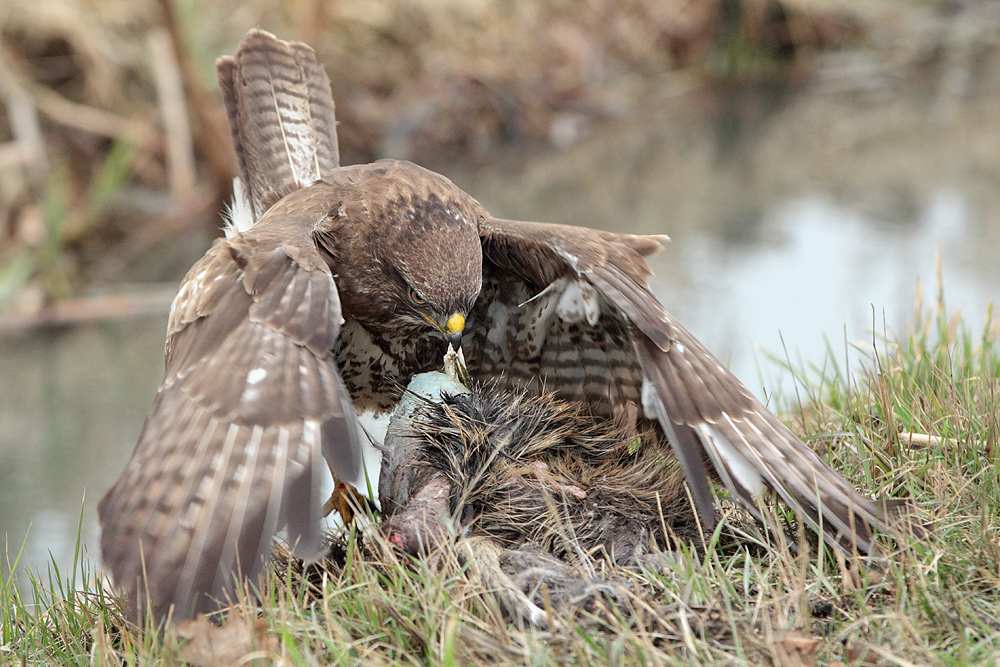
Buse variable faisant le « manteau » pour protéger sa nourriture ; réserve naturelle d'Ilkerbruch, en Allemagne.

Contrairement aux faucons, les Buses variables ne disposent pas d'une encoche sur le bec pour faciliter la mise à mort des proies. Une expérience a été menée avec des souris de laboratoire vivantes et avec un leurre en forme de souris, relié à un dynamomètre. Dans les deux cas, la buse attrape la souris avec une seule patte, sans préférence entre la gauche ou la droite. Elle exerce une série de pressions de quelques secondes, pour une durée totale moyenne de 26 s. La pression exercée est en moyenne de 5,8 kg/cm2, avec un maximum de 8,75 kg/cm2, suffisante pour entraîner la mort par suffocation sur un animal de cette taille. Il est probable que la buse parvienne également à écraser la cage thoracique des lagomorphes.
Une fois la proie mise à mort, la Buse variable adopte la posture dite du « manteau », avec les ailes déployées pour recouvrir sa nourriture. Pendant qu'elle mange, elle relève la tête de temps en temps pour surveiller les alentours. Il s'agit d'éviter à la fois d'être volée par un autre prédateur et d'être attaquée. En période de reproduction, la buse rapporte directement sa proie au nid.

#### Cleptoparasitisme
La Buse variable vole parfois une proie déjà capturée par autrui, une pratique qualifiée de cleptoparasitisme. Elle a été observée harcelant des individus de plusieurs espèces pour leur faire lâcher leur prise : Faucon hobereau (Falco subbuteo), Faucon pèlerin, Faucon de Barbarie (Falco pelegrinoides) et Faucon crécerelle ou encore Busard des roseaux (Circus aeruginosus). Dans la plupart des cas, la victime est beaucoup plus petite que la Buse variable, ce qui réduit le risque de représailles. Dans une observation, la buse, inexpérimentée, s'est fait reprendre sa proie, un cadavre de Mouette rieuse (Chroicocephalus ridibundus), par le jeune Faucon pèlerin qui l'avait capturée.

### Budget énergétique
Sur la base de deux ans d'observations dans le sud de la Suède, où la Buse variable est sédentaire, la dépense énergétique quotidienne d'une buse a été évaluée à 149 kcal en hiver (de novembre à février) et à 278 kcal pendant la saison de reproduction (d'avril à juillet),. Les besoins hivernaux correspondent environ à 100 g de proies ou cinq Campagnols agrestes (Microtus agrestis). En présence d'une grande quantité de nourriture, les Buses peuvent manger beaucoup plus que nécessaire, jusqu'à 30 % de leur poids en une journée, contre 10 à 15 % normalement. La quantité de nourriture nécessaire pour mener un jeune à l'envol a été estimée à 7 kg dans le Dartmoor, soit l'équivalent de 350 Campagnols agrestes adultes ou de 28 jeunes lapins.
La Buse variable peut consacrer jusqu'à 16 heures 30 par jour à la chasse l'hiver ou par mauvais temps. Au printemps, la durée journalière de chasse prend plutôt 8 heures 30 à 11 heures pour un mâle. En hiver, la Buse variable peut jeûner jusqu'à 15 jours. Des individus affamés ont été pesés en Allemagne pendant des hivers rigoureux : les mâles ne pesaient que deux tiers du poids d'un individu en bonne santé et les femelles encore moins, soit l'équivalent du poids de juvéniles âgés de trois à quatre semaines.

### Vocalisations
La Buse variable produit le plus souvent le cri hi-é, ou piiou, décrit comme un miaulement de chat,, mais « plus long et plus sonore ». On dit qu'elle « piaule », terme issu de l'onomatopée évoquant un bruit aigu et qui a donné aussi « piailler » ou « pioupiou ». Elle émet son cri presque exclusivement quand elle tourne dans le ciel, dans son territoire, en rencontrant d'autres Buses variables, ou lors des parades nuptiales. Elle pousse également des ksièèè grinçants lors de l'accouplement et la femelle quémande auprès du mâle par le cri psiii.

### Reproduction
La Buse variable peut se reproduire à partir de sa seconde année, mais la plupart des individus s'y mettent plus tard, à trois ou quatre ans, voire au-delà.

#### Parades nuptiales
Le mécanisme de formation des couples est connu essentiellement par une longue série d'observations réalisées près de Bristol, en Angleterre. Une femelle en quête d'un partenaire qui arrive dans le territoire d'un mâle célibataire s'installe sur un perchoir. Le mâle s'adonne alors à des simulacres d'attaque, esquivant la femelle à la dernière minute, pendant qu'elle reste impassible, comme si elle testait la compétence du mâle à défendre leur futur territoire. La femelle se fonde également sur l'apparence des candidats : elle tend à préférer ceux qui ressemblent à sa mère. Une fois le couple formé, les parades se poursuivent, cette fois à deux : le couple s'élève sur un courant ascendant thermique en décrivant des cercles concentriques, avant de survoler son territoire. Cette ascension est entrecoupée de poursuites et de démonstrations acrobatiques.
Le mâle commence à nourrir la femelle environ un mois avant la ponte, début mars au Royaume-Uni, ce qui marque le début des copulations. La femelle les sollicite habituellement en baissant la tête, depuis un endroit dégagé : branche, piquet, rocher, pylône. Le mâle plane au-dessus d'elle avant de se poser sur son dos pour le baiser cloacal. Ces copulations se réitèrent tout au long de la saison de reproduction et même au-delà de la dernière éclosion,. Leur rythme culmine début avril au Royaume-Uni, avec plus d'une copulation par heure.
Comme la plupart des rapaces, la Buse variable est monogame, mais il existe plusieurs observations de polygynie (plusieurs femelles pour un mâle) comme de polyandrie (plusieurs mâles pour une femelle). À Fuerteventura, dans les îles Canaries, une femelle et deux mâles de la sous-espèce locale, Buteo buteo insularum ont été vus prenant part ensemble à des parades nuptiales et défendant activement le nid contre les Grands Corbeaux. Alors que la femelle était en train de couver, elle a rejoint l'un des deux mâles pour copuler. L'autre mâle, situé à une dizaine de mètres, s'est aussitôt envolé vers le nid pour prendre le relais de l'incubation. La ponte contenait quatre œufs, soit plus que la moyenne. Elle n'a toutefois pas été menée à terme, le trio ayant abandonné le nid alors qu'il ne comptait plus qu'un seul œuf. Les oiseaux sédentaires semblent vivre en couple durant toute leur vie.

#### Nidification
En règle générale, la Buse variable construit elle-même son nid, même si le réemploi n'est pas inconnu : dans l'ouest de la Finlande, 26 % des nids étaient d'anciens nids d'autres rapaces, plus petits. L'emplacement peut être assez variable : en plaine, la Buse variable tend à nicher dans un arbre, mais elle peut aussi s'installer sur une falaise ou même directement sur le sol.

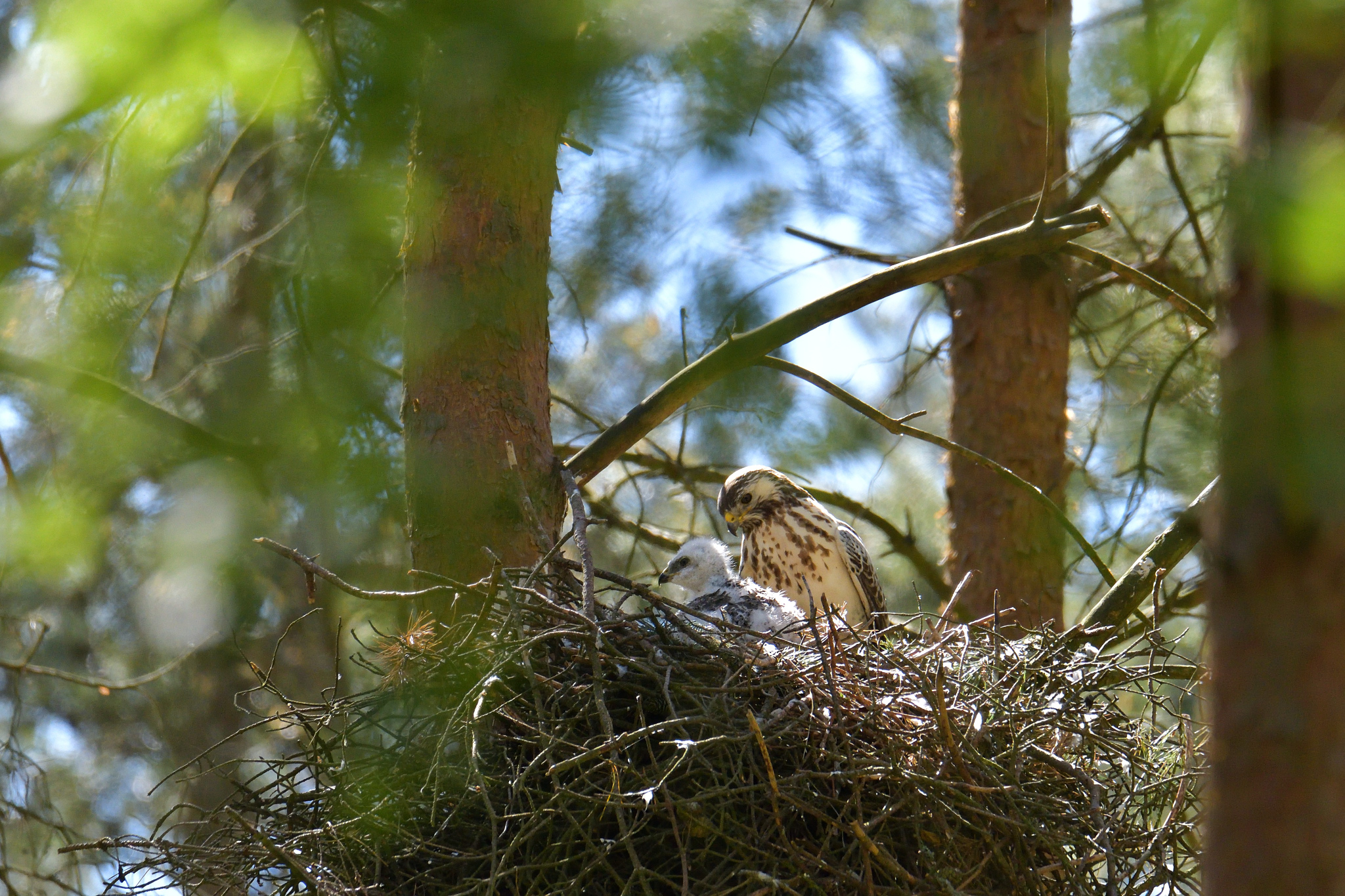
Nid de Buse variable typique dans un arbre.

Quand elle niche dans un arbre, la Buse variable choisit plutôt un bosquet ou du moins un arbre proche de la lisière du bois. La densité en nids tend à décroître avec la taille d'un bois, sans doute parce que les buses préfèrent s'installer sur le pourtour : l'accès aux zones de chasse et le transport des proies vers le nid est ainsi plus court. Les buses n'ont même aucun problème à établir leur nid dans des haies d'arbres. Dans une zone d'Irlande du nord où les forêts sont rares, les nids se sont trouvés majoritairement dans des arbres de haie (30 %), par opposition aux lisières de bois (21 %) et aux bosquets (13 %).
Les buses ne semblent pas attachées à une essence d'arbre particulière. Les nids se trouvent à 50 % dans des chênes dans le Limousin et à 78 % en Côte-d'Or, mais en Finlande, ils sont à 66 % dans des épicéas et dans le Jura souabe, à 70 % dans des hêtres. Des nids ont même été trouvés dans un Sorbier des oiseleurs et dans une aubépine dans le Dartmoor et dans des Bouleaux verruqueux dans le Dorset. En revanche, les buses choisissent avec soin leur type d'arbre : elles préfèrent les spécimens les plus âgés, sans doute parce qu'ils sont plus hauts et avec des branches plus solides. Elles apprécient également les arbres abîmés, qui présentent des fourches ou des branches horizontales. Les nids sont généralement bâtis assez haut : les plus bas se situent à 4 m et la majorité se trouve entre 11 et 15 m.
Les falaises rocheuses sont plus souvent utilisées à des altitudes plus élevées. La préférence des buses pour les falaises ou pour les arbres n'est pas claire : selon les études, elles favorisent les unes ou les autres. Il est possible que la préférence pour un type de nid résulte d'une empreinte, comme c'est le cas chez le Faucon pèlerin. Le sommet des falaises est généralement l'emplacement préféré, sans doute pour mieux se protéger des prédateurs. Une Buse variable a été observée nichant dans un bâtiment, en l'occurrence une maison isolée à moitié en ruines, dans le sud-est de l'Espagne.
Quand les prédateurs sont suffisamment rares, les Buses variables peuvent nicher à même le sol : en Finlande, des nids ont été observés dans les algues sur une plage, parmi des dunes de sable et sous une touffe d'ajoncs.
Un couple bâtit généralement plusieurs nids, souvent trois, situés dans un rayon de 200 m. La raison n'est pas claire ; peut-être est-ce pour marquer son territoire. Ces nids sont tous décorés avec de la végétation fraîche : branches des arbres alentour, fougères, joncs, bruyère ou mousse. Ces végétaux peuvent être insérés dans la structure du nid, mais aussi simplement posés sur le rebord, au risque de tomber. Ils n'ont donc pas de rôle structurel. Peut-être s'agit-il de rendre la coupe interne plus confortable pour les oisillons, mais des brindilles de houx ont déjà été observées dans des nids. Une hypothèse est qu'il s'agirait d'un signal « honnête » sur l'occupation du territoire et sur la vigueur des propriétaires du nid., comme c'est le cas chez le Milan noir.
La construction du nid peut démarrer dès la fin de l'hiver, mais se situe le plus souvent entre la mi-février et la mi-mars au Royaume-Uni. La construction à proprement parler est mal connue. Elle est rapide : le nid est bâti en quelques jours. Sa taille est très variable et peut dépasser le mètre de diamètre comme d'épaisseur. Une étude portant sur 104 nids identifiés dans le comté d'Avon montre que la plupart mesurent 50 à 70 cm de diamètre. Le nid est consolidé et décoré pendant toute la période de reproduction. Un nid utilisé treize années de suite a été observé à New Forest, en Angleterre ; il mesurait 1,5 m de diamètre pour 70 cm de hauteur.

#### Incubation
La période précise de ponte est mal connue, car les Buses variables sont promptes à abandonner le nid, si un humain s'approche trop. Dans une étude danoise, 40 % se sont envolées du nid avant que l'intrus approche à 100 m et 60 % à 50 m, seules 15 % restant au nid quand la personne atteint leur arbre. En outre, les pontes de remplacement sont très rares.
En Europe, les pontes se situent entre la fin mars pour les latitudes les plus méridionales et la fin mai pour celles les plus septentrionales., mais tendent à devenir plus précoces avec le changement climatique : en Finlande, la date moyenne de ponte a avancé de dix jours entre 1979 et 2004. Une ponte classique compte deux à trois œufs, mais il n'est pas rare de voir un seul œuf et, de temps en temps, des pontes de quatre œufs. Des pontes record de cinq, voire six œufs ont été observées. Les œufs de Buse variable sont ellipsoïdaux et mesurent approximativement 55 mm sur le grand axe pour 44 mm sur le petit. Ils sont de couleur blanc mat, tacheté de rouge-brun et pèsent environ 60 g.
L'incubation démarre dès la ponte du premier œuf. Elle est assurée par la femelle, relayée pour de brèves périodes par le mâle, qui assure son ravitaillement. Elle dure entre 33 et 38 jours.

Œufs de Buse variable.
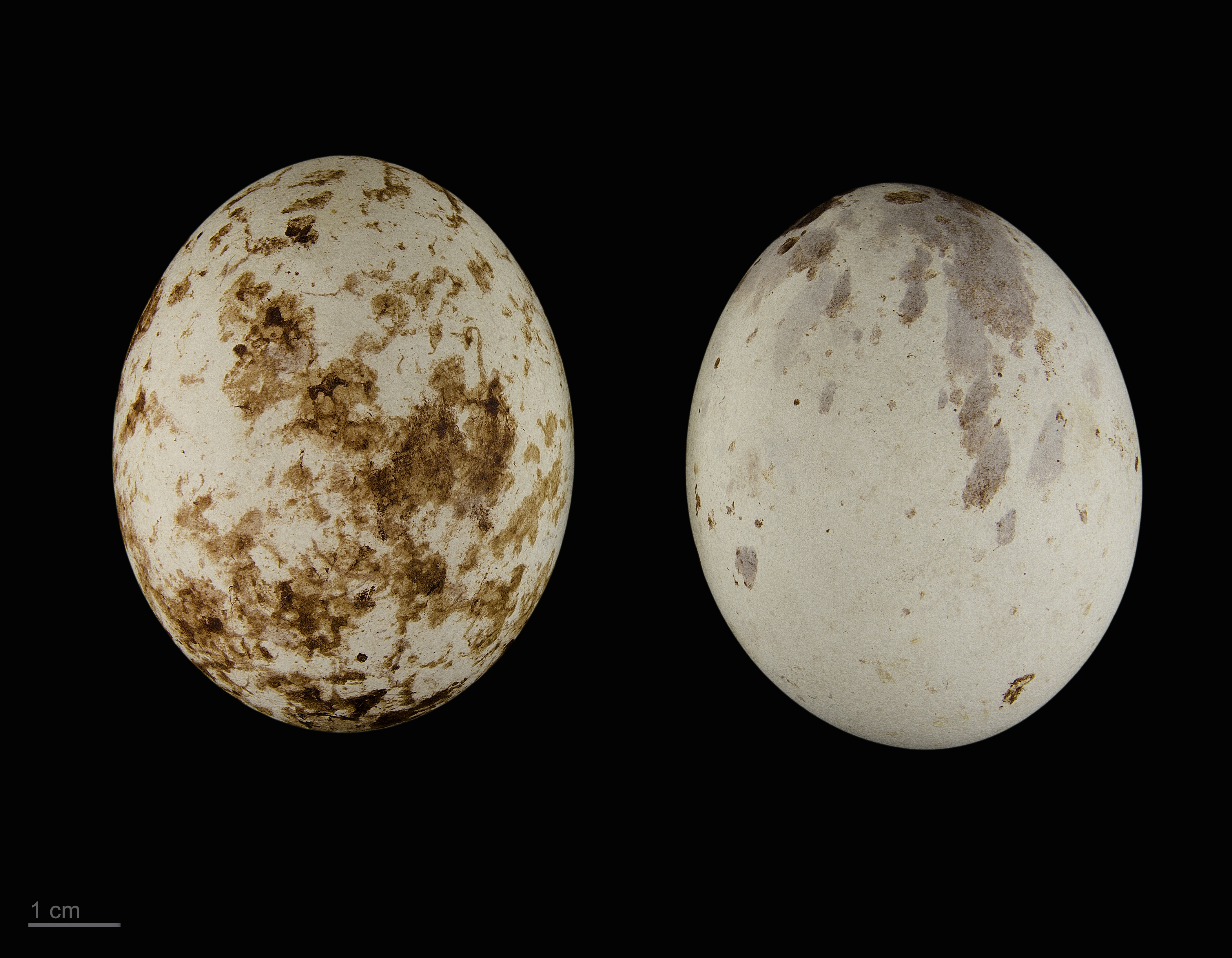
Ponte collectée à Allondrelle-la-Malmaison, en Meurthe-et-Moselle, France (MHNT).
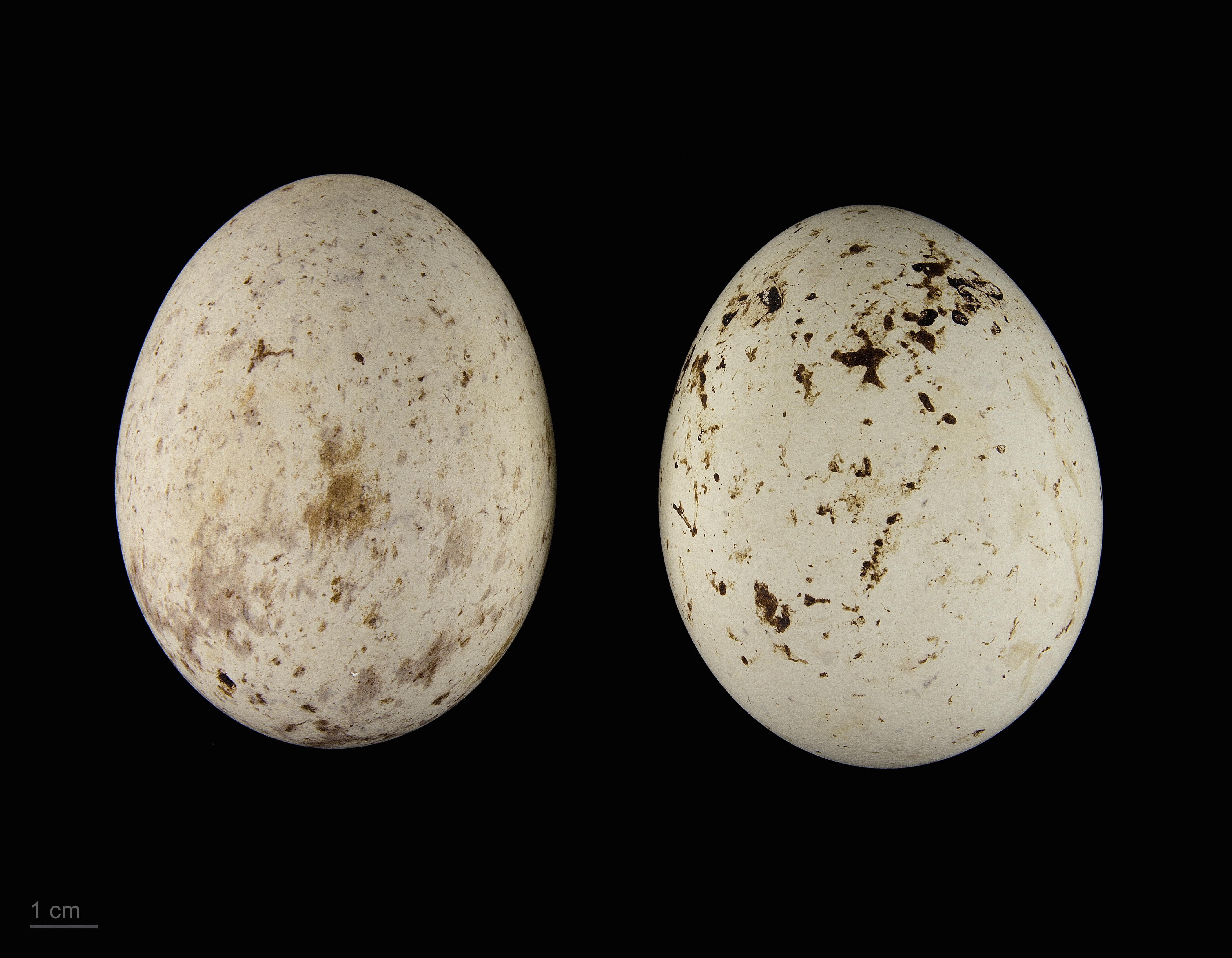
Œufs de la sous-espèce Buteo buteo rotschildi (MNHT).
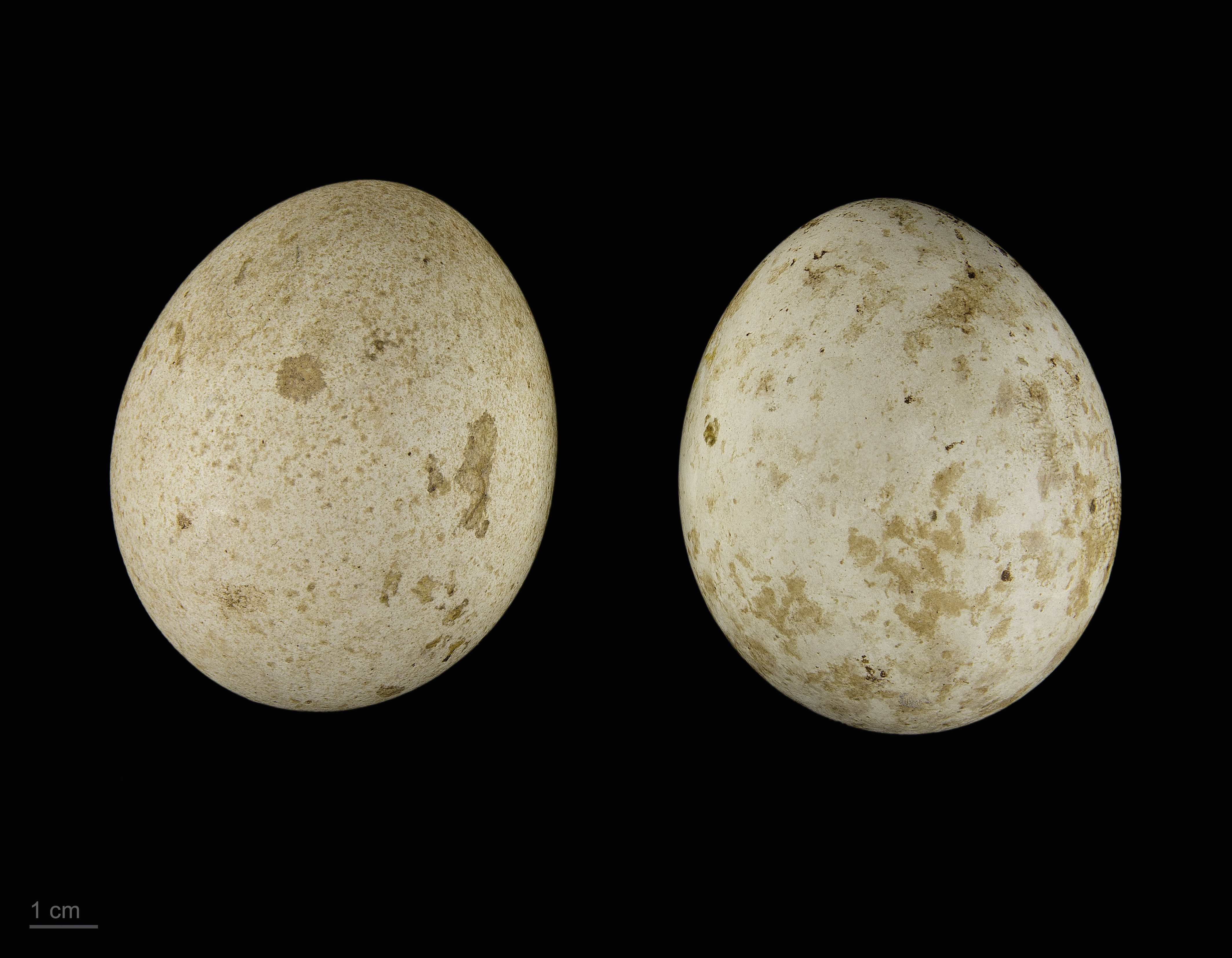
Œufs de la sous-espèce Buteo buteo vulpinus (MNHT).

#### Jeunes au nid

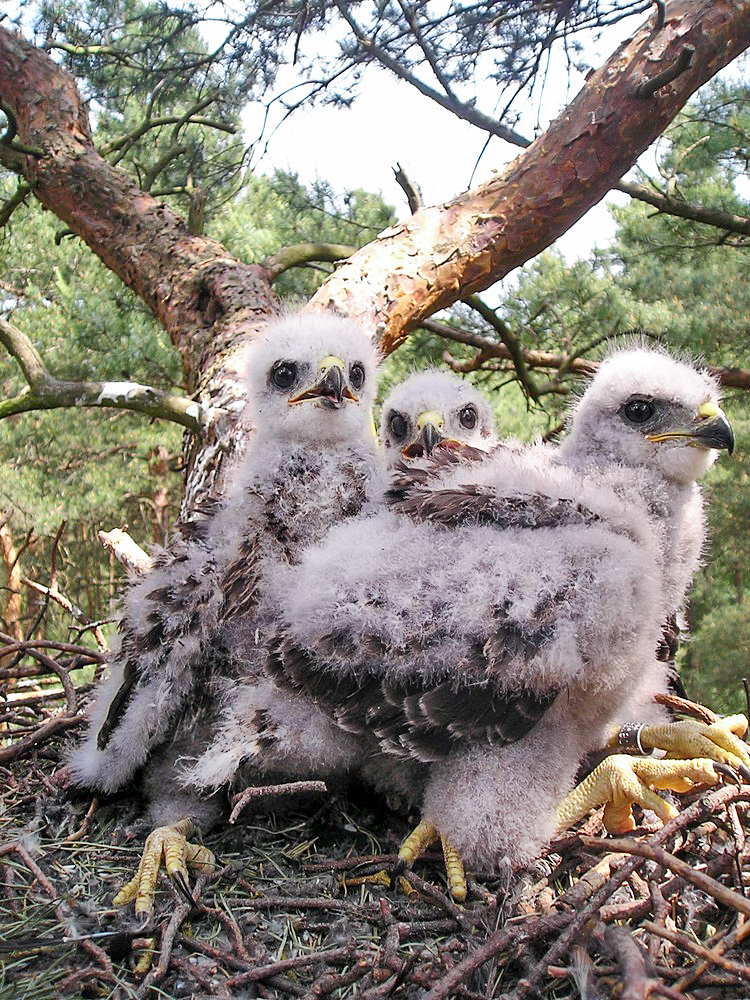
Buses variables juvéniles au nid à Berlin, Allemagne.

Les œufs d'un même nid éclosent les uns après les autres, à un à trois jours d'intervalle. Une nichée peut donc comprendre des oisillons à des stades de développement assez différents.
À la naissance, les jeunes sont couverts d'un duvet blanc et pèsent 40 à 50 g. La femelle doit les couvrir pour assurer leur régulation thermique pendant environ une semaine. Ils passent leur temps à dormir entre deux nourrissages. Après huit jours, le premier duvet est remplacé par un autre plus épais. Après un peu moins de deux semaines, les étuis des futures primaires et rectrices apparaissent. Ils commencent à s'ouvrir quelques jours plus tard. Parallèlement, les plumes du manteau et les scapulaires remplacent le duvet, respectivement sur le dos et les épaules. Pendant ces deux premières semaines, la femelle assure l'hygiène du nid, qu'elle ne quitte que rarement. Elle est ravitaillée par le mâle qui, pour se nourrir, mange souvent la tête ou les pattes des proies avant de les apporter.
À l'âge de trois semaines, les flancs des jeunes se garnissent à leur tour de plumes, ce qui permet à la femelle de quitter le nid pour participer au ravitaillement de la nichée. À ce stade, la masse des jeunes a été multipliée par dix. Ils sont capables d'agiter les ailes et d'ingurgiter des animaux de petite taille, comme des musaraignes ou de petits campagnols. Ils produisent des pelotes constituées de fourrure. À la quatrième semaine, ils commencent à utiliser leurs serres pour démembrer les proies qu'on leur apporte. À un mois, la jeune buse est quasi entièrement emplumée, sauf la tête, qui reste couverte de duvet. À ce stade, la demande en nourriture a crû de manière très importante, ce qui force le mâle à chasser jusqu'à 16 heures et demie par jour dans le Devon, soit quasiment la durée entière du jour en été.
La croissance rapide des jeunes, couplée à leur éclosion asynchrone, entraîne des disparités allant jusqu'à 90 g dans leurs masses respectives, ce qui n'est pas anodin quand ils se disputent la nourriture apportée par leurs parents. À l'âge de 20 jours, la différence entre les sexes commence à apparaître : une femelle de cet âge pèse autant qu'un mâle de 24 jours. Outre l'âge et le sexe, l'agressivité individuelle entre en jeu pour déterminer qui sera nourri en premier. À partir d'un certain âge, le premier avale tout rond la proie apportée, ne laissant rien aux autres. Si la nourriture vient à manquer, le plus vieux des juvéniles peut attaquer le plus faible, habituellement le plus jeune, un comportement appelé le caïnisme. L'individu faible peut succomber à ces attaques et, souvent, finir par être mangé.
Les jeunes au nid sont protégés par leur mère, mais l'un d'entre eux peut être emporté comme proie par un rapace plus gros. Il est donc arrivé, rarement, mais à plusieurs reprises, qu'une buse juvénile se retrouve dans un autre nid et soit adoptée par une autre espèce. Des adoptions par des Pygargues à queue blanche (Haliaeetus albicilla) ont été rapportées en Hongrie,, en Tchéquie et en Allemagne, ainsi que par des Aigles pomarins (Clanga pomarina) en Slovaquie. Le cas allemand a concerné un nid surveillé par piège photographique, ce qui a permis de confirmer le déroulement des événements. En Suisse, une aire d'Autour des palombes (Accipiter gentilis) a été trouvée contenant une jeune Buse variable ainsi qu'un œuf soit de buse, soit d'autour. Les circonstances ayant conduit à cette situation sont inconnues, mais un nid construit simultanément par des autours et par des buses a déjà été recensé dans la littérature : les deux espèces apportaient des matériaux tour à tour, avant que le nid ne soit finalement revendiqué par les autours.

#### Jeunes à l'envol

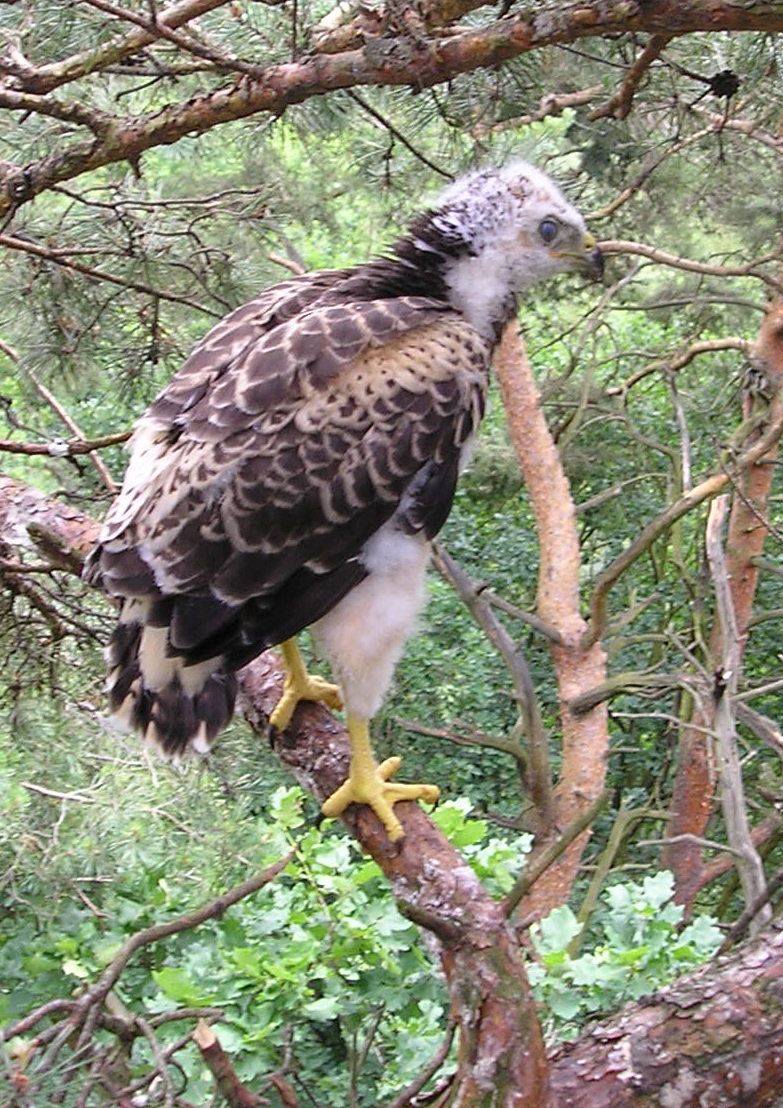
Jeune Buse variable « branchée », c'est à-dire perchée sur une branche à côté de son nid. Berlin, Allemagne.

Une fois que les jeunes sont suffisamment grands et que leurs ailes sont suffisamment robustes pour ralentir une chute éventuelle, ils commencent à sortir du nid pour se percher sur une branche voisine. Ils sont alors très proches de l'envol. Dans une étude menée au Parc national New Forest, les premiers vols se sont produits quand les jeunes étaient âgés de 49 à 60 jours, contre 43 à 54 jours dans une étude dans le Dorset. Malgré la différence d'âge au sein de la nichée, tous les jeunes s'envolent le même jour. Leurs plumes de vol ne sont pas encore totalement développées et continuent de croître dans leur étui jusqu'à 65 jours environ, après quoi les vols sont de plus en plus longs, les jeunes vont de plus en plus loin et retournent de moins en moins au nid. Parallèlement, les parents continuent de les nourrir : au début, ils apportent toujours les proies au nid, puis les jeunes viennent à leur rencontre.

#### Dispersion
Le suivi de jeunes buses équipées de radio-émetteurs montre une certaine variabilité de comportement : certaines se dispersent un mois à peine après avoir quitté le nid, mais d'autres explorent les alentours du territoire de leurs parents, rentrant parfois au nid le lendemain,,. Dans une étude dans le Dorset, 56 % des 77 buses suivies ont quitté définitivement le nid entre juillet et décembre, à un âge moyen de 107 jours, souvent pour rejoindre des regroupements informels de buses avec lesquelles elles se nourrissent. Pendant l'hiver, 39 % continuent à chercher leurs proies à moins d'un kilomètre du territoire parental, avant de se disperser au printemps, vers le mois de mars.
À la saison de reproduction suivante, une partie des jeunes buses ayant quitté le territoire parental à l'automne y reviennent : on parle de philopatrie. Ces allers-retours se poursuivent parfois jusqu'à leur troisième année, c'est-à-dire à un moment où elles sont elles-mêmes prêtes à se reproduire.
La dispersion des buses n'est pas liée à un manque de nourriture : les jeunes continuent de quémander et de recevoir des proies de leurs parents pendant leur premier hiver. Rien ne montre non plus que les parents mettent leurs jeunes dehors. Il semble que les jeunes partent d'eux-mêmes, motivés par la compétition avec les autres jeunes de la nichée et par le type de couvert végétal alentour, indicateur de l'abondance en proies.
Dans l'étude du Dorset, un tiers des jeunes suivis se sont dispersés à plus de 15 km de leur territoire natal et une petite minorité a dépassé les 100 km de distance. La distance médiane a été de 13 km. Les femelles se sont dispersées plus loin que les mâles, comme c'est le cas dans beaucoup d'espèces : il s'agit sans doute d'éviter la consanguinité.

#### Succès reproducteur
En règle générale, les Buses variables ont une nichée par an. Un cas de double nichée a toutefois été observé à Fuerteventura, dans les îles Canaries : après une ponte assez précoce dans l'année, un seul jeune a survécu. Quand il a été âgé de quatre semaines environ, sa mère a pondu de nouveau, en poussant son jeune vers l'extérieur du nid, pour faire de la place. Ce jeune s'est envolé vers l'âge de neuf mois et n'a plus été revu sur le territoire. Quant à la deuxième ponte, les œufs n'ont pas éclos et ont été abandonnés.
Le succès reproductif de la Buse variable a été mesuré au centre de la Pologne sur une période de dix ans. Il en ressort une moyenne de 1,67 jeune à l'envol par couple (y compris les couples dont aucun jeune n'a pu s'envoler ou n'ayant eu aucun jeune), 1,78 jeune à l'envol par couple reproducteur et 2,34 jeunes à l'envol par couple ayant mené au moins un jeune à l'envol. Dans le Dorset, sur 239 œufs recensés sur une période de sept ans, 5 % n'éclosent jamais et 13 % des jeunes sont morts en bas âge.
Parmi les facteurs du succès reproductif, la nourriture disponible figure en bonne position. En Norvège, le nombre de jeunes à l'envol a été estimé à 2,6 par nid les années à campagnols contre 0,3 seulement les années sans. Au centre de la Pologne, les grandes nichées ne se produisent que les années où les rongeurs sont abondants,. L'abondance en lapins peut également être cruciale. Ainsi, un tiers des nichées ont échoué dans le Devon immédiatement après l'introduction en 1953 de la myxomatose, contre un dixième dans les années 1960 et quasiment zéro dans les années 1990.
Les conditions climatiques sont également un facteur important : au pays de Galles, le taux de succès est passé de 91 % à 86 % en 1979, après un hiver rude. En Allemagne, une étude a suivi des territoires sur une décennie, en notant les moyennes annuelles de température et de précipitations, ainsi qu'un indice d'abondance des campagnols. L'échec total de la nichée était corrélé aux pluies abondantes en mai, tandis que le nombre de jeunes à l'envol était corrélé aux pluies d'avril et mai. En revanche, la pluie en juin n'avait pas d'impact, à une période où les jeunes ont développé un plumage étanche.
La compétition avec les autres buses peut entrer en ligne de compte. Une étude menée dans le Somerset suggère que la productivité de la Buse variable diminue quand la densité de nids devient trop importante. Au début de la période suivie, en 1988, la zone comptait 19 couples, avec une distance moyenne d'un kilomètre entre les nids. Le taux de succès était de 1,89 jeune par couple. En 2007, la même zone accueillait 92 nids, espacés en moyenne de 600 m, pour 0,87 jeune par couple.
La perturbation humaine joue également. Une vaste étude menée de 1950 à 1995 dans les Midlands de l'Ouest, en Angleterre, montre un taux d'échec de 15 % : 2,5 % des œufs ont été volés par des collectionneurs et 5 % des jeunes ont disparu (sic). Une analyse des archives du British Trust for Ornithology de 1937 à 1969 révèle que la « prédation humaine » est la première cause d'échec. Une étude dans le Speyside, en Écosse, estime que 35 % des nids sont perturbés délibérément chaque année. En Pologne, ce taux est évalué à 30 %. La perturbation involontaire, par exemple par des promeneurs ou par des ornithologues amateurs, peut également être un facteur, de plus en plus important au fur et à mesure que la population des buses augmente.

### Survie

#### Longévité

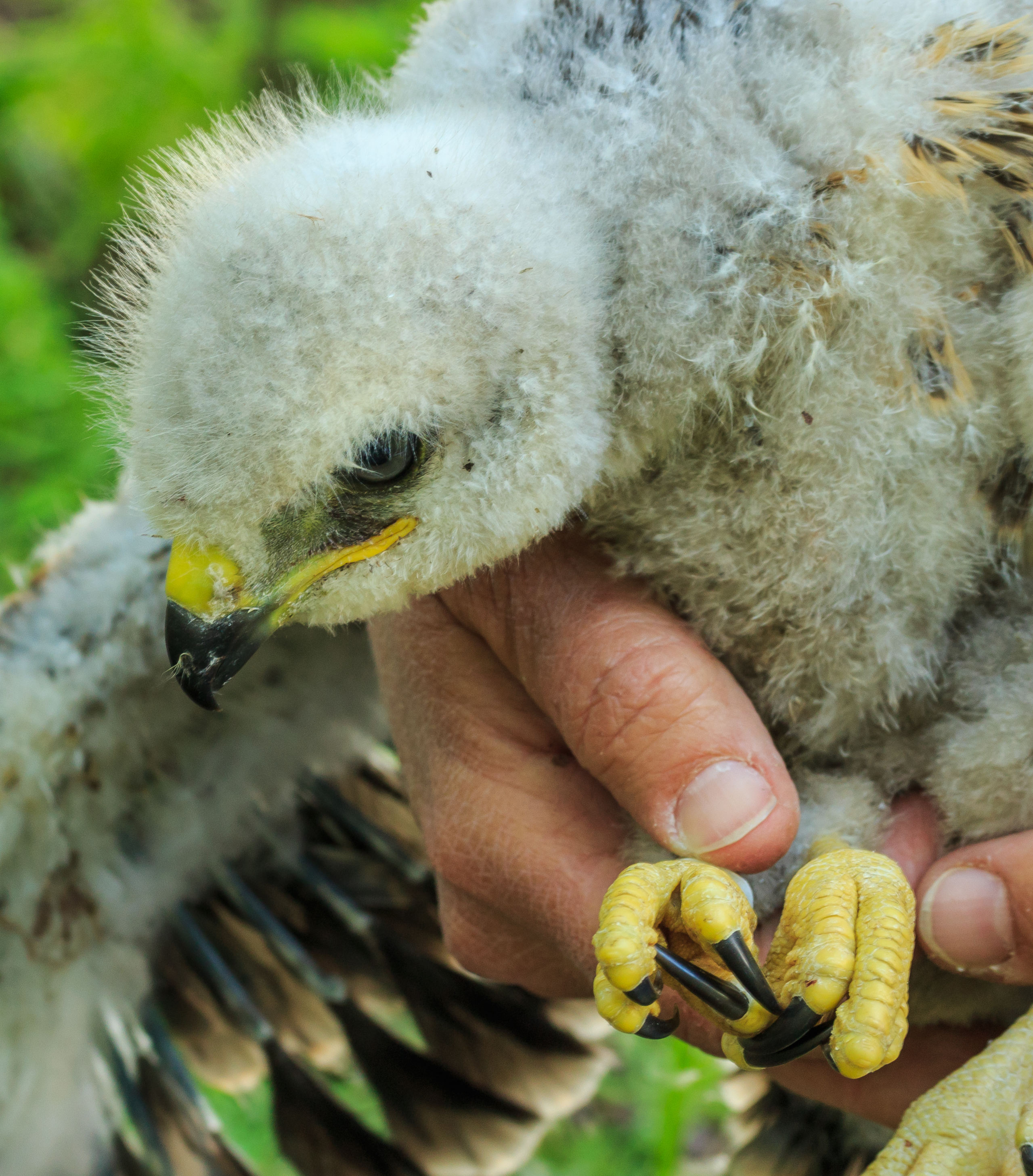
Le baguage des juvéniles, seule manière de connaître l'âge des oiseaux.

La plus grande longévité enregistrée chez une Buse variable européenne baguée était, en 2017, de 28 ans et 9 mois, suivi par une donnée de 26 ans et 10 mois, dans les deux cas pour des oiseaux trouvés morts au Danemark. Au pays de Galles, un oiseau âgé de 30 ans et 5 mois a été retrouvé en 2016, en vie, mais malade, à 10 km de l'endroit où il avait été bagué au nid.
L'espérance de vie des Buses variables est bien différente. L'analyse des reprises de bagues néerlandaises jusqu'en 1994 a ainsi montré que 47 % des oiseaux survivent à leur première année, puis 77 % chacune des années suivantes, soit un âge médian d'un an. Dans le sud de l'Angleterre, 146 jeunes buses au nid ont été équipées de balises radio entre 1990 à 1994 et suivies jusqu'à ce que les batteries cessent de fonctionner, quatre ans plus tard. Il en ressort que le taux de survie en juin de l'année suivante est de 73 % si l'on considère comme morts seulement les oiseaux retrouvés morts avec une balise en fonctionnement ou 66 % si l'on prend en compte tous les oiseaux dont la balise n'émet plus. Les mois les plus critiques sont les quatre premiers après le départ du nid : 5 à 8 % d'entre eux meurent chaque mois de juillet à octobre. Inversement, le taux de survie se situe entre 91 et 97 % la deuxième année, puis tombe à 82-86 % la troisième. Près de la moitié des oiseaux survit donc trois ans.

#### Morbidité
Comme la très grande majorité des oiseaux de proie sauvages, la Buse variable est communément porteuse de parasites, à la fois sur son plumage (ectoparasites) et dans son organisme (endoparasites). Dans une étude menée à Berlin et dans le Land de Brandebourg sur 84 rapaces diurnes et nocturnes, dont 32 buses, 97,6 % présentaient des acariens du plumage (espèces de la famille des Epidermoptidae) et des mouches plates (espèces de la famille des Hippoboscidae) ; 26,9 % des espèces examinées étaient porteuses de parasites sanguins (espèces des genres Leucocytozoon et Haemoproteus), avec une prévalence particulière chez les Buses variables (44,8 %). Dans une autre étude menée en Grande-Bretagne sur 379 rapaces, dont 77 buses, un examen visuel a trouvé des parasites intestinaux (nématodes) dans 20 % des cas, sans différence significative entre les espèces. Sur cet échantillon, les buses en mauvaise condition, avec le moins de réserves de graisses, étaient les plus susceptibles de porter des parasites.
La Buse variable est susceptible de contracter la tuberculose aviaire, une maladie infectieuse et contagieuse causée par la bactérie Mycobacterium avium. Une étude menée sur 11 000 oiseaux aux Pays-Bas entre 1975 et 1985 a montré que moins de 1 % d'entre eux étaient atteints, mais avec une incidence plus importante chez les rapaces, en particulier la buse (2,2 %). Elle peut également être atteinte par la grippe aviaire (H5N1), comme l'a montré un relevé effectué en mars 2006 dans la Dombes, une zone humide française. Centré sur les oiseaux d'eau, en particulier le Cygne tuberculé (Cygnus olor), il a néanmoins permis de collecter 40 cadavres de buses, dont une s'est avérée porter le virus. Une étude allemande, ciblant cette fois les oiseaux de proie, a mis en évidence 3,1 % de cas positifs sur 385 cadavres de buse testés.

#### Mortalité

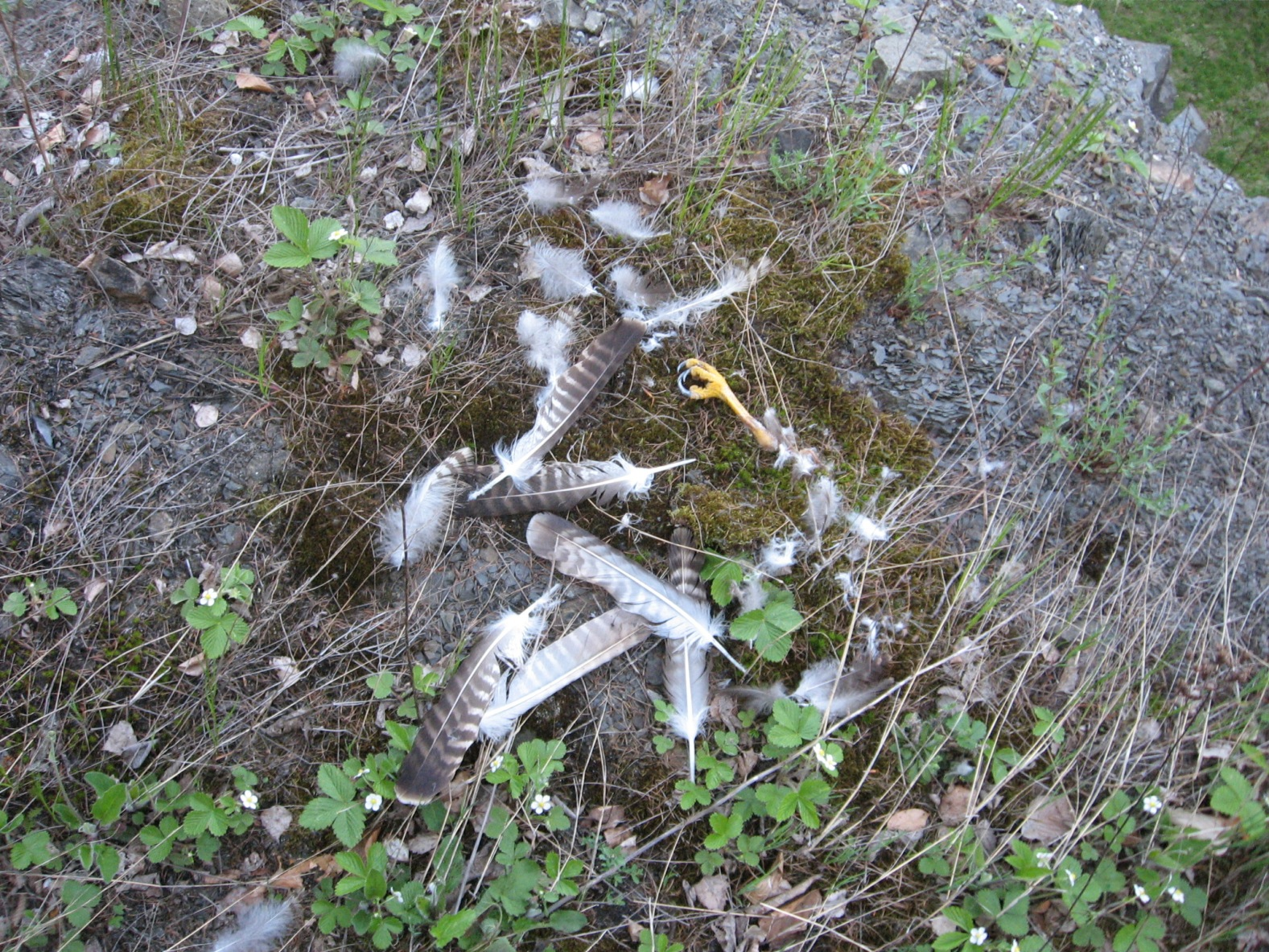
Restes d'une Buse variable trouvée sous le nid d'un Hibou grand-duc dans le Sauerland, en Allemagne.

Une Buse variable adulte n'est pas sans prédateurs : elle peut être tuée ou grièvement blessée notamment par l'Autour des palombes (Accipiter gentilis), le Pygargue à queue blanche (Haliaeetus albicilla), le Hibou grand-duc (Bubo bubo) ou encore le Faucon pèlerin (Falco peregrinus). Ainsi, un couple de Faucons pèlerins nichant dans une église au centre d'Exeter, dans le Devon a été observé menant 470 attaques contre des Buses variables entre 2012 et 2017, les forçant à se poser en catastrophe dans 70 cas. Neuf cadavres de Buses variables ont été retrouvés à proximité, probablement des victimes de ces attaques, souvent opérées en duo : le mâle attaque en premier la victime, qui se renverse en arrière pour se défendre avec ses serres. Dès que la buse se rétablit, la femelle pèlerin l'attaque à la tête, dans le dos ou à l'aile. Pourtant, les buses survolent Exeter à haute altitude, à 60 m ou plus. Inversement, le couple de pèlerins ne s'en prend pas aux Grands Cormorans (Phalacrocorax carbo) ou aux Aigrettes garzettes (Egretta garzetta) qui remontent le fleuve Exe en passant près de leur aire et ses accrochages avec les Laridés et Corvidés restent sporadiques. Toute l'agressivité du couple semble concentrée contre les Buses variables, sans qu'on en connaisse la raison,.

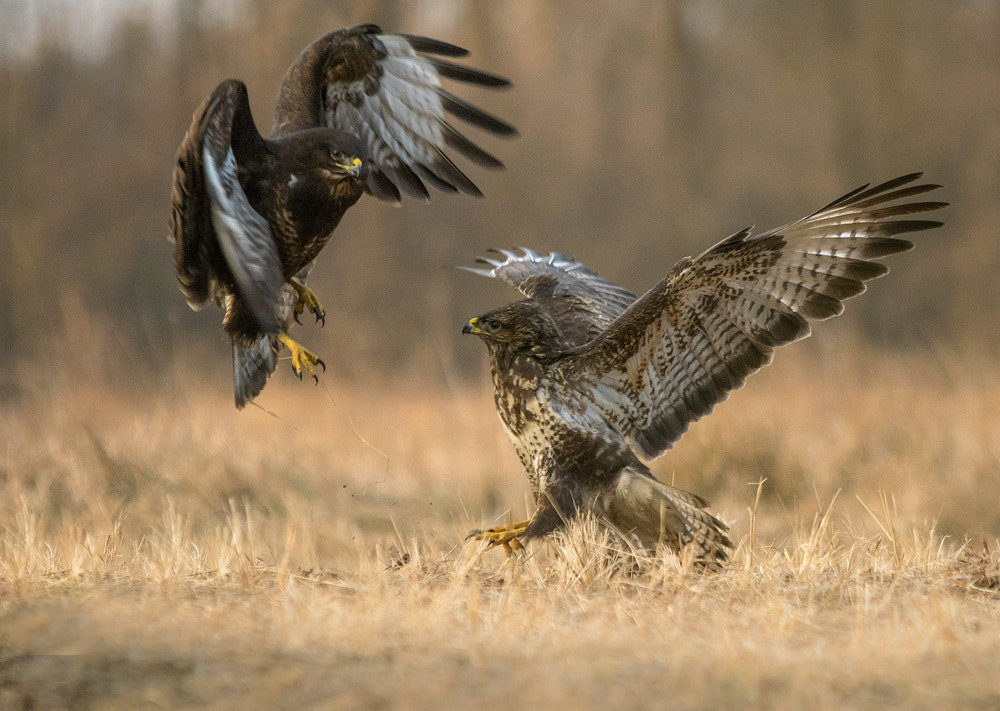
Combat au sol entre deux Buses variables.

Les combats entre Buses variables pour défendre leur territoire vont rarement jusqu'au contact physique, mais les poursuites aériennes peuvent se poursuivre au sol. Il arrive également que des individus entrent en conflit pour protéger une source de nourriture, comme un cadavre ou un champ fraîchement retourné. Dans ce cas, l'individu dominant s'efforce de se montrer le plus menaçant possible en levant les ailes et en ébouriffant ses plumes. Un individu moins sûr de lui se contente d'étendre partiellement les ailes. Un individu plus faible se renverse dos au sol et queue repliée, les pattes tendues devant lui, prêtes à frapper. Il peut arriver que le combat aille jusqu'à la mort. L'individu victorieux tend à plumer partiellement le cadavre, apparemment une pratique rituelle, peut-être pour confirmer la mort du vaincu, car ce dernier n'est pas mangé.
La Buse variable peut se sustenter sur une large variété de proies, dont certaines, comme les vers de terre, ne nourriraient pas d'autres rapaces. Malgré tout, elle peut mourir de faim, si les conditions climatiques sont particulièrement mauvaises et l'empêchent à la fois de chasser et de partir chercher ailleurs sa nourriture. Ainsi, un tiers de la population adulte est morte dans le sud-ouest de l'Angleterre après un hiver particulièrement enneigé en 1963.
Diverses infrastructures peuvent poser problème à la Buse variable. Elle peut entrer en collision avec des pylônes électriques. Dans deux études menées dans le centre de l'Espagne, elle est l'oiseau le plus concerné par les électrocutions,. Le même constat a été fait en Hongrie.
Les éoliennes sont une cause de mortalité nouvelle pour les rapaces : elles sont souvent installées à des endroits très ventés utilisés par les oiseaux voiliers. Une étude menée à Campo de Gibraltar, au sud de l'Espagne, montre que les Buses variables parviennent à s'élever en cercles le long des pentes, mais sans trop s'approcher des éoliennes, contrairement par exemple aux Vautours fauves (Gyps fulvus). Malgré tout, des morts par collision sont parfois enregistrées,.

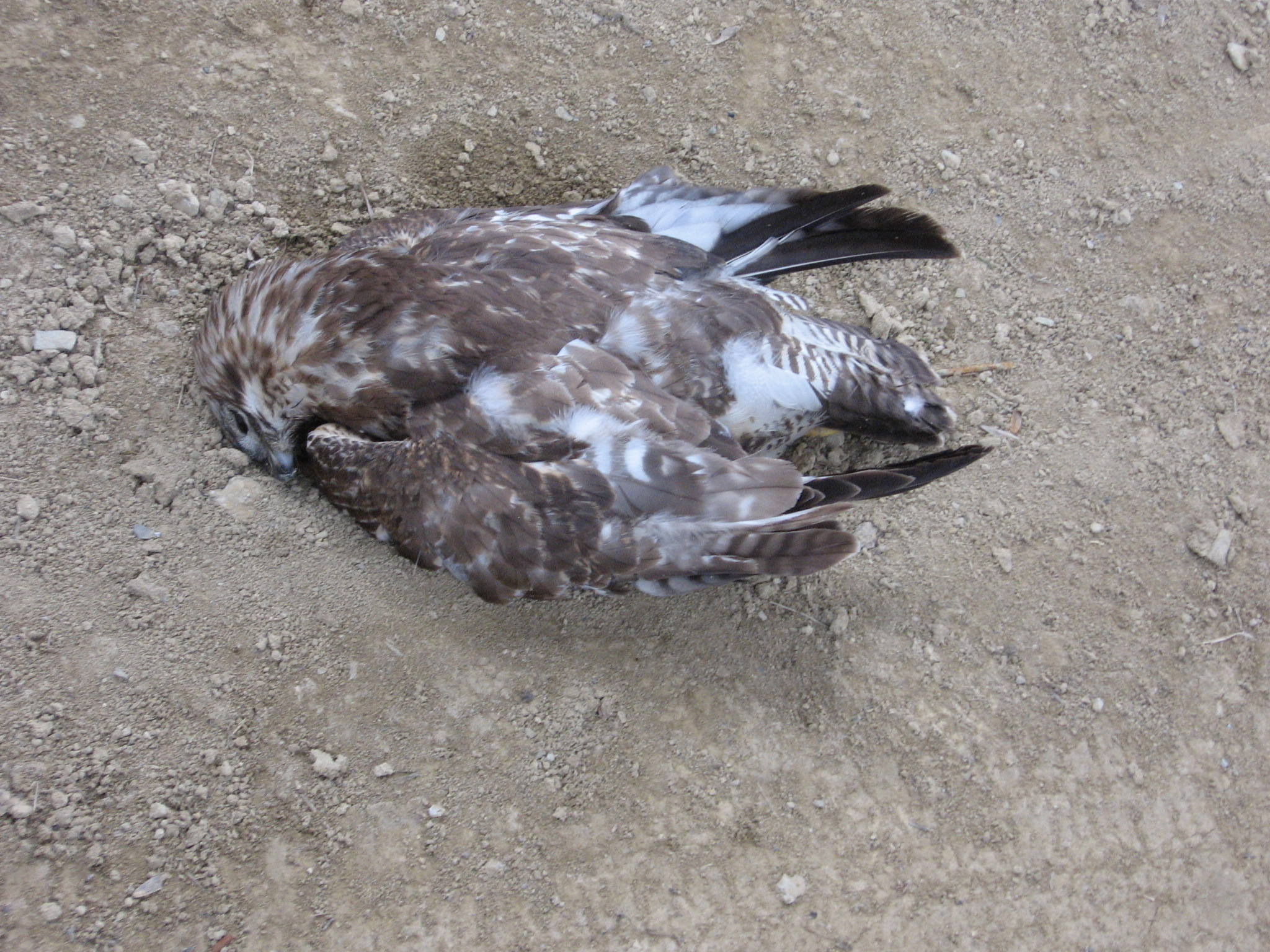
Buse variable tuée sur le bord d'une route, Rhénanie-du-Nord-Westphalie, Allemagne.

Les collisions avec les voitures ou d'autres véhicules surviennent souvent en situation de charognage, quand la Buse variable mange une proie déjà tuée par la circulation. La situation est d'autant plus fréquente que les buses se perchent volontiers sur les poteaux téléphoniques ou les piquets de clôture en bord de route ou de voie ferrée. Dans une étude menée dans le Dorset, six Buses variables ont été percutées par un train et deux par des voitures, sur un total de cinquante retrouvées mortes.
Au sommet de la chaîne alimentaire, les rapaces sont particulièrement susceptibles d'accumuler des métaux lourds dans leur organisme. L'analyse des cadavres de Buses variables déposés à un institut vétérinaire des Pays-Bas en 1992 a montré que la moitié d'entre eux présentaient des taux élevés en cadmium, cuivre, plomb et manganèse, certes non fatals, mais reflétant la contamination de l'environnement. L'étude a conclu que la Buse variable pouvait servir de bioindicateur. Une étude belge plus récente montre même qu'il est possible de mesurer efficacement les concentrations en polluants organiques persistants et en métaux lourds dans une simple plume de Buse variable.
Si la Buse variable a été peu concernée par le DDT par rapport à d'autres rapaces, elle l'a été par le carbofuran, un insecticide utilisé sous forme de granules, déposés notamment dans les lignes de semis des betteraves fourragères et à sucre : les granules dissous par la pluie étaient absorbés par les vers de terre, à leur tour mangés par les buses. Interdit en 2008 par l'Union européenne, le carbofuran a été impliqué dans 50 % des cas confirmés d'empoisonnement de rapaces au Royaume-Uni au début des années 2000 et continue d'être présent, dix ans plus tard, dans les foies de Buses variables en Pologne.
Friandes de gibier non ramassé par les chasseurs, les Buses variables sont également susceptibles d'empoisonnement indirect au plomb contenu dans certaines munitions. L'une d'entre elles a par exemple été trouvée près de Parme, au nord de l'Italie : apportée à un centre de sauvegarde des rapaces, elle est morte quelques jours plus tard, probablement d'empoisonnement aigu, en raison de l'ingestion d'une dizaine de plombs de chasse.

## Répartition et habitat

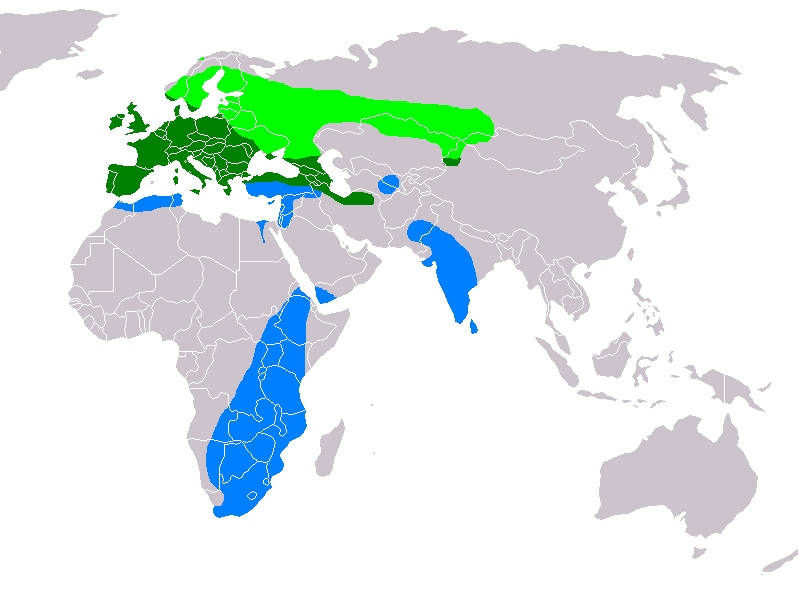
Carte de répartition de l'espèce :
aire de nidification
aire d'habitat permanent
aire d'hivernage

L'aire de nidification de la Buse variable recouvre la plus grande partie de l'Eurasie. Elle s'étend des côtes atlantiques du Portugal, de l'Espagne, de la France, des îles Britanniques et de la Scandinavie jusqu'au nord de la Turquie, à l'Azerbaïdjan et à la mer Caspienne au sud-est. Vers le nord-est, elle inclut le Kazakhstan et la Russie, jusqu'au Kirghizistan, où sa distribution touche celle de la Buse du Japon (Buteo japonicus) — parfois considérée comme une sous-espèce — en Mongolie occidentale. L'aire d'hivernage recouvre la moitié sud de l'Afrique et remonte jusqu'à l'Afrique de l'Est.
Selon Birdlife International (2020), ses effectifs se situent entre 882 000 et 1,23 million de couples en Europe, zone qui constitue 75 % de son aire de répartition, ce qui permet d'estimer entre 2,03 et 3,46 millions le nombre de couples en tout. En Europe, la Buse variable est le rapace le plus commun avec le Faucon crécerelle (Falco tinnunculus). Elle pourrait être l'espèce de rapace de l'ordre des Accipitriformes la plus nombreuse au monde, devant l'Épervier d'Europe (Accipiter nisus), dont la population est estimée entre 2,3 et 3,3 millions d'individus.
L'importance de ses effectifs et sa tendance démographique en hausse entraînent son classement en espèce de préoccupation mineure par l'Union internationale pour la conservation de la nature (UICN). Le tableau ci-dessous fournit les effectifs et leur tendance dans tous les pays européens où la Buse variable est documentée quantitativement, sur la base des données de Birdlife International en 2015. La qualité des données est décrite comme suit :
- bonne : bon état de connaissance — donnée quantitative fiable disponible pour l'ensemble du pays et sur toute la période ;
- moyenne : état de connaissance moyen — données à disposition médiocres, périmées ou incomplètes ;
- mauvaise : état de connaissance médiocre – peu connu, sans donnée quantitative disponible.

| Pays/Territoire         | Nombre de couples | Tendance depuis 2000 | Qualité des données |
| ----------------------- | ----------------- | -------------------- | ------------------- |
| Albanie                 | 200-800           | -20–30 %             | moyenne             |
| Allemagne               | 80 000-135 000    | -4–15%               | bonne               |
| Andorre                 | 20-30             | ?                    | moyenne             |
| Arménie                 | 100-150           | ?                    | moyenne             |
| Autriche                | 12 000-19 000     | stable               | moyenne             |
| Azerbaïdjan             | 300-1 000         | ?                    | mauvaise            |
| Belgique                | 7 900-10 200      | stable               | moyenne             |
| Biélorussie             | 18 000-24 000     | stable               | moyenne             |
| Bosnie-Herzégovine      | 5 000-8 000       | ?                    | mauvaise            |
| Bulgarie                | 2 400-4 200       | stable               | moyenne             |
| Croatie                 | 8 000-9 000       | ?                    | mauvaise            |
| Danemark                | 5 000             | stable               | moyenne             |
| Espagne                 | 31 010-31 400     | -8 %                 | bonne               |
| Espagne : îles Canaries | 250-1 000         | en hausse            | mauvaise            |
| Estonie                 | 6 000-7 000       | stable (0–10 %)      | moyenne             |
| Finlande                | 4 000-4 200       | -21–25 %             | bonne               |
| France                  | 130 000           | -20–22%              | bonne               |
| Géorgie                 | 900-1 600         | stable               | moyenne             |
| Grèce                   | 4 000-8 000       | stable               | moyenne             |
| Hongrie                 | 15 000-30 000     | stable               | moyenne             |
| Irlande                 | 1 500             | +5669 %              | moyenne             |
| Italie                  | 4 000-8 000       | +30–40 %             | mauvaise            |
| Kosovo                  | 300-400           | ?                    | moyenne             |
| Lettonie                | 34 360-71 160     | -2–50 %              | moyenne             |
| Liechtenstein           | 20-30             | stable               | moyenne             |
| Lituanie                | 6 000-12 000      | stable               | moyenne             |
| Luxembourg              | 800–1 200         | fluctue (0-20 %)     | moyenne             |
| Macédoine du Nord       | 400-1 200         | ?                    | mauvaise            |
| Moldavie                | 200-300           | stable               | bonne               |
| Monténégro              | 400-600           | ?                    | moyenne             |
| Norvège                 | 1 000-2 000       | +0-10 %              | mauvaise            |
| Pays-Bas                | 9 551–11 939      | +13–26 %             | moyenne             |
| Pologne                 | 51 000-55 000     | -10–30 %             | bonne               |
| Portugal                | 5 000-10 000      | ?                    | moyenne             |
| Portugal : Açores       | 508               | ?                    | bonne               |
| Portugal : Madère       | 100–500           | stable               | moyenne             |
| Roumanie                | 20 000-50 000     | ?                    | mauvaise            |
| Royaume-Uni             | 57 000–79 000     | +146 %               | moyenne             |
| Russie                  | 200 000-500 000   | stable               | moyenne             |
| Serbie                  | 3 800-4 700       | +1–9 %               | moyenne             |
| Slovaquie               | 8 000-15 000      | stable               | moyenne             |
| Slovénie                | 5 000-8 000       | stable (0-10 %)      | mauvaise            |
| Suède                   | 17 000-45 000     | stable               | moyenne             |
| Suisse                  | 20 000-25 000     | stable               | moyenne             |
| Tchéquie                | (11 000-14 000)   | stable               | moyenne             |
| Turquie                 | (4 000-6 000)     | -0–19 %              | mauvaise            |
| Ukraine                 | 22 500-32 500     | fluctue              | moyenne             |
| Europe des 27           | 528 000-768 000   | en baisse            |                     |
| Europe                  | 814 000-1 390 000 | stable               |                     |

### Habitat
La Buse variable se trouve jusqu'à 5 000 mètres d'altitude au Kazakhstan, au Tibet et en Mongolie, où elle est remplacée plus en altitude par la Buse de Chine (Buteo hemilasius). Cette limite altitudinale est très variable selon la région : la Buse variable ne dépasse guère les 380 mètres d'altitude en Écosse et les 870 mètres en Italie. En France, ses effectifs diminuent à partir de 800 mètres d'altitude, même si elle peut nicher jusqu'à 1 600 mètres.
Elle fréquente les milieux boisés pour nicher et les milieux ouverts pour chasser. Elle ne semble pas avoir de milieu préféré, mais recherche avant tout leur diversité, probablement parce qu'elle offre plus d'opportunités de chasse. Elle semble éviter les éléments de paysage artificiels, comme les routes, les immeubles ou les vergers. Un nid de Buse variable a néanmoins été trouvé au beau milieu d'un terrain de paintball ; le couple a mené ses jeunes à l'envol et a conservé son nid au moins une année supplémentaire. La Buse variable se rapproche également des villes : certains individus ont été vus en banlieue, cherchant des vers de terre sur des terrains de sport ou perchés sur des cages de football. Néanmoins, elle niche très rarement sur des structures artificielles et ne devrait donc pas se retrouver au cœur des villes, comme le fait par exemple le Faucon pèlerin (Falco peregrinus).

### Migration

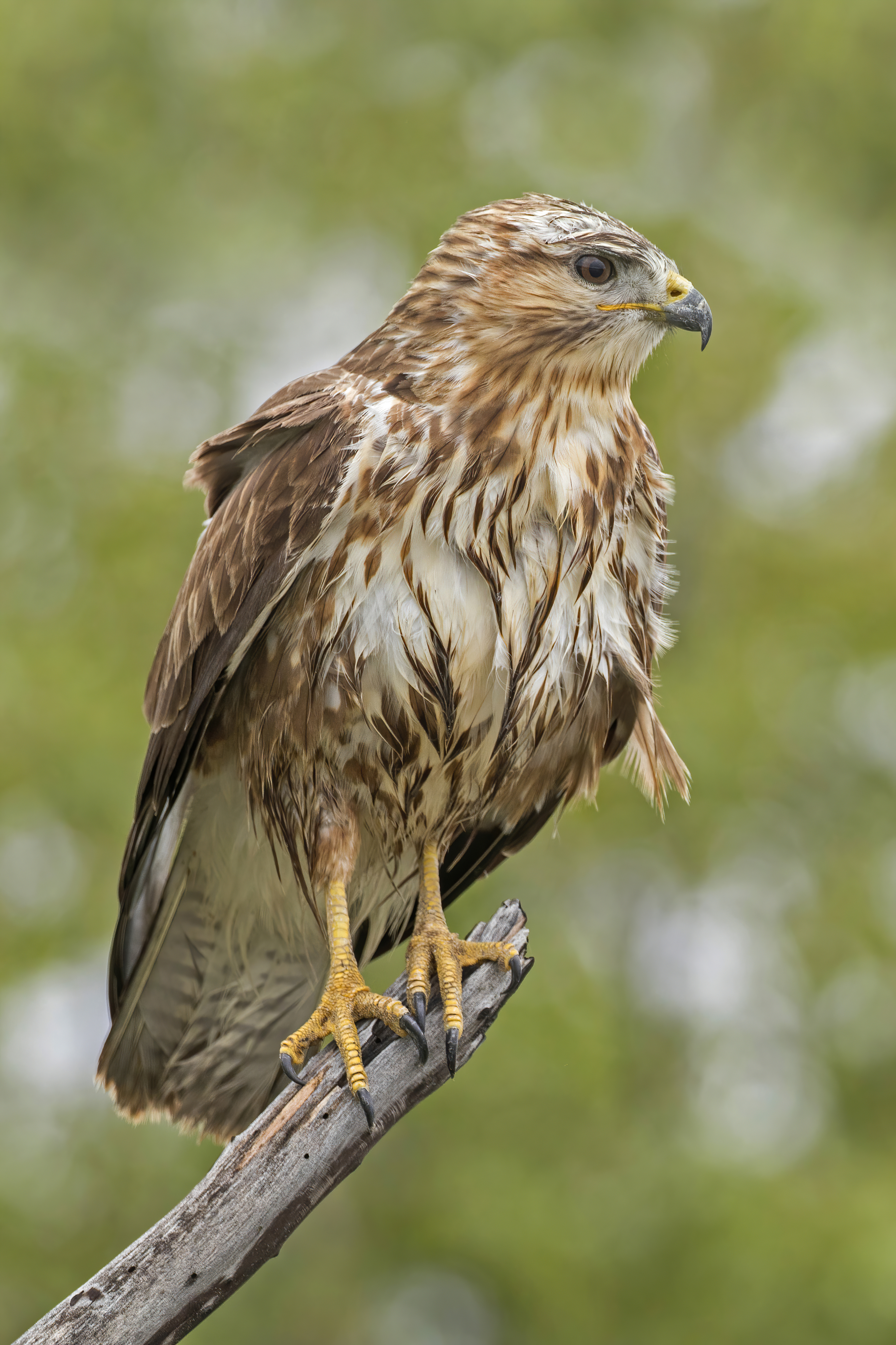
Buteo buteo vulpinus, la Buse des steppes, en hivernage dans le parc national d'Etosha, en Namibie.

La sous-espèce Buteo buteo buteo est un migrateur partiel. Les populations d'Europe du Sud et centrale sont sédentaires, tandis que celles d'Europe du Nord sont plutôt migratrices, plutôt à courte distance : les buses norvégiennes sont reprises au Benelux et en France et les buses suédoises du Danemark jusqu'au détroit de Gibraltar, tandis que les buses finlandaises sont contrôlées partout en Europe et en Afrique subsaharienne. En Allemagne, dans les îles Britanniques et en France, la population est majoritairement sédentaire. Même dans les zones où la Buse variable est migratrice, une partie de la population est susceptible d'hiverner sur place : au Danemark, 57 % des buses restent dans un rayon de cent kilomètres autour de leur lieu de reproduction,.
La sous-espèce Buteo buteo vulpinus, la Buse des steppes ou Buse de Russie, est migratrice longue distance. Elle se reproduit au sud de la Scandinavie, en Russie européenne et en Asie centrale, au sud des monts Caucase. Elle parcourt jusqu'à 13 000 km pour rejoindre ses quartiers d'hiver, en Afrique subsaharienne et au sud-ouest de l'Asie. Une concentration importante se situe notamment dans la province du Cap, en Afrique du Sud, où elle est un oiseau fréquent à commun, avec un pic de présence entre décembre et février.
Dans le cadre de ses travaux sur l'évitement des collisions entre oiseaux et aéronefs, un groupe de chercheurs a étudié l'altitude et le comportement de vol de 447 Buses variables pendant leur période de reproduction au sud-est des Pays-Bas. Il en ressort que leur altitude maximale se situe entre 208 et 1 592 m, pour une moyenne de 665 m. Elles passent 91 % de leur temps à planer, 4 % à battre des ailes et 5 % à chercher de la nourriture. Une étude israélienne de la Buse des steppes en migration montre que 85 % du temps de l'oiseau est passé en vol plané ou à voile (en utilisant les vents ascendants), à une altitude moyenne de 500 m. En planant, il se déplace dans l'air à une vitesse moyenne de 59 km/h. Il s'élève dans les courants ascendants à 8,6 km/h et descend à 6,1 km/h. Il peut donc voyager à la vitesse de 30 à 40 km/h suivant la force et la direction du vent. Une autre étude réalisée sur quinze Buses variables suédoises suivies par satellite montre que les oiseaux passent de quatre à 41 jours en migration, à des vitesses moyennes variant entre 16 et 133 km/jour sur l'ensemble du trajet (33 à 133 km/jour en excluant les escales).
L'importance cruciale des courants thermiques pour les longs déplacements signifie que les grandes étendues d'eau sont des obstacles majeurs pour la Buse variable. Elle se concentre donc sur quelques hauts lieux de migration, qui offrent la route la plus courte pour traverser l'eau. Falsterbo, situé à l'extrême sud de la Scanie, voit passer 12 500 Buses variables en moyenne chaque année depuis 1973, avec un pic à 32 700 en 2017. La Buse variable (sous-espèce nominale ou Buse des steppes) est l'un des rapaces les plus souvent comptés au Bosphore et au détroit des Dardanelles. Les buses occidentales tendant à suivre la côte atlantique pour traverser la mer par le détroit de Gibraltar : plusieurs centaines d'entre elles y étaient décomptées annuellement dans les années 1970. Inversement, très peu de Buses variables s'attaquent à une traversée par le milieu de la mer Méditerranée : le maximum annuel a été de sept à Malte pendant la migration d'automne et de six au-dessus du canal de Sicile entre la Tunisie et l'Italie. Pendant la migration d'automne, la Buse des steppes rejoint l'Afrique en passant principalement par le détroit de Bab-el-Mandeb, entre le Yémen et Djibouti. En sens inverse, pour la migration de printemps, elle revient en suivant le canal de Suez. En 1986, elle représentait 53 % des effectifs comptés en migration à Eilat, dans le sud d'Israël, soit 465 827 individus décomptés entre la mi-février et la première semaine de juin.
Les montagnes constituent également des obstacles importants, obligeant les rapaces à voler tellement haut qu'ils peuvent échapper aux observateurs humains et n'être repérés que par radar. En France, le premier site pour l'espèce est le défilé de l'Écluse, qui sépare l'Ain et la Haute-Savoie, avec 18 000 migrateurs en moyenne chaque automne de 2008 à 2017 et un pic à 33 000 oiseaux en 2012. Les cols basques sont également un point de convergence de plusieurs routes migratoires, mais ils voient passer un effectif bien moindre. Au col d'Organbidexka, principal passage pour les rapaces, 191 Buses variables ont été décomptées annuellement, en moyenne, entre 1981 et 2008 et 211 entre 2008 et 2017, avec un maximum de 378 buses en 1998. En revanche, le passage dépasse régulièrement 500 individus par saison à Eyne, dans les Pyrénées-Orientales.
Comme pour beaucoup d'espèces migratrices, la migration de printemps (prénuptiale), vers le nord, tend à être plus rapide que la migration d'automne (postnuptiale), vers le sud. Le suivi par satellite de quatre adultes montre qu'ils adoptent au printemps une trajectoire plus directe, sans s'arrêter. L'un des mâles suivis a volé à 23 km/jour à l'automne, mais à 148 km/jour au printemps. Une explication possible est que les buses ont tout intérêt à rentrer au plus vite pour défendre leur territoire et commencer à préparer la nidification.
La distance de migration comme la proportion d'oiseaux migrants sont très influencées par les conditions climatiques. À Snowdonia, un massif montagneux du nord du Pays de Galles, les Buses variables descendent dans la vallée durant l'hiver. En février 1956, la couverture neigeuse continuelle et les températures négatives ont poussé les buses locales à déserter le Dartmoor pendant quelques jours, avant de réapparaître au dégel. À plus grande échelle, les distances parcourues par les individus européens se sont significativement réduites entre 1959 et 2009, les distances les plus longues étant associées à des températures localement basses. Les effectifs transitant par Gibraltar sont également en baisse et leur passage a lieu en moyenne sept jours plus tôt en 2008 par rapport à  1999, un changement de comportement migratoire peut-être dû au réchauffement climatique.

## Systématique
La Buse variable a été formellement décrite par le naturaliste suédois Carl von Linné en 1758 sous le protonyme Falco buteo, littéralement « Faucon buse ». Le genre Buteo a été décrit en 1799 par Lacépède en 1799 par tautonymie, d'où le nom scientifique actuel Buteo buteo. Les naturalistes Conrad Gessner et Francis Willughby avaient précédemment proposé Buteo vulgaris (« Buse vulgaire ») respectivement en 1555 et 1678.

### Synonymie
Buteo buteo (Linnaeus, 1758) a pour synonymes :
- Accipiter buteo Pall.[133],[134]
- Buteo albus Daud.[133],[134]
- Buteo fasciatus Vieill.[133],[134]
- Buteo japonicus Temm. et Schl.[133]
- Buteo medius Brehm[133]
- Buteo murum Brehm[133]
- Buteo mutans Vieill.[133],[134]
- Buteo pojana[134]
- Buteo septentrionalis Brehm[133]
- Buteo vulgaris Bechst.[133],[134],[135]
- Falco albidus[136]
- Falco buteo Linnaeus, 1758 (protonyme)[133],[135],[136]
- Falco cinereus Gmel.[133]
- Falco communis fuscus[136]
- Falco glaucopis Merr.[133]
- Falco obsoletus Gmel.[133]
- Falco pogana Savi[133]
- Falco variegatus cinereus[134]
- Falco variegatus Gmel.[133]
- Falco variegatus obsoletus[134]
- Falco variegatus versicolor[134]
- Falco versicolor Gmel.[133]
- Falco vulgaris[134],[135],[136]

### Phylogénie
Le genre Buteo compte actuellement 28 espèces, dont dix de l'Ancien Monde, mais sa phylogénie est controversée. Une équipe autrichienne a étudié six espèces et treize sous-espèces qui s'y rattachent, selon deux approches différentes : morphométrique et génétique. La première, fondée sur les mensurations des oiseaux (longueur et largeur de l'aile, longueur du tarse, largeur du bec, etc.), confirme quatre taxons : Buteo brachypterus, Buteo hemilasius, Buteo oreophilus et Buteo buteo. Buteo rufinus ruﬁnus est lui aussi bien distinct, mais Buteo rufinus cirtensis se rapproche beaucoup de Buteo buteo. L'approche génétique produit des résultats différents : seuls les taxons du Paléarctique oriental (Buteo buteo japonicus, Buteo buteo refectus, Buteo buteo toyoshimai et Buteo hemilasius) sont bien différenciés, contrairement à ceux du Paléarctique occidental qui forment un complexe d'espèces. En conclusion, les auteurs proposent d'élever Buteo buteo refectus au rang d'espèce, de même que Buteo buteo japonicus (avec deux sous-espèces, japonicus et toyoshimai). Buteo buteo deviendrait une super-espèce comprenant trois allo-espèces : Buteo [buteo] buteo, Buteo [buteo] ruﬁnus et Buteo [buteo] oreophilus.
La faible différenciation génétique entre les buses de l'Ancien Monde suggère une origine assez récente, durant la dernière glaciation, à partir d'une population isolée de Buse rouilleuse ou de Buse pattue en Béringie, un pont terrestre qui a existé de manière intermittente entre la Sibérie orientale et l'Alaska.
La Buse variable au sein des Accipitridae,.
|  | Super-espèce Buse variable (Buteo buteo) |
|  |                                          |
|  | Buse du Japon (Buteo japonicus)          |
|  |                                          |

|  | Buse de l'Himalaya (Buteo refectus) |
|  |                                     |
|  | Buse de Chine (Buteo hemilasius)    |
|  |                                     |

|  | Super-espèce Buse variable (Buteo buteo) |
|  |                                          |
|  | Buse du Japon (Buteo japonicus)          |
|  |                                          |

|  | Buse de l'Himalaya (Buteo refectus) |
|  |                                     |
|  | Buse de Chine (Buteo hemilasius)    |
|  |                                     |

|  | Super-espèce Buse variable (Buteo buteo) |
|  |                                          |
|  | Buse du Japon (Buteo japonicus)          |
|  |                                          |

|  | Buse de l'Himalaya (Buteo refectus) |
|  |                                     |
|  | Buse de Chine (Buteo hemilasius)    |
|  |                                     |

|  | Super-espèce Buse variable (Buteo buteo) |
|  |                                          |
|  | Buse du Japon (Buteo japonicus)          |
|  |                                          |

|  | Buse de l'Himalaya (Buteo refectus) |
|  |                                     |
|  | Buse de Chine (Buteo hemilasius)    |
|  |                                     |

|  | Super-espèce Buse variable (Buteo buteo) |
|  |                                          |
|  | Buse du Japon (Buteo japonicus)          |
|  |                                          |

|  | Buse de l'Himalaya (Buteo refectus) |
|  |                                     |
|  | Buse de Chine (Buteo hemilasius)    |
|  |                                     |

|  | Super-espèce Buse variable (Buteo buteo) |
|  |                                          |
|  | Buse du Japon (Buteo japonicus)          |
|  |                                          |

|  | Buse de l'Himalaya (Buteo refectus) |
|  |                                     |
|  | Buse de Chine (Buteo hemilasius)    |
|  |                                     |

|  | Super-espèce Buse variable (Buteo buteo) |
|  |                                          |
|  | Buse du Japon (Buteo japonicus)          |
|  |                                          |

|  | Buse de l'Himalaya (Buteo refectus) |
|  |                                     |
|  | Buse de Chine (Buteo hemilasius)    |
|  |                                     |

|  | Super-espèce Buse variable (Buteo buteo) |
|  |                                          |
|  | Buse du Japon (Buteo japonicus)          |
|  |                                          |

|  | Buse de l'Himalaya (Buteo refectus) |
|  |                                     |
|  | Buse de Chine (Buteo hemilasius)    |
|  |                                     |

|  | Super-espèce Buse variable (Buteo buteo) |
|  |                                          |
|  | Buse du Japon (Buteo japonicus)          |
|  |                                          |

|  | Buse de l'Himalaya (Buteo refectus) |
|  |                                     |
|  | Buse de Chine (Buteo hemilasius)    |
|  |                                     |

|  | Super-espèce Buse variable (Buteo buteo) |
|  |                                          |
|  | Buse du Japon (Buteo japonicus)          |
|  |                                          |

|  | Buse de l'Himalaya (Buteo refectus) |
|  |                                     |
|  | Buse de Chine (Buteo hemilasius)    |
|  |                                     |

|  | Super-espèce Buse variable (Buteo buteo) |
|  |                                          |
|  | Buse du Japon (Buteo japonicus)          |
|  |                                          |

|  | Buse de l'Himalaya (Buteo refectus) |
|  |                                     |
|  | Buse de Chine (Buteo hemilasius)    |
|  |                                     |

|  | Super-espèce Buse variable (Buteo buteo) |
|  |                                          |
|  | Buse du Japon (Buteo japonicus)          |
|  |                                          |

|  | Buse de l'Himalaya (Buteo refectus) |
|  |                                     |
|  | Buse de Chine (Buteo hemilasius)    |
|  |                                     |

|  | Super-espèce Buse variable (Buteo buteo) |
|  |                                          |
|  | Buse du Japon (Buteo japonicus)          |
|  |                                          |

|  | Buse de l'Himalaya (Buteo refectus) |
|  |                                     |
|  | Buse de Chine (Buteo hemilasius)    |
|  |                                     |

|  | Super-espèce Buse variable (Buteo buteo) |
|  |                                          |
|  | Buse du Japon (Buteo japonicus)          |
|  |                                          |

|  | Buse de l'Himalaya (Buteo refectus) |
|  |                                     |
|  | Buse de Chine (Buteo hemilasius)    |
|  |                                     |

|  | Super-espèce Buse variable (Buteo buteo) |
|  |                                          |
|  | Buse du Japon (Buteo japonicus)          |
|  |                                          |

|  | Buse de l'Himalaya (Buteo refectus) |
|  |                                     |
|  | Buse de Chine (Buteo hemilasius)    |
|  |                                     |

|  | Super-espèce Buse variable (Buteo buteo) |
|  |                                          |
|  | Buse du Japon (Buteo japonicus)          |
|  |                                          |

|  | Buse de l'Himalaya (Buteo refectus) |
|  |                                     |
|  | Buse de Chine (Buteo hemilasius)    |
|  |                                     |

|  | Super-espèce Buse variable (Buteo buteo) |
|  |                                          |
|  | Buse du Japon (Buteo japonicus)          |
|  |                                          |

|  | Buse de l'Himalaya (Buteo refectus) |
|  |                                     |
|  | Buse de Chine (Buteo hemilasius)    |
|  |                                     |

|  | Super-espèce Buse variable (Buteo buteo) |
|  |                                          |
|  | Buse du Japon (Buteo japonicus)          |
|  |                                          |

|  | Buse de l'Himalaya (Buteo refectus) |
|  |                                     |
|  | Buse de Chine (Buteo hemilasius)    |
|  |                                     |

|  | Super-espèce Buse variable (Buteo buteo) |
|  |                                          |
|  | Buse du Japon (Buteo japonicus)          |
|  |                                          |

|  | Buse de l'Himalaya (Buteo refectus) |
|  |                                     |
|  | Buse de Chine (Buteo hemilasius)    |
|  |                                     |

|  | Super-espèce Buse variable (Buteo buteo) |
|  |                                          |
|  | Buse du Japon (Buteo japonicus)          |
|  |                                          |

|  | Buse de l'Himalaya (Buteo refectus) |
|  |                                     |
|  | Buse de Chine (Buteo hemilasius)    |
|  |                                     |

|  | Super-espèce Buse variable (Buteo buteo) |
|  |                                          |
|  | Buse du Japon (Buteo japonicus)          |
|  |                                          |

|  | Buse de l'Himalaya (Buteo refectus) |
|  |                                     |
|  | Buse de Chine (Buteo hemilasius)    |
|  |                                     |

|  | Super-espèce Buse variable (Buteo buteo) |
|  |                                          |
|  | Buse du Japon (Buteo japonicus)          |
|  |                                          |

|  | Buse de l'Himalaya (Buteo refectus) |
|  |                                     |
|  | Buse de Chine (Buteo hemilasius)    |
|  |                                     |

|  | Super-espèce Buse variable (Buteo buteo) |
|  |                                          |
|  | Buse du Japon (Buteo japonicus)          |
|  |                                          |

|  | Buse de l'Himalaya (Buteo refectus) |
|  |                                     |
|  | Buse de Chine (Buteo hemilasius)    |
|  |                                     |

|  | Super-espèce Buse variable (Buteo buteo) |
|  |                                          |
|  | Buse du Japon (Buteo japonicus)          |
|  |                                          |

|  | Buse de l'Himalaya (Buteo refectus) |
|  |                                     |
|  | Buse de Chine (Buteo hemilasius)    |
|  |                                     |

|  | Super-espèce Buse variable (Buteo buteo) |
|  |                                          |
|  | Buse du Japon (Buteo japonicus)          |
|  |                                          |

|  | Buse de l'Himalaya (Buteo refectus) |
|  |                                     |
|  | Buse de Chine (Buteo hemilasius)    |
|  |                                     |

|  | Super-espèce Buse variable (Buteo buteo) |
|  |                                          |
|  | Buse du Japon (Buteo japonicus)          |
|  |                                          |

|  | Buse de l'Himalaya (Buteo refectus) |
|  |                                     |
|  | Buse de Chine (Buteo hemilasius)    |
|  |                                     |

|  | Super-espèce Buse variable (Buteo buteo) |
|  |                                          |
|  | Buse du Japon (Buteo japonicus)          |
|  |                                          |

|  | Buse de l'Himalaya (Buteo refectus) |
|  |                                     |
|  | Buse de Chine (Buteo hemilasius)    |
|  |                                     |

|  | Super-espèce Buse variable (Buteo buteo) |
|  |                                          |
|  | Buse du Japon (Buteo japonicus)          |
|  |                                          |

|  | Buse de l'Himalaya (Buteo refectus) |
|  |                                     |
|  | Buse de Chine (Buteo hemilasius)    |
|  |                                     |

|  | Super-espèce Buse variable (Buteo buteo) |
|  |                                          |
|  | Buse du Japon (Buteo japonicus)          |
|  |                                          |

|  | Buse de l'Himalaya (Buteo refectus) |
|  |                                     |
|  | Buse de Chine (Buteo hemilasius)    |
|  |                                     |

|  | Super-espèce Buse variable (Buteo buteo) |
|  |                                          |
|  | Buse du Japon (Buteo japonicus)          |
|  |                                          |

|  | Buse de l'Himalaya (Buteo refectus) |
|  |                                     |
|  | Buse de Chine (Buteo hemilasius)    |
|  |                                     |

|  | Super-espèce Buse variable (Buteo buteo) |
|  |                                          |
|  | Buse du Japon (Buteo japonicus)          |
|  |                                          |

|  | Buse de l'Himalaya (Buteo refectus) |
|  |                                     |
|  | Buse de Chine (Buteo hemilasius)    |
|  |                                     |

|  | Super-espèce Buse variable (Buteo buteo) |
|  |                                          |
|  | Buse du Japon (Buteo japonicus)          |
|  |                                          |

|  | Buse de l'Himalaya (Buteo refectus) |
|  |                                     |
|  | Buse de Chine (Buteo hemilasius)    |
|  |                                     |

|  | Super-espèce Buse variable (Buteo buteo) |
|  |                                          |
|  | Buse du Japon (Buteo japonicus)          |
|  |                                          |

|  | Buse de l'Himalaya (Buteo refectus) |
|  |                                     |
|  | Buse de Chine (Buteo hemilasius)    |
|  |                                     |

|  | Super-espèce Buse variable (Buteo buteo) |
|  |                                          |
|  | Buse du Japon (Buteo japonicus)          |
|  |                                          |

|  | Buse de l'Himalaya (Buteo refectus) |
|  |                                     |
|  | Buse de Chine (Buteo hemilasius)    |
|  |                                     |

|  | Super-espèce Buse variable (Buteo buteo) |
|  |                                          |
|  | Buse du Japon (Buteo japonicus)          |
|  |                                          |

|  | Buse de l'Himalaya (Buteo refectus) |
|  |                                     |
|  | Buse de Chine (Buteo hemilasius)    |
|  |                                     |

|  | Super-espèce Buse variable (Buteo buteo) |
|  |                                          |
|  | Buse du Japon (Buteo japonicus)          |
|  |                                          |

|  | Buse de l'Himalaya (Buteo refectus) |
|  |                                     |
|  | Buse de Chine (Buteo hemilasius)    |
|  |                                     |

|  | Super-espèce Buse variable (Buteo buteo) |
|  |                                          |
|  | Buse du Japon (Buteo japonicus)          |
|  |                                          |

|  | Buse de l'Himalaya (Buteo refectus) |
|  |                                     |
|  | Buse de Chine (Buteo hemilasius)    |
|  |                                     |

|  | Super-espèce Buse variable (Buteo buteo) |
|  |                                          |
|  | Buse du Japon (Buteo japonicus)          |
|  |                                          |

|  | Buse de l'Himalaya (Buteo refectus) |
|  |                                     |
|  | Buse de Chine (Buteo hemilasius)    |
|  |                                     |

|  | Super-espèce Buse variable (Buteo buteo) |
|  |                                          |
|  | Buse du Japon (Buteo japonicus)          |
|  |                                          |

|  | Buse de l'Himalaya (Buteo refectus) |
|  |                                     |
|  | Buse de Chine (Buteo hemilasius)    |
|  |                                     |

|  | Super-espèce Buse variable (Buteo buteo) |
|  |                                          |
|  | Buse du Japon (Buteo japonicus)          |
|  |                                          |

|  | Buse de l'Himalaya (Buteo refectus) |
|  |                                     |
|  | Buse de Chine (Buteo hemilasius)    |
|  |                                     |

|  | Super-espèce Buse variable (Buteo buteo) |
|  |                                          |
|  | Buse du Japon (Buteo japonicus)          |
|  |                                          |

|  | Buse de l'Himalaya (Buteo refectus) |
|  |                                     |
|  | Buse de Chine (Buteo hemilasius)    |
|  |                                     |

|  | Super-espèce Buse variable (Buteo buteo) |
|  |                                          |
|  | Buse du Japon (Buteo japonicus)          |
|  |                                          |

|  | Buse de l'Himalaya (Buteo refectus) |
|  |                                     |
|  | Buse de Chine (Buteo hemilasius)    |
|  |                                     |

|  | Super-espèce Buse variable (Buteo buteo) |
|  |                                          |
|  | Buse du Japon (Buteo japonicus)          |
|  |                                          |

|  | Buse de l'Himalaya (Buteo refectus) |
|  |                                     |
|  | Buse de Chine (Buteo hemilasius)    |
|  |                                     |

|  | Super-espèce Buse variable (Buteo buteo) |
|  |                                          |
|  | Buse du Japon (Buteo japonicus)          |
|  |                                          |

|  | Buse de l'Himalaya (Buteo refectus) |
|  |                                     |
|  | Buse de Chine (Buteo hemilasius)    |
|  |                                     |

|  | Super-espèce Buse variable (Buteo buteo) |
|  |                                          |
|  | Buse du Japon (Buteo japonicus)          |
|  |                                          |

|  | Buse de l'Himalaya (Buteo refectus) |
|  |                                     |
|  | Buse de Chine (Buteo hemilasius)    |
|  |                                     |

|  | Super-espèce Buse variable (Buteo buteo) |
|  |                                          |
|  | Buse du Japon (Buteo japonicus)          |
|  |                                          |

|  | Buse de l'Himalaya (Buteo refectus) |
|  |                                     |
|  | Buse de Chine (Buteo hemilasius)    |
|  |                                     |

|  | Super-espèce Buse variable (Buteo buteo) |
|  |                                          |
|  | Buse du Japon (Buteo japonicus)          |
|  |                                          |

|  | Buse de l'Himalaya (Buteo refectus) |
|  |                                     |
|  | Buse de Chine (Buteo hemilasius)    |
|  |                                     |

|  | Super-espèce Buse variable (Buteo buteo) |
|  |                                          |
|  | Buse du Japon (Buteo japonicus)          |
|  |                                          |

|  | Buse de l'Himalaya (Buteo refectus) |
|  |                                     |
|  | Buse de Chine (Buteo hemilasius)    |
|  |                                     |

|  | Super-espèce Buse variable (Buteo buteo) |
|  |                                          |
|  | Buse du Japon (Buteo japonicus)          |
|  |                                          |

|  | Buse de l'Himalaya (Buteo refectus) |
|  |                                     |
|  | Buse de Chine (Buteo hemilasius)    |
|  |                                     |

|  | Super-espèce Buse variable (Buteo buteo) |
|  |                                          |
|  | Buse du Japon (Buteo japonicus)          |
|  |                                          |

|  | Buse de l'Himalaya (Buteo refectus) |
|  |                                     |
|  | Buse de Chine (Buteo hemilasius)    |
|  |                                     |

|  | Super-espèce Buse variable (Buteo buteo) |
|  |                                          |
|  | Buse du Japon (Buteo japonicus)          |
|  |                                          |

|  | Buse de l'Himalaya (Buteo refectus) |
|  |                                     |
|  | Buse de Chine (Buteo hemilasius)    |
|  |                                     |

|  | Super-espèce Buse variable (Buteo buteo) |
|  |                                          |
|  | Buse du Japon (Buteo japonicus)          |
|  |                                          |

|  | Buse de l'Himalaya (Buteo refectus) |
|  |                                     |
|  | Buse de Chine (Buteo hemilasius)    |
|  |                                     |

|  | Super-espèce Buse variable (Buteo buteo) |
|  |                                          |
|  | Buse du Japon (Buteo japonicus)          |
|  |                                          |

|  | Buse de l'Himalaya (Buteo refectus) |
|  |                                     |
|  | Buse de Chine (Buteo hemilasius)    |
|  |                                     |

|  | Super-espèce Buse variable (Buteo buteo) |
|  |                                          |
|  | Buse du Japon (Buteo japonicus)          |
|  |                                          |

|  | Buse de l'Himalaya (Buteo refectus) |
|  |                                     |
|  | Buse de Chine (Buteo hemilasius)    |
|  |                                     |

|  | Super-espèce Buse variable (Buteo buteo) |
|  |                                          |
|  | Buse du Japon (Buteo japonicus)          |
|  |                                          |

|  | Buse de l'Himalaya (Buteo refectus) |
|  |                                     |
|  | Buse de Chine (Buteo hemilasius)    |
|  |                                     |

|  | Super-espèce Buse variable (Buteo buteo) |
|  |                                          |
|  | Buse du Japon (Buteo japonicus)          |
|  |                                          |

|  | Buse de l'Himalaya (Buteo refectus) |
|  |                                     |
|  | Buse de Chine (Buteo hemilasius)    |
|  |                                     |

|  | Super-espèce Buse variable (Buteo buteo) |
|  |                                          |
|  | Buse du Japon (Buteo japonicus)          |
|  |                                          |

|  | Buse de l'Himalaya (Buteo refectus) |
|  |                                     |
|  | Buse de Chine (Buteo hemilasius)    |
|  |                                     |

|  | Super-espèce Buse variable (Buteo buteo) |
|  |                                          |
|  | Buse du Japon (Buteo japonicus)          |
|  |                                          |

|  | Buse de l'Himalaya (Buteo refectus) |
|  |                                     |
|  | Buse de Chine (Buteo hemilasius)    |
|  |                                     |

|  | Super-espèce Buse variable (Buteo buteo) |
|  |                                          |
|  | Buse du Japon (Buteo japonicus)          |
|  |                                          |

|  | Buse de l'Himalaya (Buteo refectus) |
|  |                                     |
|  | Buse de Chine (Buteo hemilasius)    |
|  |                                     |

|  | Super-espèce Buse variable (Buteo buteo) |
|  |                                          |
|  | Buse du Japon (Buteo japonicus)          |
|  |                                          |

|  | Buse de l'Himalaya (Buteo refectus) |
|  |                                     |
|  | Buse de Chine (Buteo hemilasius)    |
|  |                                     |

|  | Super-espèce Buse variable (Buteo buteo) |
|  |                                          |
|  | Buse du Japon (Buteo japonicus)          |
|  |                                          |

|  | Buse de l'Himalaya (Buteo refectus) |
|  |                                     |
|  | Buse de Chine (Buteo hemilasius)    |
|  |                                     |

|  | Super-espèce Buse variable (Buteo buteo) |
|  |                                          |
|  | Buse du Japon (Buteo japonicus)          |
|  |                                          |

|  | Buse de l'Himalaya (Buteo refectus) |
|  |                                     |
|  | Buse de Chine (Buteo hemilasius)    |
|  |                                     |

|  | Super-espèce Buse variable (Buteo buteo) |
|  |                                          |
|  | Buse du Japon (Buteo japonicus)          |
|  |                                          |

|  | Buse de l'Himalaya (Buteo refectus) |
|  |                                     |
|  | Buse de Chine (Buteo hemilasius)    |
|  |                                     |

|  | Super-espèce Buse variable (Buteo buteo) |
|  |                                          |
|  | Buse du Japon (Buteo japonicus)          |
|  |                                          |

|  | Buse de l'Himalaya (Buteo refectus) |
|  |                                     |
|  | Buse de Chine (Buteo hemilasius)    |
|  |                                     |

|  | Super-espèce Buse variable (Buteo buteo) |
|  |                                          |
|  | Buse du Japon (Buteo japonicus)          |
|  |                                          |

|  | Buse de l'Himalaya (Buteo refectus) |
|  |                                     |
|  | Buse de Chine (Buteo hemilasius)    |
|  |                                     |

|  | Super-espèce Buse variable (Buteo buteo) |
|  |                                          |
|  | Buse du Japon (Buteo japonicus)          |
|  |                                          |

|  | Buse de l'Himalaya (Buteo refectus) |
|  |                                     |
|  | Buse de Chine (Buteo hemilasius)    |
|  |                                     |

|  | Super-espèce Buse variable (Buteo buteo) |
|  |                                          |
|  | Buse du Japon (Buteo japonicus)          |
|  |                                          |

|  | Buse de l'Himalaya (Buteo refectus) |
|  |                                     |
|  | Buse de Chine (Buteo hemilasius)    |
|  |                                     |

|  | Super-espèce Buse variable (Buteo buteo) |
|  |                                          |
|  | Buse du Japon (Buteo japonicus)          |
|  |                                          |

|  | Buse de l'Himalaya (Buteo refectus) |
|  |                                     |
|  | Buse de Chine (Buteo hemilasius)    |
|  |                                     |

|  | Super-espèce Buse variable (Buteo buteo) |
|  |                                          |
|  | Buse du Japon (Buteo japonicus)          |
|  |                                          |

|  | Buse de l'Himalaya (Buteo refectus) |
|  |                                     |
|  | Buse de Chine (Buteo hemilasius)    |
|  |                                     |

|  | Super-espèce Buse variable (Buteo buteo) |
|  |                                          |
|  | Buse du Japon (Buteo japonicus)          |
|  |                                          |

|  | Buse de l'Himalaya (Buteo refectus) |
|  |                                     |
|  | Buse de Chine (Buteo hemilasius)    |
|  |                                     |

|  | Super-espèce Buse variable (Buteo buteo) |
|  |                                          |
|  | Buse du Japon (Buteo japonicus)          |
|  |                                          |

|  | Buse de l'Himalaya (Buteo refectus) |
|  |                                     |
|  | Buse de Chine (Buteo hemilasius)    |
|  |                                     |

|  | Super-espèce Buse variable (Buteo buteo) |
|  |                                          |
|  | Buse du Japon (Buteo japonicus)          |
|  |                                          |

|  | Buse de l'Himalaya (Buteo refectus) |
|  |                                     |
|  | Buse de Chine (Buteo hemilasius)    |
|  |                                     |

|  | Super-espèce Buse variable (Buteo buteo) |
|  |                                          |
|  | Buse du Japon (Buteo japonicus)          |
|  |                                          |

|  | Buse de l'Himalaya (Buteo refectus) |
|  |                                     |
|  | Buse de Chine (Buteo hemilasius)    |
|  |                                     |

|  | Super-espèce Buse variable (Buteo buteo) |
|  |                                          |
|  | Buse du Japon (Buteo japonicus)          |
|  |                                          |

|  | Buse de l'Himalaya (Buteo refectus) |
|  |                                     |
|  | Buse de Chine (Buteo hemilasius)    |
|  |                                     |

|  | Super-espèce Buse variable (Buteo buteo) |
|  |                                          |
|  | Buse du Japon (Buteo japonicus)          |
|  |                                          |

|  | Buse de l'Himalaya (Buteo refectus) |
|  |                                     |
|  | Buse de Chine (Buteo hemilasius)    |
|  |                                     |

|  | Super-espèce Buse variable (Buteo buteo) |
|  |                                          |
|  | Buse du Japon (Buteo japonicus)          |
|  |                                          |

|  | Buse de l'Himalaya (Buteo refectus) |
|  |                                     |
|  | Buse de Chine (Buteo hemilasius)    |
|  |                                     |

|  | Super-espèce Buse variable (Buteo buteo) |
|  |                                          |
|  | Buse du Japon (Buteo japonicus)          |
|  |                                          |

|  | Buse de l'Himalaya (Buteo refectus) |
|  |                                     |
|  | Buse de Chine (Buteo hemilasius)    |
|  |                                     |

|  | Super-espèce Buse variable (Buteo buteo) |
|  |                                          |
|  | Buse du Japon (Buteo japonicus)          |
|  |                                          |

|  | Buse de l'Himalaya (Buteo refectus) |
|  |                                     |
|  | Buse de Chine (Buteo hemilasius)    |
|  |                                     |

|  | Super-espèce Buse variable (Buteo buteo) |
|  |                                          |
|  | Buse du Japon (Buteo japonicus)          |
|  |                                          |

|  | Buse de l'Himalaya (Buteo refectus) |
|  |                                     |
|  | Buse de Chine (Buteo hemilasius)    |
|  |                                     |

|  | Super-espèce Buse variable (Buteo buteo) |
|  |                                          |
|  | Buse du Japon (Buteo japonicus)          |
|  |                                          |

|  | Buse de l'Himalaya (Buteo refectus) |
|  |                                     |
|  | Buse de Chine (Buteo hemilasius)    |
|  |                                     |

|  | Super-espèce Buse variable (Buteo buteo) |
|  |                                          |
|  | Buse du Japon (Buteo japonicus)          |
|  |                                          |

|  | Buse de l'Himalaya (Buteo refectus) |
|  |                                     |
|  | Buse de Chine (Buteo hemilasius)    |
|  |                                     |

|  | Super-espèce Buse variable (Buteo buteo) |
|  |                                          |
|  | Buse du Japon (Buteo japonicus)          |
|  |                                          |

|  | Buse de l'Himalaya (Buteo refectus) |
|  |                                     |
|  | Buse de Chine (Buteo hemilasius)    |
|  |                                     |

|  | Super-espèce Buse variable (Buteo buteo) |
|  |                                          |
|  | Buse du Japon (Buteo japonicus)          |
|  |                                          |

|  | Buse de l'Himalaya (Buteo refectus) |
|  |                                     |
|  | Buse de Chine (Buteo hemilasius)    |
|  |                                     |

|  | Super-espèce Buse variable (Buteo buteo) |
|  |                                          |
|  | Buse du Japon (Buteo japonicus)          |
|  |                                          |

|  | Buse de l'Himalaya (Buteo refectus) |
|  |                                     |
|  | Buse de Chine (Buteo hemilasius)    |
|  |                                     |

|  | Super-espèce Buse variable (Buteo buteo) |
|  |                                          |
|  | Buse du Japon (Buteo japonicus)          |
|  |                                          |

|  | Buse de l'Himalaya (Buteo refectus) |
|  |                                     |
|  | Buse de Chine (Buteo hemilasius)    |
|  |                                     |

|  | Super-espèce Buse variable (Buteo buteo) |
|  |                                          |
|  | Buse du Japon (Buteo japonicus)          |
|  |                                          |

|  | Buse de l'Himalaya (Buteo refectus) |
|  |                                     |
|  | Buse de Chine (Buteo hemilasius)    |
|  |                                     |

|  | Super-espèce Buse variable (Buteo buteo) |
|  |                                          |
|  | Buse du Japon (Buteo japonicus)          |
|  |                                          |

|  | Buse de l'Himalaya (Buteo refectus) |
|  |                                     |
|  | Buse de Chine (Buteo hemilasius)    |
|  |                                     |

|  | Super-espèce Buse variable (Buteo buteo) |
|  |                                          |
|  | Buse du Japon (Buteo japonicus)          |
|  |                                          |

|  | Buse de l'Himalaya (Buteo refectus) |
|  |                                     |
|  | Buse de Chine (Buteo hemilasius)    |
|  |                                     |

|  | Super-espèce Buse variable (Buteo buteo) |
|  |                                          |
|  | Buse du Japon (Buteo japonicus)          |
|  |                                          |

|  | Buse de l'Himalaya (Buteo refectus) |
|  |                                     |
|  | Buse de Chine (Buteo hemilasius)    |
|  |                                     |

|  | Super-espèce Buse variable (Buteo buteo) |
|  |                                          |
|  | Buse du Japon (Buteo japonicus)          |
|  |                                          |

|  | Buse de l'Himalaya (Buteo refectus) |
|  |                                     |
|  | Buse de Chine (Buteo hemilasius)    |
|  |                                     |

|  | Super-espèce Buse variable (Buteo buteo) |
|  |                                          |
|  | Buse du Japon (Buteo japonicus)          |
|  |                                          |

|  | Buse de l'Himalaya (Buteo refectus) |
|  |                                     |
|  | Buse de Chine (Buteo hemilasius)    |
|  |                                     |

|  | Super-espèce Buse variable (Buteo buteo) |
|  |                                          |
|  | Buse du Japon (Buteo japonicus)          |
|  |                                          |

|  | Buse de l'Himalaya (Buteo refectus) |
|  |                                     |
|  | Buse de Chine (Buteo hemilasius)    |
|  |                                     |

|  | Super-espèce Buse variable (Buteo buteo) |
|  |                                          |
|  | Buse du Japon (Buteo japonicus)          |
|  |                                          |

|  | Buse de l'Himalaya (Buteo refectus) |
|  |                                     |
|  | Buse de Chine (Buteo hemilasius)    |
|  |                                     |

|  | Super-espèce Buse variable (Buteo buteo) |
|  |                                          |
|  | Buse du Japon (Buteo japonicus)          |
|  |                                          |

|  | Buse de l'Himalaya (Buteo refectus) |
|  |                                     |
|  | Buse de Chine (Buteo hemilasius)    |
|  |                                     |

|  | Super-espèce Buse variable (Buteo buteo) |
|  |                                          |
|  | Buse du Japon (Buteo japonicus)          |
|  |                                          |

|  | Buse de l'Himalaya (Buteo refectus) |
|  |                                     |
|  | Buse de Chine (Buteo hemilasius)    |
|  |                                     |

|  | Super-espèce Buse variable (Buteo buteo) |
|  |                                          |
|  | Buse du Japon (Buteo japonicus)          |
|  |                                          |

|  | Buse de l'Himalaya (Buteo refectus) |
|  |                                     |
|  | Buse de Chine (Buteo hemilasius)    |
|  |                                     |

|  | Super-espèce Buse variable (Buteo buteo) |
|  |                                          |
|  | Buse du Japon (Buteo japonicus)          |
|  |                                          |

|  | Buse de l'Himalaya (Buteo refectus) |
|  |                                     |
|  | Buse de Chine (Buteo hemilasius)    |
|  |                                     |

|  | Super-espèce Buse variable (Buteo buteo) |
|  |                                          |
|  | Buse du Japon (Buteo japonicus)          |
|  |                                          |

|  | Buse de l'Himalaya (Buteo refectus) |
|  |                                     |
|  | Buse de Chine (Buteo hemilasius)    |
|  |                                     |

|  | Super-espèce Buse variable (Buteo buteo) |
|  |                                          |
|  | Buse du Japon (Buteo japonicus)          |
|  |                                          |

|  | Buse de l'Himalaya (Buteo refectus) |
|  |                                     |
|  | Buse de Chine (Buteo hemilasius)    |
|  |                                     |

|  | Super-espèce Buse variable (Buteo buteo) |
|  |                                          |
|  | Buse du Japon (Buteo japonicus)          |
|  |                                          |

|  | Buse de l'Himalaya (Buteo refectus) |
|  |                                     |
|  | Buse de Chine (Buteo hemilasius)    |
|  |                                     |

|  | Super-espèce Buse variable (Buteo buteo) |
|  |                                          |
|  | Buse du Japon (Buteo japonicus)          |
|  |                                          |

|  | Buse de l'Himalaya (Buteo refectus) |
|  |                                     |
|  | Buse de Chine (Buteo hemilasius)    |
|  |                                     |

|  | Super-espèce Buse variable (Buteo buteo) |
|  |                                          |
|  | Buse du Japon (Buteo japonicus)          |
|  |                                          |

|  | Buse de l'Himalaya (Buteo refectus) |
|  |                                     |
|  | Buse de Chine (Buteo hemilasius)    |
|  |                                     |

|  | Super-espèce Buse variable (Buteo buteo) |
|  |                                          |
|  | Buse du Japon (Buteo japonicus)          |
|  |                                          |

|  | Buse de l'Himalaya (Buteo refectus) |
|  |                                     |
|  | Buse de Chine (Buteo hemilasius)    |
|  |                                     |

|  | Super-espèce Buse variable (Buteo buteo) |
|  |                                          |
|  | Buse du Japon (Buteo japonicus)          |
|  |                                          |

|  | Buse de l'Himalaya (Buteo refectus) |
|  |                                     |
|  | Buse de Chine (Buteo hemilasius)    |
|  |                                     |

|  | Super-espèce Buse variable (Buteo buteo) |
|  |                                          |
|  | Buse du Japon (Buteo japonicus)          |
|  |                                          |

|  | Buse de l'Himalaya (Buteo refectus) |
|  |                                     |
|  | Buse de Chine (Buteo hemilasius)    |
|  |                                     |

|  | Super-espèce Buse variable (Buteo buteo) |
|  |                                          |
|  | Buse du Japon (Buteo japonicus)          |
|  |                                          |

|  | Buse de l'Himalaya (Buteo refectus) |
|  |                                     |
|  | Buse de Chine (Buteo hemilasius)    |
|  |                                     |

|  | Super-espèce Buse variable (Buteo buteo) |
|  |                                          |
|  | Buse du Japon (Buteo japonicus)          |
|  |                                          |

|  | Buse de l'Himalaya (Buteo refectus) |
|  |                                     |
|  | Buse de Chine (Buteo hemilasius)    |
|  |                                     |

|  | Super-espèce Buse variable (Buteo buteo) |
|  |                                          |
|  | Buse du Japon (Buteo japonicus)          |
|  |                                          |

|  | Buse de l'Himalaya (Buteo refectus) |
|  |                                     |
|  | Buse de Chine (Buteo hemilasius)    |
|  |                                     |

|  | Super-espèce Buse variable (Buteo buteo) |
|  |                                          |
|  | Buse du Japon (Buteo japonicus)          |
|  |                                          |

|  | Buse de l'Himalaya (Buteo refectus) |
|  |                                     |
|  | Buse de Chine (Buteo hemilasius)    |
|  |                                     |

|  | Super-espèce Buse variable (Buteo buteo) |
|  |                                          |
|  | Buse du Japon (Buteo japonicus)          |
|  |                                          |

|  | Buse de l'Himalaya (Buteo refectus) |
|  |                                     |
|  | Buse de Chine (Buteo hemilasius)    |
|  |                                     |

|  | Super-espèce Buse variable (Buteo buteo) |
|  |                                          |
|  | Buse du Japon (Buteo japonicus)          |
|  |                                          |

|  | Buse de l'Himalaya (Buteo refectus) |
|  |                                     |
|  | Buse de Chine (Buteo hemilasius)    |
|  |                                     |

|  | Super-espèce Buse variable (Buteo buteo) |
|  |                                          |
|  | Buse du Japon (Buteo japonicus)          |
|  |                                          |

|  | Buse de l'Himalaya (Buteo refectus) |
|  |                                     |
|  | Buse de Chine (Buteo hemilasius)    |
|  |                                     |

|  | Super-espèce Buse variable (Buteo buteo) |
|  |                                          |
|  | Buse du Japon (Buteo japonicus)          |
|  |                                          |

|  | Buse de l'Himalaya (Buteo refectus) |
|  |                                     |
|  | Buse de Chine (Buteo hemilasius)    |
|  |                                     |

|  | Super-espèce Buse variable (Buteo buteo) |
|  |                                          |
|  | Buse du Japon (Buteo japonicus)          |
|  |                                          |

|  | Buse de l'Himalaya (Buteo refectus) |
|  |                                     |
|  | Buse de Chine (Buteo hemilasius)    |
|  |                                     |

|  | Super-espèce Buse variable (Buteo buteo) |
|  |                                          |
|  | Buse du Japon (Buteo japonicus)          |
|  |                                          |

|  | Buse de l'Himalaya (Buteo refectus) |
|  |                                     |
|  | Buse de Chine (Buteo hemilasius)    |
|  |                                     |

|  | Super-espèce Buse variable (Buteo buteo) |
|  |                                          |
|  | Buse du Japon (Buteo japonicus)          |
|  |                                          |

|  | Buse de l'Himalaya (Buteo refectus) |
|  |                                     |
|  | Buse de Chine (Buteo hemilasius)    |
|  |                                     |

|  | Super-espèce Buse variable (Buteo buteo) |
|  |                                          |
|  | Buse du Japon (Buteo japonicus)          |
|  |                                          |

|  | Buse de l'Himalaya (Buteo refectus) |
|  |                                     |
|  | Buse de Chine (Buteo hemilasius)    |
|  |                                     |

|  | Super-espèce Buse variable (Buteo buteo) |
|  |                                          |
|  | Buse du Japon (Buteo japonicus)          |
|  |                                          |

|  | Buse de l'Himalaya (Buteo refectus) |
|  |                                     |
|  | Buse de Chine (Buteo hemilasius)    |
|  |                                     |

|  | Super-espèce Buse variable (Buteo buteo) |
|  |                                          |
|  | Buse du Japon (Buteo japonicus)          |
|  |                                          |

|  | Buse de l'Himalaya (Buteo refectus) |
|  |                                     |
|  | Buse de Chine (Buteo hemilasius)    |
|  |                                     |

|  | Super-espèce Buse variable (Buteo buteo) |
|  |                                          |
|  | Buse du Japon (Buteo japonicus)          |
|  |                                          |

|  | Buse de l'Himalaya (Buteo refectus) |
|  |                                     |
|  | Buse de Chine (Buteo hemilasius)    |
|  |                                     |

|  | Super-espèce Buse variable (Buteo buteo) |
|  |                                          |
|  | Buse du Japon (Buteo japonicus)          |
|  |                                          |

|  | Buse de l'Himalaya (Buteo refectus) |
|  |                                     |
|  | Buse de Chine (Buteo hemilasius)    |
|  |                                     |

|  | Super-espèce Buse variable (Buteo buteo) |
|  |                                          |
|  | Buse du Japon (Buteo japonicus)          |
|  |                                          |

|  | Buse de l'Himalaya (Buteo refectus) |
|  |                                     |
|  | Buse de Chine (Buteo hemilasius)    |
|  |                                     |

|  | Super-espèce Buse variable (Buteo buteo) |
|  |                                          |
|  | Buse du Japon (Buteo japonicus)          |
|  |                                          |

|  | Buse de l'Himalaya (Buteo refectus) |
|  |                                     |
|  | Buse de Chine (Buteo hemilasius)    |
|  |                                     |

|  | Super-espèce Buse variable (Buteo buteo) |
|  |                                          |
|  | Buse du Japon (Buteo japonicus)          |
|  |                                          |

|  | Buse de l'Himalaya (Buteo refectus) |
|  |                                     |
|  | Buse de Chine (Buteo hemilasius)    |
|  |                                     |

|  | Super-espèce Buse variable (Buteo buteo) |
|  |                                          |
|  | Buse du Japon (Buteo japonicus)          |
|  |                                          |

|  | Buse de l'Himalaya (Buteo refectus) |
|  |                                     |
|  | Buse de Chine (Buteo hemilasius)    |
|  |                                     |

|  | Super-espèce Buse variable (Buteo buteo) |
|  |                                          |
|  | Buse du Japon (Buteo japonicus)          |
|  |                                          |

|  | Buse de l'Himalaya (Buteo refectus) |
|  |                                     |
|  | Buse de Chine (Buteo hemilasius)    |
|  |                                     |

|  | Super-espèce Buse variable (Buteo buteo) |
|  |                                          |
|  | Buse du Japon (Buteo japonicus)          |
|  |                                          |

|  | Buse de l'Himalaya (Buteo refectus) |
|  |                                     |
|  | Buse de Chine (Buteo hemilasius)    |
|  |                                     |

|  | Super-espèce Buse variable (Buteo buteo) |
|  |                                          |
|  | Buse du Japon (Buteo japonicus)          |
|  |                                          |

|  | Buse de l'Himalaya (Buteo refectus) |
|  |                                     |
|  | Buse de Chine (Buteo hemilasius)    |
|  |                                     |

|  | Autours et Éperviers (Accipiter) |
|  |                                  |
|  | Busards (Circus)                 |
|  |                                  |

|  | Super-espèce Buse variable (Buteo buteo) |
|  |                                          |
|  | Buse du Japon (Buteo japonicus)          |
|  |                                          |

|  | Buse de l'Himalaya (Buteo refectus) |
|  |                                     |
|  | Buse de Chine (Buteo hemilasius)    |
|  |                                     |

|  | Super-espèce Buse variable (Buteo buteo) |
|  |                                          |
|  | Buse du Japon (Buteo japonicus)          |
|  |                                          |

|  | Buse de l'Himalaya (Buteo refectus) |
|  |                                     |
|  | Buse de Chine (Buteo hemilasius)    |
|  |                                     |

|  | Super-espèce Buse variable (Buteo buteo) |
|  |                                          |
|  | Buse du Japon (Buteo japonicus)          |
|  |                                          |

|  | Buse de l'Himalaya (Buteo refectus) |
|  |                                     |
|  | Buse de Chine (Buteo hemilasius)    |
|  |                                     |

|  | Super-espèce Buse variable (Buteo buteo) |
|  |                                          |
|  | Buse du Japon (Buteo japonicus)          |
|  |                                          |

|  | Buse de l'Himalaya (Buteo refectus) |
|  |                                     |
|  | Buse de Chine (Buteo hemilasius)    |
|  |                                     |

|  | Super-espèce Buse variable (Buteo buteo) |
|  |                                          |
|  | Buse du Japon (Buteo japonicus)          |
|  |                                          |

|  | Buse de l'Himalaya (Buteo refectus) |
|  |                                     |
|  | Buse de Chine (Buteo hemilasius)    |
|  |                                     |

|  | Super-espèce Buse variable (Buteo buteo) |
|  |                                          |
|  | Buse du Japon (Buteo japonicus)          |
|  |                                          |

|  | Buse de l'Himalaya (Buteo refectus) |
|  |                                     |
|  | Buse de Chine (Buteo hemilasius)    |
|  |                                     |

|  | Super-espèce Buse variable (Buteo buteo) |
|  |                                          |
|  | Buse du Japon (Buteo japonicus)          |
|  |                                          |

|  | Buse de l'Himalaya (Buteo refectus) |
|  |                                     |
|  | Buse de Chine (Buteo hemilasius)    |
|  |                                     |

|  | Super-espèce Buse variable (Buteo buteo) |
|  |                                          |
|  | Buse du Japon (Buteo japonicus)          |
|  |                                          |

|  | Buse de l'Himalaya (Buteo refectus) |
|  |                                     |
|  | Buse de Chine (Buteo hemilasius)    |
|  |                                     |

|  | Super-espèce Buse variable (Buteo buteo) |
|  |                                          |
|  | Buse du Japon (Buteo japonicus)          |
|  |                                          |

|  | Buse de l'Himalaya (Buteo refectus) |
|  |                                     |
|  | Buse de Chine (Buteo hemilasius)    |
|  |                                     |

|  | Super-espèce Buse variable (Buteo buteo) |
|  |                                          |
|  | Buse du Japon (Buteo japonicus)          |
|  |                                          |

|  | Buse de l'Himalaya (Buteo refectus) |
|  |                                     |
|  | Buse de Chine (Buteo hemilasius)    |
|  |                                     |

|  | Super-espèce Buse variable (Buteo buteo) |
|  |                                          |
|  | Buse du Japon (Buteo japonicus)          |
|  |                                          |

|  | Buse de l'Himalaya (Buteo refectus) |
|  |                                     |
|  | Buse de Chine (Buteo hemilasius)    |
|  |                                     |

|  | Super-espèce Buse variable (Buteo buteo) |
|  |                                          |
|  | Buse du Japon (Buteo japonicus)          |
|  |                                          |

|  | Buse de l'Himalaya (Buteo refectus) |
|  |                                     |
|  | Buse de Chine (Buteo hemilasius)    |
|  |                                     |

|  | Super-espèce Buse variable (Buteo buteo) |
|  |                                          |
|  | Buse du Japon (Buteo japonicus)          |
|  |                                          |

|  | Buse de l'Himalaya (Buteo refectus) |
|  |                                     |
|  | Buse de Chine (Buteo hemilasius)    |
|  |                                     |

|  | Super-espèce Buse variable (Buteo buteo) |
|  |                                          |
|  | Buse du Japon (Buteo japonicus)          |
|  |                                          |

|  | Buse de l'Himalaya (Buteo refectus) |
|  |                                     |
|  | Buse de Chine (Buteo hemilasius)    |
|  |                                     |

|  | Super-espèce Buse variable (Buteo buteo) |
|  |                                          |
|  | Buse du Japon (Buteo japonicus)          |
|  |                                          |

|  | Buse de l'Himalaya (Buteo refectus) |
|  |                                     |
|  | Buse de Chine (Buteo hemilasius)    |
|  |                                     |

|  | Super-espèce Buse variable (Buteo buteo) |
|  |                                          |
|  | Buse du Japon (Buteo japonicus)          |
|  |                                          |

|  | Buse de l'Himalaya (Buteo refectus) |
|  |                                     |
|  | Buse de Chine (Buteo hemilasius)    |
|  |                                     |

|  | Super-espèce Buse variable (Buteo buteo) |
|  |                                          |
|  | Buse du Japon (Buteo japonicus)          |
|  |                                          |

|  | Buse de l'Himalaya (Buteo refectus) |
|  |                                     |
|  | Buse de Chine (Buteo hemilasius)    |
|  |                                     |

|  | Super-espèce Buse variable (Buteo buteo) |
|  |                                          |
|  | Buse du Japon (Buteo japonicus)          |
|  |                                          |

|  | Buse de l'Himalaya (Buteo refectus) |
|  |                                     |
|  | Buse de Chine (Buteo hemilasius)    |
|  |                                     |

|  | Super-espèce Buse variable (Buteo buteo) |
|  |                                          |
|  | Buse du Japon (Buteo japonicus)          |
|  |                                          |

|  | Buse de l'Himalaya (Buteo refectus) |
|  |                                     |
|  | Buse de Chine (Buteo hemilasius)    |
|  |                                     |

|  | Super-espèce Buse variable (Buteo buteo) |
|  |                                          |
|  | Buse du Japon (Buteo japonicus)          |
|  |                                          |

|  | Buse de l'Himalaya (Buteo refectus) |
|  |                                     |
|  | Buse de Chine (Buteo hemilasius)    |
|  |                                     |

|  | Super-espèce Buse variable (Buteo buteo) |
|  |                                          |
|  | Buse du Japon (Buteo japonicus)          |
|  |                                          |

|  | Buse de l'Himalaya (Buteo refectus) |
|  |                                     |
|  | Buse de Chine (Buteo hemilasius)    |
|  |                                     |

|  | Super-espèce Buse variable (Buteo buteo) |
|  |                                          |
|  | Buse du Japon (Buteo japonicus)          |
|  |                                          |

|  | Buse de l'Himalaya (Buteo refectus) |
|  |                                     |
|  | Buse de Chine (Buteo hemilasius)    |
|  |                                     |

|  | Super-espèce Buse variable (Buteo buteo) |
|  |                                          |
|  | Buse du Japon (Buteo japonicus)          |
|  |                                          |

|  | Buse de l'Himalaya (Buteo refectus) |
|  |                                     |
|  | Buse de Chine (Buteo hemilasius)    |
|  |                                     |

|  | Super-espèce Buse variable (Buteo buteo) |
|  |                                          |
|  | Buse du Japon (Buteo japonicus)          |
|  |                                          |

|  | Buse de l'Himalaya (Buteo refectus) |
|  |                                     |
|  | Buse de Chine (Buteo hemilasius)    |
|  |                                     |

|  | Super-espèce Buse variable (Buteo buteo) |
|  |                                          |
|  | Buse du Japon (Buteo japonicus)          |
|  |                                          |

|  | Buse de l'Himalaya (Buteo refectus) |
|  |                                     |
|  | Buse de Chine (Buteo hemilasius)    |
|  |                                     |

|  | Super-espèce Buse variable (Buteo buteo) |
|  |                                          |
|  | Buse du Japon (Buteo japonicus)          |
|  |                                          |

|  | Buse de l'Himalaya (Buteo refectus) |
|  |                                     |
|  | Buse de Chine (Buteo hemilasius)    |
|  |                                     |

|  | Super-espèce Buse variable (Buteo buteo) |
|  |                                          |
|  | Buse du Japon (Buteo japonicus)          |
|  |                                          |

|  | Buse de l'Himalaya (Buteo refectus) |
|  |                                     |
|  | Buse de Chine (Buteo hemilasius)    |
|  |                                     |

|  | Super-espèce Buse variable (Buteo buteo) |
|  |                                          |
|  | Buse du Japon (Buteo japonicus)          |
|  |                                          |

|  | Buse de l'Himalaya (Buteo refectus) |
|  |                                     |
|  | Buse de Chine (Buteo hemilasius)    |
|  |                                     |

|  | Super-espèce Buse variable (Buteo buteo) |
|  |                                          |
|  | Buse du Japon (Buteo japonicus)          |
|  |                                          |

|  | Buse de l'Himalaya (Buteo refectus) |
|  |                                     |
|  | Buse de Chine (Buteo hemilasius)    |
|  |                                     |

|  | Super-espèce Buse variable (Buteo buteo) |
|  |                                          |
|  | Buse du Japon (Buteo japonicus)          |
|  |                                          |

|  | Buse de l'Himalaya (Buteo refectus) |
|  |                                     |
|  | Buse de Chine (Buteo hemilasius)    |
|  |                                     |

|  | Super-espèce Buse variable (Buteo buteo) |
|  |                                          |
|  | Buse du Japon (Buteo japonicus)          |
|  |                                          |

|  | Buse de l'Himalaya (Buteo refectus) |
|  |                                     |
|  | Buse de Chine (Buteo hemilasius)    |
|  |                                     |

|  | Super-espèce Buse variable (Buteo buteo) |
|  |                                          |
|  | Buse du Japon (Buteo japonicus)          |
|  |                                          |

|  | Buse de l'Himalaya (Buteo refectus) |
|  |                                     |
|  | Buse de Chine (Buteo hemilasius)    |
|  |                                     |

|  | Super-espèce Buse variable (Buteo buteo) |
|  |                                          |
|  | Buse du Japon (Buteo japonicus)          |
|  |                                          |

|  | Buse de l'Himalaya (Buteo refectus) |
|  |                                     |
|  | Buse de Chine (Buteo hemilasius)    |
|  |                                     |

|  | Super-espèce Buse variable (Buteo buteo) |
|  |                                          |
|  | Buse du Japon (Buteo japonicus)          |
|  |                                          |

|  | Buse de l'Himalaya (Buteo refectus) |
|  |                                     |
|  | Buse de Chine (Buteo hemilasius)    |
|  |                                     |

|  | Super-espèce Buse variable (Buteo buteo) |
|  |                                          |
|  | Buse du Japon (Buteo japonicus)          |
|  |                                          |

|  | Buse de l'Himalaya (Buteo refectus) |
|  |                                     |
|  | Buse de Chine (Buteo hemilasius)    |
|  |                                     |

|  | Super-espèce Buse variable (Buteo buteo) |
|  |                                          |
|  | Buse du Japon (Buteo japonicus)          |
|  |                                          |

|  | Buse de l'Himalaya (Buteo refectus) |
|  |                                     |
|  | Buse de Chine (Buteo hemilasius)    |
|  |                                     |

|  | Super-espèce Buse variable (Buteo buteo) |
|  |                                          |
|  | Buse du Japon (Buteo japonicus)          |
|  |                                          |

|  | Buse de l'Himalaya (Buteo refectus) |
|  |                                     |
|  | Buse de Chine (Buteo hemilasius)    |
|  |                                     |

|  | Super-espèce Buse variable (Buteo buteo) |
|  |                                          |
|  | Buse du Japon (Buteo japonicus)          |
|  |                                          |

|  | Buse de l'Himalaya (Buteo refectus) |
|  |                                     |
|  | Buse de Chine (Buteo hemilasius)    |
|  |                                     |

|  | Super-espèce Buse variable (Buteo buteo) |
|  |                                          |
|  | Buse du Japon (Buteo japonicus)          |
|  |                                          |

|  | Buse de l'Himalaya (Buteo refectus) |
|  |                                     |
|  | Buse de Chine (Buteo hemilasius)    |
|  |                                     |

|  | Super-espèce Buse variable (Buteo buteo) |
|  |                                          |
|  | Buse du Japon (Buteo japonicus)          |
|  |                                          |

|  | Buse de l'Himalaya (Buteo refectus) |
|  |                                     |
|  | Buse de Chine (Buteo hemilasius)    |
|  |                                     |

|  | Super-espèce Buse variable (Buteo buteo) |
|  |                                          |
|  | Buse du Japon (Buteo japonicus)          |
|  |                                          |

|  | Buse de l'Himalaya (Buteo refectus) |
|  |                                     |
|  | Buse de Chine (Buteo hemilasius)    |
|  |                                     |

|  | Super-espèce Buse variable (Buteo buteo) |
|  |                                          |
|  | Buse du Japon (Buteo japonicus)          |
|  |                                          |

|  | Buse de l'Himalaya (Buteo refectus) |
|  |                                     |
|  | Buse de Chine (Buteo hemilasius)    |
|  |                                     |

|  | Super-espèce Buse variable (Buteo buteo) |
|  |                                          |
|  | Buse du Japon (Buteo japonicus)          |
|  |                                          |

|  | Buse de l'Himalaya (Buteo refectus) |
|  |                                     |
|  | Buse de Chine (Buteo hemilasius)    |
|  |                                     |

|  | Super-espèce Buse variable (Buteo buteo) |
|  |                                          |
|  | Buse du Japon (Buteo japonicus)          |
|  |                                          |

|  | Buse de l'Himalaya (Buteo refectus) |
|  |                                     |
|  | Buse de Chine (Buteo hemilasius)    |
|  |                                     |

|  | Super-espèce Buse variable (Buteo buteo) |
|  |                                          |
|  | Buse du Japon (Buteo japonicus)          |
|  |                                          |

|  | Buse de l'Himalaya (Buteo refectus) |
|  |                                     |
|  | Buse de Chine (Buteo hemilasius)    |
|  |                                     |

|  | Super-espèce Buse variable (Buteo buteo) |
|  |                                          |
|  | Buse du Japon (Buteo japonicus)          |
|  |                                          |

|  | Buse de l'Himalaya (Buteo refectus) |
|  |                                     |
|  | Buse de Chine (Buteo hemilasius)    |
|  |                                     |

|  | Super-espèce Buse variable (Buteo buteo) |
|  |                                          |
|  | Buse du Japon (Buteo japonicus)          |
|  |                                          |

|  | Buse de l'Himalaya (Buteo refectus) |
|  |                                     |
|  | Buse de Chine (Buteo hemilasius)    |
|  |                                     |

|  | Super-espèce Buse variable (Buteo buteo) |
|  |                                          |
|  | Buse du Japon (Buteo japonicus)          |
|  |                                          |

|  | Buse de l'Himalaya (Buteo refectus) |
|  |                                     |
|  | Buse de Chine (Buteo hemilasius)    |
|  |                                     |

|  | Super-espèce Buse variable (Buteo buteo) |
|  |                                          |
|  | Buse du Japon (Buteo japonicus)          |
|  |                                          |

|  | Buse de l'Himalaya (Buteo refectus) |
|  |                                     |
|  | Buse de Chine (Buteo hemilasius)    |
|  |                                     |

|  | Super-espèce Buse variable (Buteo buteo) |
|  |                                          |
|  | Buse du Japon (Buteo japonicus)          |
|  |                                          |

|  | Buse de l'Himalaya (Buteo refectus) |
|  |                                     |
|  | Buse de Chine (Buteo hemilasius)    |
|  |                                     |

|  | Super-espèce Buse variable (Buteo buteo) |
|  |                                          |
|  | Buse du Japon (Buteo japonicus)          |
|  |                                          |

|  | Buse de l'Himalaya (Buteo refectus) |
|  |                                     |
|  | Buse de Chine (Buteo hemilasius)    |
|  |                                     |

|  | Super-espèce Buse variable (Buteo buteo) |
|  |                                          |
|  | Buse du Japon (Buteo japonicus)          |
|  |                                          |

|  | Buse de l'Himalaya (Buteo refectus) |
|  |                                     |
|  | Buse de Chine (Buteo hemilasius)    |
|  |                                     |

|  | Super-espèce Buse variable (Buteo buteo) |
|  |                                          |
|  | Buse du Japon (Buteo japonicus)          |
|  |                                          |

|  | Buse de l'Himalaya (Buteo refectus) |
|  |                                     |
|  | Buse de Chine (Buteo hemilasius)    |
|  |                                     |

|  | Super-espèce Buse variable (Buteo buteo) |
|  |                                          |
|  | Buse du Japon (Buteo japonicus)          |
|  |                                          |

|  | Buse de l'Himalaya (Buteo refectus) |
|  |                                     |
|  | Buse de Chine (Buteo hemilasius)    |
|  |                                     |

|  | Super-espèce Buse variable (Buteo buteo) |
|  |                                          |
|  | Buse du Japon (Buteo japonicus)          |
|  |                                          |

|  | Buse de l'Himalaya (Buteo refectus) |
|  |                                     |
|  | Buse de Chine (Buteo hemilasius)    |
|  |                                     |

|  | Super-espèce Buse variable (Buteo buteo) |
|  |                                          |
|  | Buse du Japon (Buteo japonicus)          |
|  |                                          |

|  | Buse de l'Himalaya (Buteo refectus) |
|  |                                     |
|  | Buse de Chine (Buteo hemilasius)    |
|  |                                     |

|  | Super-espèce Buse variable (Buteo buteo) |
|  |                                          |
|  | Buse du Japon (Buteo japonicus)          |
|  |                                          |

|  | Buse de l'Himalaya (Buteo refectus) |
|  |                                     |
|  | Buse de Chine (Buteo hemilasius)    |
|  |                                     |

|  | Super-espèce Buse variable (Buteo buteo) |
|  |                                          |
|  | Buse du Japon (Buteo japonicus)          |
|  |                                          |

|  | Buse de l'Himalaya (Buteo refectus) |
|  |                                     |
|  | Buse de Chine (Buteo hemilasius)    |
|  |                                     |

|  | Super-espèce Buse variable (Buteo buteo) |
|  |                                          |
|  | Buse du Japon (Buteo japonicus)          |
|  |                                          |

|  | Buse de l'Himalaya (Buteo refectus) |
|  |                                     |
|  | Buse de Chine (Buteo hemilasius)    |
|  |                                     |

|  | Super-espèce Buse variable (Buteo buteo) |
|  |                                          |
|  | Buse du Japon (Buteo japonicus)          |
|  |                                          |

|  | Buse de l'Himalaya (Buteo refectus) |
|  |                                     |
|  | Buse de Chine (Buteo hemilasius)    |
|  |                                     |

|  | Super-espèce Buse variable (Buteo buteo) |
|  |                                          |
|  | Buse du Japon (Buteo japonicus)          |
|  |                                          |

|  | Buse de l'Himalaya (Buteo refectus) |
|  |                                     |
|  | Buse de Chine (Buteo hemilasius)    |
|  |                                     |

|  | Super-espèce Buse variable (Buteo buteo) |
|  |                                          |
|  | Buse du Japon (Buteo japonicus)          |
|  |                                          |

|  | Buse de l'Himalaya (Buteo refectus) |
|  |                                     |
|  | Buse de Chine (Buteo hemilasius)    |
|  |                                     |

|  | Super-espèce Buse variable (Buteo buteo) |
|  |                                          |
|  | Buse du Japon (Buteo japonicus)          |
|  |                                          |

|  | Buse de l'Himalaya (Buteo refectus) |
|  |                                     |
|  | Buse de Chine (Buteo hemilasius)    |
|  |                                     |

|  | Super-espèce Buse variable (Buteo buteo) |
|  |                                          |
|  | Buse du Japon (Buteo japonicus)          |
|  |                                          |

|  | Buse de l'Himalaya (Buteo refectus) |
|  |                                     |
|  | Buse de Chine (Buteo hemilasius)    |
|  |                                     |

|  | Super-espèce Buse variable (Buteo buteo) |
|  |                                          |
|  | Buse du Japon (Buteo japonicus)          |
|  |                                          |

|  | Buse de l'Himalaya (Buteo refectus) |
|  |                                     |
|  | Buse de Chine (Buteo hemilasius)    |
|  |                                     |

|  | Super-espèce Buse variable (Buteo buteo) |
|  |                                          |
|  | Buse du Japon (Buteo japonicus)          |
|  |                                          |

|  | Buse de l'Himalaya (Buteo refectus) |
|  |                                     |
|  | Buse de Chine (Buteo hemilasius)    |
|  |                                     |

|  | Super-espèce Buse variable (Buteo buteo) |
|  |                                          |
|  | Buse du Japon (Buteo japonicus)          |
|  |                                          |

|  | Buse de l'Himalaya (Buteo refectus) |
|  |                                     |
|  | Buse de Chine (Buteo hemilasius)    |
|  |                                     |

|  | Super-espèce Buse variable (Buteo buteo) |
|  |                                          |
|  | Buse du Japon (Buteo japonicus)          |
|  |                                          |

|  | Buse de l'Himalaya (Buteo refectus) |
|  |                                     |
|  | Buse de Chine (Buteo hemilasius)    |
|  |                                     |

|  | Super-espèce Buse variable (Buteo buteo) |
|  |                                          |
|  | Buse du Japon (Buteo japonicus)          |
|  |                                          |

|  | Buse de l'Himalaya (Buteo refectus) |
|  |                                     |
|  | Buse de Chine (Buteo hemilasius)    |
|  |                                     |

|  | Super-espèce Buse variable (Buteo buteo) |
|  |                                          |
|  | Buse du Japon (Buteo japonicus)          |
|  |                                          |

|  | Buse de l'Himalaya (Buteo refectus) |
|  |                                     |
|  | Buse de Chine (Buteo hemilasius)    |
|  |                                     |

|  | Super-espèce Buse variable (Buteo buteo) |
|  |                                          |
|  | Buse du Japon (Buteo japonicus)          |
|  |                                          |

|  | Buse de l'Himalaya (Buteo refectus) |
|  |                                     |
|  | Buse de Chine (Buteo hemilasius)    |
|  |                                     |

|  | Super-espèce Buse variable (Buteo buteo) |
|  |                                          |
|  | Buse du Japon (Buteo japonicus)          |
|  |                                          |

|  | Buse de l'Himalaya (Buteo refectus) |
|  |                                     |
|  | Buse de Chine (Buteo hemilasius)    |
|  |                                     |

|  | Super-espèce Buse variable (Buteo buteo) |
|  |                                          |
|  | Buse du Japon (Buteo japonicus)          |
|  |                                          |

|  | Buse de l'Himalaya (Buteo refectus) |
|  |                                     |
|  | Buse de Chine (Buteo hemilasius)    |
|  |                                     |

|  | Super-espèce Buse variable (Buteo buteo) |
|  |                                          |
|  | Buse du Japon (Buteo japonicus)          |
|  |                                          |

|  | Buse de l'Himalaya (Buteo refectus) |
|  |                                     |
|  | Buse de Chine (Buteo hemilasius)    |
|  |                                     |

|  | Super-espèce Buse variable (Buteo buteo) |
|  |                                          |
|  | Buse du Japon (Buteo japonicus)          |
|  |                                          |

|  | Buse de l'Himalaya (Buteo refectus) |
|  |                                     |
|  | Buse de Chine (Buteo hemilasius)    |
|  |                                     |

|  | Super-espèce Buse variable (Buteo buteo) |
|  |                                          |
|  | Buse du Japon (Buteo japonicus)          |
|  |                                          |

|  | Buse de l'Himalaya (Buteo refectus) |
|  |                                     |
|  | Buse de Chine (Buteo hemilasius)    |
|  |                                     |

|  | Super-espèce Buse variable (Buteo buteo) |
|  |                                          |
|  | Buse du Japon (Buteo japonicus)          |
|  |                                          |

|  | Buse de l'Himalaya (Buteo refectus) |
|  |                                     |
|  | Buse de Chine (Buteo hemilasius)    |
|  |                                     |

|  | Super-espèce Buse variable (Buteo buteo) |
|  |                                          |
|  | Buse du Japon (Buteo japonicus)          |
|  |                                          |

|  | Buse de l'Himalaya (Buteo refectus) |
|  |                                     |
|  | Buse de Chine (Buteo hemilasius)    |
|  |                                     |

|  | Super-espèce Buse variable (Buteo buteo) |
|  |                                          |
|  | Buse du Japon (Buteo japonicus)          |
|  |                                          |

|  | Buse de l'Himalaya (Buteo refectus) |
|  |                                     |
|  | Buse de Chine (Buteo hemilasius)    |
|  |                                     |

|  | Super-espèce Buse variable (Buteo buteo) |
|  |                                          |
|  | Buse du Japon (Buteo japonicus)          |
|  |                                          |

|  | Buse de l'Himalaya (Buteo refectus) |
|  |                                     |
|  | Buse de Chine (Buteo hemilasius)    |
|  |                                     |

|  | Super-espèce Buse variable (Buteo buteo) |
|  |                                          |
|  | Buse du Japon (Buteo japonicus)          |
|  |                                          |

|  | Buse de l'Himalaya (Buteo refectus) |
|  |                                     |
|  | Buse de Chine (Buteo hemilasius)    |
|  |                                     |

|  | Super-espèce Buse variable (Buteo buteo) |
|  |                                          |
|  | Buse du Japon (Buteo japonicus)          |
|  |                                          |

|  | Buse de l'Himalaya (Buteo refectus) |
|  |                                     |
|  | Buse de Chine (Buteo hemilasius)    |
|  |                                     |

|  | Super-espèce Buse variable (Buteo buteo) |
|  |                                          |
|  | Buse du Japon (Buteo japonicus)          |
|  |                                          |

|  | Buse de l'Himalaya (Buteo refectus) |
|  |                                     |
|  | Buse de Chine (Buteo hemilasius)    |
|  |                                     |

|  | Super-espèce Buse variable (Buteo buteo) |
|  |                                          |
|  | Buse du Japon (Buteo japonicus)          |
|  |                                          |

|  | Buse de l'Himalaya (Buteo refectus) |
|  |                                     |
|  | Buse de Chine (Buteo hemilasius)    |
|  |                                     |

|  | Super-espèce Buse variable (Buteo buteo) |
|  |                                          |
|  | Buse du Japon (Buteo japonicus)          |
|  |                                          |

|  | Buse de l'Himalaya (Buteo refectus) |
|  |                                     |
|  | Buse de Chine (Buteo hemilasius)    |
|  |                                     |

|  | Super-espèce Buse variable (Buteo buteo) |
|  |                                          |
|  | Buse du Japon (Buteo japonicus)          |
|  |                                          |

|  | Buse de l'Himalaya (Buteo refectus) |
|  |                                     |
|  | Buse de Chine (Buteo hemilasius)    |
|  |                                     |

|  | Super-espèce Buse variable (Buteo buteo) |
|  |                                          |
|  | Buse du Japon (Buteo japonicus)          |
|  |                                          |

|  | Buse de l'Himalaya (Buteo refectus) |
|  |                                     |
|  | Buse de Chine (Buteo hemilasius)    |
|  |                                     |

|  | Super-espèce Buse variable (Buteo buteo) |
|  |                                          |
|  | Buse du Japon (Buteo japonicus)          |
|  |                                          |

|  | Buse de l'Himalaya (Buteo refectus) |
|  |                                     |
|  | Buse de Chine (Buteo hemilasius)    |
|  |                                     |

|  | Super-espèce Buse variable (Buteo buteo) |
|  |                                          |
|  | Buse du Japon (Buteo japonicus)          |
|  |                                          |

|  | Buse de l'Himalaya (Buteo refectus) |
|  |                                     |
|  | Buse de Chine (Buteo hemilasius)    |
|  |                                     |

|  | Super-espèce Buse variable (Buteo buteo) |
|  |                                          |
|  | Buse du Japon (Buteo japonicus)          |
|  |                                          |

|  | Buse de l'Himalaya (Buteo refectus) |
|  |                                     |
|  | Buse de Chine (Buteo hemilasius)    |
|  |                                     |

|  | Super-espèce Buse variable (Buteo buteo) |
|  |                                          |
|  | Buse du Japon (Buteo japonicus)          |
|  |                                          |

|  | Buse de l'Himalaya (Buteo refectus) |
|  |                                     |
|  | Buse de Chine (Buteo hemilasius)    |
|  |                                     |

|  | Super-espèce Buse variable (Buteo buteo) |
|  |                                          |
|  | Buse du Japon (Buteo japonicus)          |
|  |                                          |

|  | Buse de l'Himalaya (Buteo refectus) |
|  |                                     |
|  | Buse de Chine (Buteo hemilasius)    |
|  |                                     |

|  | Super-espèce Buse variable (Buteo buteo) |
|  |                                          |
|  | Buse du Japon (Buteo japonicus)          |
|  |                                          |

|  | Buse de l'Himalaya (Buteo refectus) |
|  |                                     |
|  | Buse de Chine (Buteo hemilasius)    |
|  |                                     |

|  | Super-espèce Buse variable (Buteo buteo) |
|  |                                          |
|  | Buse du Japon (Buteo japonicus)          |
|  |                                          |

|  | Buse de l'Himalaya (Buteo refectus) |
|  |                                     |
|  | Buse de Chine (Buteo hemilasius)    |
|  |                                     |

|  | Super-espèce Buse variable (Buteo buteo) |
|  |                                          |
|  | Buse du Japon (Buteo japonicus)          |
|  |                                          |

|  | Buse de l'Himalaya (Buteo refectus) |
|  |                                     |
|  | Buse de Chine (Buteo hemilasius)    |
|  |                                     |

|  | Super-espèce Buse variable (Buteo buteo) |
|  |                                          |
|  | Buse du Japon (Buteo japonicus)          |
|  |                                          |

|  | Buse de l'Himalaya (Buteo refectus) |
|  |                                     |
|  | Buse de Chine (Buteo hemilasius)    |
|  |                                     |

|  | Super-espèce Buse variable (Buteo buteo) |
|  |                                          |
|  | Buse du Japon (Buteo japonicus)          |
|  |                                          |

|  | Buse de l'Himalaya (Buteo refectus) |
|  |                                     |
|  | Buse de Chine (Buteo hemilasius)    |
|  |                                     |

|  | Super-espèce Buse variable (Buteo buteo) |
|  |                                          |
|  | Buse du Japon (Buteo japonicus)          |
|  |                                          |

|  | Buse de l'Himalaya (Buteo refectus) |
|  |                                     |
|  | Buse de Chine (Buteo hemilasius)    |
|  |                                     |

|  | Super-espèce Buse variable (Buteo buteo) |
|  |                                          |
|  | Buse du Japon (Buteo japonicus)          |
|  |                                          |

|  | Buse de l'Himalaya (Buteo refectus) |
|  |                                     |
|  | Buse de Chine (Buteo hemilasius)    |
|  |                                     |

|  | Super-espèce Buse variable (Buteo buteo) |
|  |                                          |
|  | Buse du Japon (Buteo japonicus)          |
|  |                                          |

|  | Buse de l'Himalaya (Buteo refectus) |
|  |                                     |
|  | Buse de Chine (Buteo hemilasius)    |
|  |                                     |

|  | Super-espèce Buse variable (Buteo buteo) |
|  |                                          |
|  | Buse du Japon (Buteo japonicus)          |
|  |                                          |

|  | Buse de l'Himalaya (Buteo refectus) |
|  |                                     |
|  | Buse de Chine (Buteo hemilasius)    |
|  |                                     |

|  | Super-espèce Buse variable (Buteo buteo) |
|  |                                          |
|  | Buse du Japon (Buteo japonicus)          |
|  |                                          |

|  | Buse de l'Himalaya (Buteo refectus) |
|  |                                     |
|  | Buse de Chine (Buteo hemilasius)    |
|  |                                     |

|  | Super-espèce Buse variable (Buteo buteo) |
|  |                                          |
|  | Buse du Japon (Buteo japonicus)          |
|  |                                          |

|  | Buse de l'Himalaya (Buteo refectus) |
|  |                                     |
|  | Buse de Chine (Buteo hemilasius)    |
|  |                                     |

|  | Super-espèce Buse variable (Buteo buteo) |
|  |                                          |
|  | Buse du Japon (Buteo japonicus)          |
|  |                                          |

|  | Buse de l'Himalaya (Buteo refectus) |
|  |                                     |
|  | Buse de Chine (Buteo hemilasius)    |
|  |                                     |

|  | Super-espèce Buse variable (Buteo buteo) |
|  |                                          |
|  | Buse du Japon (Buteo japonicus)          |
|  |                                          |

|  | Buse de l'Himalaya (Buteo refectus) |
|  |                                     |
|  | Buse de Chine (Buteo hemilasius)    |
|  |                                     |

|  | Super-espèce Buse variable (Buteo buteo) |
|  |                                          |
|  | Buse du Japon (Buteo japonicus)          |
|  |                                          |

|  | Buse de l'Himalaya (Buteo refectus) |
|  |                                     |
|  | Buse de Chine (Buteo hemilasius)    |
|  |                                     |

|  | Super-espèce Buse variable (Buteo buteo) |
|  |                                          |
|  | Buse du Japon (Buteo japonicus)          |
|  |                                          |

|  | Buse de l'Himalaya (Buteo refectus) |
|  |                                     |
|  | Buse de Chine (Buteo hemilasius)    |
|  |                                     |

|  | Super-espèce Buse variable (Buteo buteo) |
|  |                                          |
|  | Buse du Japon (Buteo japonicus)          |
|  |                                          |

|  | Buse de l'Himalaya (Buteo refectus) |
|  |                                     |
|  | Buse de Chine (Buteo hemilasius)    |
|  |                                     |

|  | Super-espèce Buse variable (Buteo buteo) |
|  |                                          |
|  | Buse du Japon (Buteo japonicus)          |
|  |                                          |

|  | Buse de l'Himalaya (Buteo refectus) |
|  |                                     |
|  | Buse de Chine (Buteo hemilasius)    |
|  |                                     |

|  | Super-espèce Buse variable (Buteo buteo) |
|  |                                          |
|  | Buse du Japon (Buteo japonicus)          |
|  |                                          |

|  | Buse de l'Himalaya (Buteo refectus) |
|  |                                     |
|  | Buse de Chine (Buteo hemilasius)    |
|  |                                     |

|  | Super-espèce Buse variable (Buteo buteo) |
|  |                                          |
|  | Buse du Japon (Buteo japonicus)          |
|  |                                          |

|  | Buse de l'Himalaya (Buteo refectus) |
|  |                                     |
|  | Buse de Chine (Buteo hemilasius)    |
|  |                                     |

|  | Super-espèce Buse variable (Buteo buteo) |
|  |                                          |
|  | Buse du Japon (Buteo japonicus)          |
|  |                                          |

|  | Buse de l'Himalaya (Buteo refectus) |
|  |                                     |
|  | Buse de Chine (Buteo hemilasius)    |
|  |                                     |

|  | Super-espèce Buse variable (Buteo buteo) |
|  |                                          |
|  | Buse du Japon (Buteo japonicus)          |
|  |                                          |

|  | Buse de l'Himalaya (Buteo refectus) |
|  |                                     |
|  | Buse de Chine (Buteo hemilasius)    |
|  |                                     |

|  | Super-espèce Buse variable (Buteo buteo) |
|  |                                          |
|  | Buse du Japon (Buteo japonicus)          |
|  |                                          |

|  | Buse de l'Himalaya (Buteo refectus) |
|  |                                     |
|  | Buse de Chine (Buteo hemilasius)    |
|  |                                     |

|  | Super-espèce Buse variable (Buteo buteo) |
|  |                                          |
|  | Buse du Japon (Buteo japonicus)          |
|  |                                          |

|  | Buse de l'Himalaya (Buteo refectus) |
|  |                                     |
|  | Buse de Chine (Buteo hemilasius)    |
|  |                                     |

|  | Super-espèce Buse variable (Buteo buteo) |
|  |                                          |
|  | Buse du Japon (Buteo japonicus)          |
|  |                                          |

|  | Buse de l'Himalaya (Buteo refectus) |
|  |                                     |
|  | Buse de Chine (Buteo hemilasius)    |
|  |                                     |

|  | Super-espèce Buse variable (Buteo buteo) |
|  |                                          |
|  | Buse du Japon (Buteo japonicus)          |
|  |                                          |

|  | Buse de l'Himalaya (Buteo refectus) |
|  |                                     |
|  | Buse de Chine (Buteo hemilasius)    |
|  |                                     |

|  | Super-espèce Buse variable (Buteo buteo) |
|  |                                          |
|  | Buse du Japon (Buteo japonicus)          |
|  |                                          |

|  | Buse de l'Himalaya (Buteo refectus) |
|  |                                     |
|  | Buse de Chine (Buteo hemilasius)    |
|  |                                     |

|  | Super-espèce Buse variable (Buteo buteo) |
|  |                                          |
|  | Buse du Japon (Buteo japonicus)          |
|  |                                          |

|  | Buse de l'Himalaya (Buteo refectus) |
|  |                                     |
|  | Buse de Chine (Buteo hemilasius)    |
|  |                                     |

|  | Super-espèce Buse variable (Buteo buteo) |
|  |                                          |
|  | Buse du Japon (Buteo japonicus)          |
|  |                                          |

|  | Buse de l'Himalaya (Buteo refectus) |
|  |                                     |
|  | Buse de Chine (Buteo hemilasius)    |
|  |                                     |

|  | Super-espèce Buse variable (Buteo buteo) |
|  |                                          |
|  | Buse du Japon (Buteo japonicus)          |
|  |                                          |

|  | Buse de l'Himalaya (Buteo refectus) |
|  |                                     |
|  | Buse de Chine (Buteo hemilasius)    |
|  |                                     |

|  | Super-espèce Buse variable (Buteo buteo) |
|  |                                          |
|  | Buse du Japon (Buteo japonicus)          |
|  |                                          |

|  | Buse de l'Himalaya (Buteo refectus) |
|  |                                     |
|  | Buse de Chine (Buteo hemilasius)    |
|  |                                     |

|  | Super-espèce Buse variable (Buteo buteo) |
|  |                                          |
|  | Buse du Japon (Buteo japonicus)          |
|  |                                          |

|  | Buse de l'Himalaya (Buteo refectus) |
|  |                                     |
|  | Buse de Chine (Buteo hemilasius)    |
|  |                                     |

|  | Super-espèce Buse variable (Buteo buteo) |
|  |                                          |
|  | Buse du Japon (Buteo japonicus)          |
|  |                                          |

|  | Buse de l'Himalaya (Buteo refectus) |
|  |                                     |
|  | Buse de Chine (Buteo hemilasius)    |
|  |                                     |

|  | Super-espèce Buse variable (Buteo buteo) |
|  |                                          |
|  | Buse du Japon (Buteo japonicus)          |
|  |                                          |

|  | Buse de l'Himalaya (Buteo refectus) |
|  |                                     |
|  | Buse de Chine (Buteo hemilasius)    |
|  |                                     |

|  | Super-espèce Buse variable (Buteo buteo) |
|  |                                          |
|  | Buse du Japon (Buteo japonicus)          |
|  |                                          |

|  | Buse de l'Himalaya (Buteo refectus) |
|  |                                     |
|  | Buse de Chine (Buteo hemilasius)    |
|  |                                     |

|  | Super-espèce Buse variable (Buteo buteo) |
|  |                                          |
|  | Buse du Japon (Buteo japonicus)          |
|  |                                          |

|  | Buse de l'Himalaya (Buteo refectus) |
|  |                                     |
|  | Buse de Chine (Buteo hemilasius)    |
|  |                                     |

|  | Super-espèce Buse variable (Buteo buteo) |
|  |                                          |
|  | Buse du Japon (Buteo japonicus)          |
|  |                                          |

|  | Buse de l'Himalaya (Buteo refectus) |
|  |                                     |
|  | Buse de Chine (Buteo hemilasius)    |
|  |                                     |

|  | Autours et Éperviers (Accipiter) |
|  |                                  |
|  | Busards (Circus)                 |
|  |                                  |

En raison de la très forte variabilité du plumage au sein de chaque espèce, la détermination d'hybrides de buses est une tâche particulièrement ardue. Néanmoins, quelques cas ont été documentés. Deux couples de Buse variable × Buse pattue ont été rapportés en Norvège et en Finlande ; dans les deux cas, le couple a élevé des jeunes. Une zone d'hybridation existe avec la Buse féroce en Hongrie, en Italie et en Espagne. Des Buses variables se sont également reproduites avec des Milans noirs en Italie, sans que l'on sache si la descendance est fertile.

### Sous-espèces
D'après la classification de référence (version 14.1, 2024) de l'Union internationale des ornithologues, la Buse variable possède 6 sous-espèces (ordre philogénique) : 
| Sous-espèces            | Aire de répartition                            | Décrit par      | Commentaire |
| ----------------------- | ---------------------------------------------- | --------------- | --- |
| Buteo buteo rothschildi | Açores                                         | Swann, 1919     | Dessus brun et dessous brun foncé. |
| Buteo buteo insularum   | Îles Canaries                                  | Floericke, 1903 | Dessus plutôt brun, stries marquées sur le dessous. |
| Buteo buteo pojana      | Sardaigne, Corse, Sicile et Italie méridionale | Savi, 1831      | |
| Buteo buteo buteo       | Europe                                         | Linnaeus, 1758  | La sous-espèce nominale. Très variable. |
| Buteo buteo menetriesi  | Caucase                                        | Bogdanov, 1879  | Proche de vulpinus, mais plus grande. |
| Buteo buteo vulpinus    | L'est de l'Eurasie                             | Gloger, 1833    | Migratrice longue distance excepté pour les individus vivant dans l'Himalaya, aussi appelée Buse des steppes ou Buse de Russie. Elle est un peu plus petite que la sous-espèce nominale et arbore souvent un dessous couleur rouille, d'où son nom scientifique vulpinus, littéralement « de renard », allusion à sa teinte rousse. |

| Sous-espèces           | Aire de répartition | Décrit par                | Autres |
| ---------------------- | ------------------- | ------------------------- | --- |
| Buteo buteo bannermani | Cap-Vert            | Swann, 1919               | Plumage sombre-roux, queue fortement barrée. Maintenant traitée comme une espèce à part entière, la Buse du Cap-Vert. |
| Buteo buteo harterti   | Madère              | Swann, 1919               | Se distingue peu de la sous-espèce B. b. buteo. N'est plus reconnu par l'UIO depuis 2022.                             |
| Buteo buteo arrigonii  | Corse et Sardaigne  | Picchi, 1903              | Toujours reconnu par Clements, l'UIO la considère avec la sous-espèce B. b. pojana.                                   |
| Buteo buteo japonicus  | Asie                | Temminck & Schlegel, 1844 | Désormais considéré comme une espèce à part entière, Buse du Japon.                                                   |
| Buteo buteo refectus   | Asie                | Portenko, 1935            | Désormais considéré comme une espèce à part entière, Buse de l'Himalaya.                                              |

## Paléontologie
Des fossiles attribués à la Buse variable ont été retrouvés en Europe et au Japon, les plus anciens datant du Pléistocène (2,588 à 0,0117 Ma), mis au jour en Angleterre.
Le genre Buteo proviendrait d'un ancêtre néotropical, aurait colonisé l'Amérique centrale et l'Amérique du Nord après la fermeture de l'isthme de Panama à la fin du Cénozoïque, et aurait atteint l'Eurasie au cours du Pléistocène, tandis que la lignée de Buteo de l'Ancien Monde aurait évolué plus récemment, au cours du Pléistocène tardif. Cependant, une étude de 2022 rapporte la découverte en Italie du fossile le plus ancien du genre Buteo, le datant du Miocène tardif (début du Messinien, de 7,246 à 5,333 millions d'années). Ce spécimen repousse la divergence entre les lignées de Buteo de l'Ancien et du Nouveau Monde de plus de six millions d'années par rapport à ce que l'on pensait auparavant. Par conséquent, l'étude recommande de réviser la phylogénie des Buteoninae, y compris les données fossiles, et ses implications paléobiogéographiques.

## La Buse variable et l'être humain

### La Buse variable dans la culture

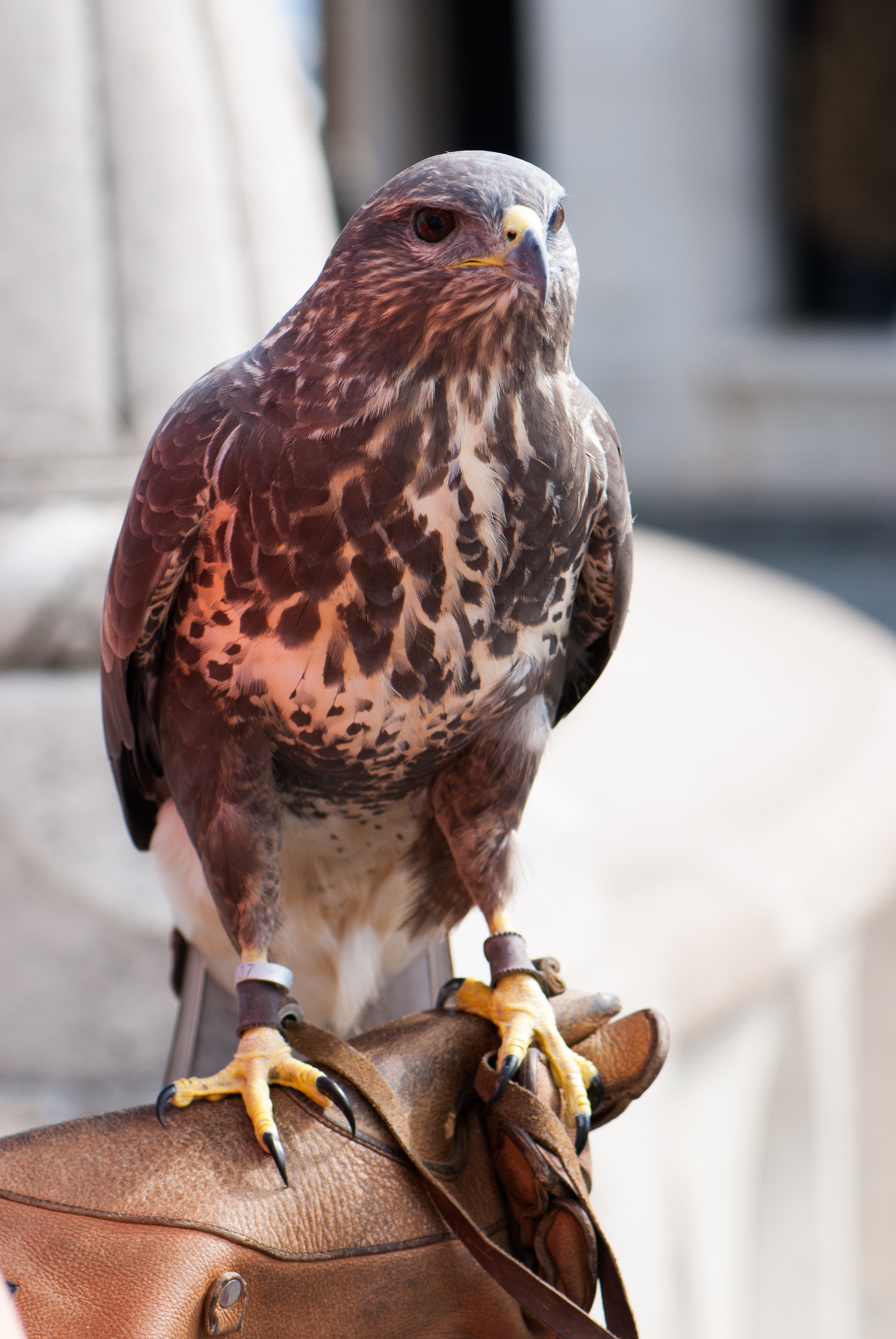
La Buse variable est utilisée en fauconnerie, mais n'a pas très bonne réputation.

La Buse variable fait partie des oiseaux dont les ossements ont été retrouvés dans des grottes du Néolithique moyen, notamment à Gibraltar, portant des traces d'exploitation non-alimentaire par l'Homme de Néandertal, possiblement comme ornements (plumes, griffes).
Durant l'Antiquité grecque, la Buse variable est probablement l'oiseau appelé τρίoρχις / tríorkhis, littéralement « à trois testicules », une légende qui perdurera jusqu'à l'époque moderne avec le nom Buteo triorchis, utilisé notamment par Christopher Merrett (1614-1695), auteur de la première liste d'oiseaux britanniques. Selon l'ornithologue britannique Francis Willughby (1635-1682), le scientifique italien Ulisse Aldrovandi (1522-1605) aurait disséqué une buse mâle et trouvé trois testicules. Willughby lui-même déclare avoir cherché, en vain, le troisième testicule,.
Aristote indique que le tríorkhis a la même taille qu'un iktinos (probablement un milan), qu'il est résident toute l'année en Grèce et qu'il est carnivore et non granivore. Il se nourrit de batraciens et de serpents et il est le plus fort parmi les oiseaux du type hierax, nom donné par Aristote à tous les rapaces diurnes plus petits que les aigles et les vautours. Chez Aristophane, son nom est attribué à un personnage de débauché. Sémonide d'Amorgos décrit également un erōdios (Héron cendré) volant une anguille à un triorkhos en train de la manger. Chez les Romains, Pline l'Ancien nomme l'oiseau à la fois triorchis et buteo. Selon lui, cet oiseau est l'ennemi du Gypaète barbu et des milans. Il est considéré comme un mets délicat dans les Baléares. Festus Grammaticus le décrit comme volant la proie des autres rapaces. Élien en fait un oiseau sacré pour Artémis et Antoninus Liberalis précise que Mounichos, roi des Molosses, s'est métamorphosé en cet oiseau,.
Les rapaces sont étroitement liés à l'homme au travers de la fauconnerie. L'origine de cette pratique est sujette à débats, mais il semble que son berceau se situe en Mésopotamie ou en Asie intérieure, il y a au moins 5 000 ans. À cet égard, la Buse variable est un oiseau assez facile à dresser, car elle s'habitue très bien à l'homme. Adepte du moindre effort, elle peut préférer le morceau de viande placé sur le gant du fauconnier à une proie vivante. Le Livre de saint Alban, publié en 1486, contient une liste de rangs nobiliaires et d'oiseaux de proie considérés comme dignes d'eux ; il la mentionne pour un baron. En réalité, cette liste reflète moins les véritables pratiques de la fauconnerie médiévale que l'habitude de l'époque de tout classer par ordre de noblesse.

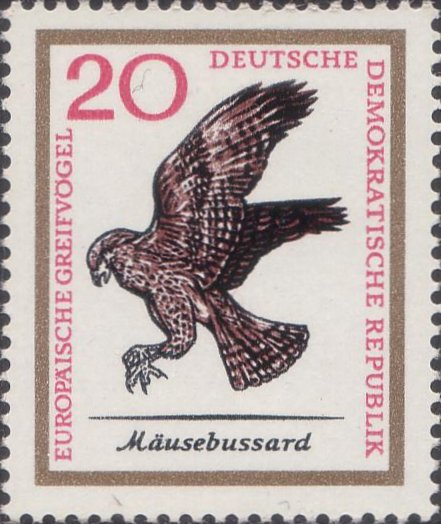
Timbre de RDA de 1965 représentant une Buse variable.

De fait, la Buse variable est considérée comme un oiseau « paresseux » et peu populaire auprès des fauconniers : elle est tout à fait susceptible d'aller chercher des vers de terre dans le champ voisin plutôt que de poursuivre la proie désignée ou de retourner au gant. En pratique, elle n'est pas employée au Moyen Âge. Au contraire, la buse est une image à connotation négative dans la littérature de l'époque, par opposition aux oiseaux nobles : l'Autour des palombes, l'Épervier d'Europe et les faucons. On trouve ainsi fréquemment le proverbe « L’en ne puet faire de buisart espervier » (« on ne saurait faire d'une buse un épervier »). À l'époque contemporaine, Edward Michell l'exclut délibérément de son traité L'Art et la pratique de la fauconnerie (1900). Dans L'Entraînement des oiseaux de proie (2012) Jemima Parry-Jones écrit : « Si vous voulez faire voler un oiseau, sans forcément réussir à chasser avec, la Buse variable est faite pour vous — un oiseau qui s'accommode volontiers d'échouer à attraper à que ce soit, surtout s'il a une « andouille » d'humain pour le nourrir. »
L'essor des buses dans les courants thermiques a inspiré le poète Martin Armstrong pour son poème « Les buses » (1921). Le pianiste Olivier Messiaen a consacré à cet oiseau une pièce, qui en porte le nom, dans son œuvre Catalogue d'oiseaux.
La Buse variable a été représentée sur près d'une soixantaine de timbres émis par 42 administrations postales différentes, : Açores (1988), Aurigny (2008), Autriche (1953), Belgique (2010), Bosnie-Herzégovine (2011), Cap-Vert (2008), République du Congo (1993), Corée du Nord (1992), Danemark (2004), Espagne (1998), Gambie (2018), Guernesey (2021), Guinée (2002, 2014 et 2015), Guinée-Bissau (2001, 2006, 2009 et 2011), Hongrie (1983 et 2012), Irlande (2010), Jordanie (2013), Kosovo (2019), Libye (2002), Liechtenstein (1939), Lundy (1954), Maldives (2013, 2015 et 2016), Mongolie (1970), Mozambique (2013), Palestine (1998), Pays-Bas (2011 et 2021), Pays-Bas caribéens (2021 et 2022), RDA (1965), RFA (1973), Roumanie (2007), Royaume-Uni (2019), Sao Tomé-et-Principe (2015), Serbie (2011), Sierra Leone (1998), îles Salomon (2014), Tadjikistan (2018), Tchad (1998), Tchéquie (2013), Togo (2013), Turquie (2004), URSS (1965) et Viêt Nam (1998).

### Statut juridique
Commune dans toute son aire de répartition et en progression, la Buse variable est déclarée comme étant de « préoccupation mineure » par l'UICN (26 novembre 2023). Elle figure à l'annexe II de la CITES, comme tous les Falconiformes.

#### En Grande-Bretagne
La Buse variable est depuis longtemps un oiseau très commun en Grande-Bretagne. On estime qu'au Mésolithique, l'île accueillait 65 000 couples reproducteurs. Parmi les pères fondateurs des sciences britanniques, William Turner la décrit en 1544 comme visible toute l'année et Francis Willughby en 1678 comme très répandue. Thomas Pennant (1726-1798) la mentionne comme l'Accipitridae le plus commun du pays et John Latham (1740-1837) en parle comme d'un oiseau connu de tous.

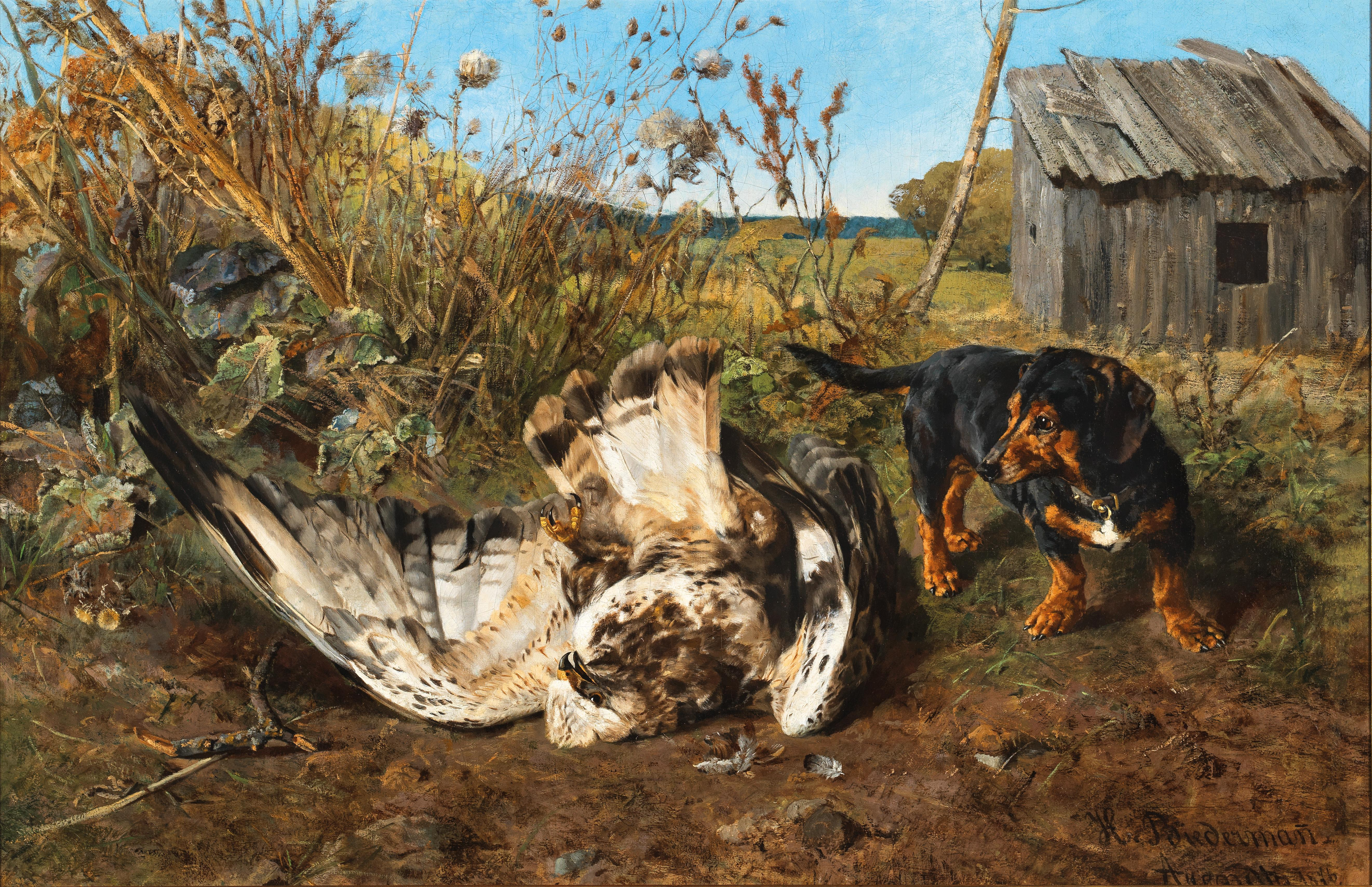
Teckel et cadavre de Buse variable, par Hermine Biedermann-Arendts, 1876.

Après la Restauration Stuart de 1660, la production de grain britannique se développe et les sources de protéines animales se diversifient. La Buse variable devient de la « vermine volante », coupable comme les milans et le Grand Corbeau de s'en prendre aux oiseaux de basse-cour et aux jeunes animaux d'élevage. Des actes d'Henri VIII en 1532-1533 puis d'Élisabeth Ire en 1566 mettent à prix la tête de plusieurs animaux jugés coupables de s'en prendre au grain, au premier chef les corvidés. Ces textes sont interprétés largement par les conseils paroissiaux. Ainsi, les comptes des marguilliers de Tenterden, dans le Kent, montrent les récompenses financières versées sur présentation des cadavres d'oiseaux incriminés, souvent par lots de deux, trois ou quatre, ce qui suggère qu'il s'agit de nichées détruites. Toutefois, il est difficile de savoir si ces données peuvent être extrapolées à l'ensemble du pays, d'autant que les termes employés sont confus et que différentes espèces sont souvent prises l'une pour l'autre.
Les Buses variables subissent une deuxième vague de persécution avec les Inclosure Acts, à partir des années 1760 et 1770, qui enclosent des terres auparavant dévolues à l'usage collectif. Le perfectionnement du fusil de chasse à double canon puis l'introduction vers 1785 de la sous-espèce Phasianus colchicus torquatus, le Faisan à collier, coïncident avec la création de vastes domaines de chasse. La loi sur la chasse (Game Act) de 1831 institutionnalise le rôle des gardes-chasse, dont la mission est de protéger le gibier de la concurrence à la fois des braconniers et des prédateurs naturels. Le domaine de Glengarry, en Écosse, mentionne par exemple 385 buses tuées entre 1837 et 1840. La population de Buses décline alors rapidement. Dans son relevé « sur la distribution des oiseaux en Grande-Bretagne pendant la saison de nidification », publié en 1865, A. G. More écrit que l'oiseau n'est « pas du tout commun et pratiquement exterminé dans les comtés du centre et de l'est de l'Angleterre ». Le constat est le même en Écosse. L'arrivée de la Première Guerre mondiale et la conscription massive des gardes-chasse débouche sur une lente remontée des effectifs,.
Après l'introduction de la myxomatose en 1953 et l'effondrement de la population des lapins de garenne, le British Trust for Ornithology commande en 1954 une étude sur la Buse variable qui fait état de 12 000 couples reproducteurs. Elle montre aussi une corrélation entre la distribution des Buses variables au Royaume-Uni et la densité de gardes-chasse. La même année, les effets négatifs des pesticides organochlorés sur les populations de rapaces poussent à ce qu'ils soient visés par la loi sur la protection des oiseaux (Protection of Birds Act). La Buse variable fait partie des espèces nouvellement protégées. La proportion de buses baguées retrouvées tuées délibérément passe alors de 48 % à 14 %. Malgré tout, la population continue à décroître, jusqu'à une fourchette de 8 000 à 10 000 couples dans les années 1970.
L'autorisation en 1990-1991 des cages-piège Larsen, qui permettent un piégeage plus sélectif des corvidés, ainsi que la prise de position des organisations professionnelles de gardes-chasse entraînent néanmoins une évolution des pratiques et une diminution de la persécution des rapaces. Il s'ensuit des augmentations spectaculaires des populations de buses : 500 % par exemple dans le nord du Somerset entre 1982 et 2001. À cette date, les effectifs de Buses variables sont estimés entre 44 000 et 61 000 couples reproducteurs, ce qui fait de l'espèce le rapace le plus abondant de Grande-Bretagne, devant le Faucon crécerelle.

#### En Irlande
L'Irlande constitue la frange occidentale de l'aire de répartition de la Buse variable et présente des particularités en tant qu'île : elle n'abrite que cinq espèces de petits mammifères (contre treize en Grande-Bretagne) et aucune espèce de campagnols du genre Microtus, qui constituent ailleurs la base de l'alimentation d'un certain nombre de rapaces, dont la buse. Elle s'est donc tournée vers les lapins, mais aussi les rats et les oiseaux de taille moyenne, notamment les corvidés.
La Buse variable était le rapace le plus commun dans l'ensemble des îles Britanniques au début du XIXe siècle, avant de s'éteindre vers le milieu du siècle dans le sud de l'Irlande, probablement sous l'effet de la persécution humaine. Elle a continué à se reproduire dans les comtés d'Antrim, Donegal, Down et Londonderry, avant de décliner à son tour dans le nord et de s'éteindre vers 1900.
Au XXe siècle, la reproduction est attestée de manière sporadique : un couple s'installe en Antrim en 1933 depuis l'Écosse, puis quatre en 1953 (dont trois sur l'île de Rathlin), avant que la myxomatose ne vienne décimer leur source de nourriture principale. Les buses s'installent de nouveau depuis l'Écosse dans les années 1960 : 27 couples dans le nord en 1977, puis une centaine en 1986. Les effectifs s'étendent alors progressivement vers le sud et l'ouest de l'île, renforcés par des oiseaux venus du pays de Galles. Cette recolonisation se fait néanmoins assez lentement, notamment en raison d'empoisonnements, délibérés ou secondaires, pour contrôler les populations de renards et de corvidés. L'interdiction de la strychnine en 1991, puis de tous les poisons contre les renards en 2010, donne un coup d'accélérateur à la population de buses,.

#### En Europe continentale

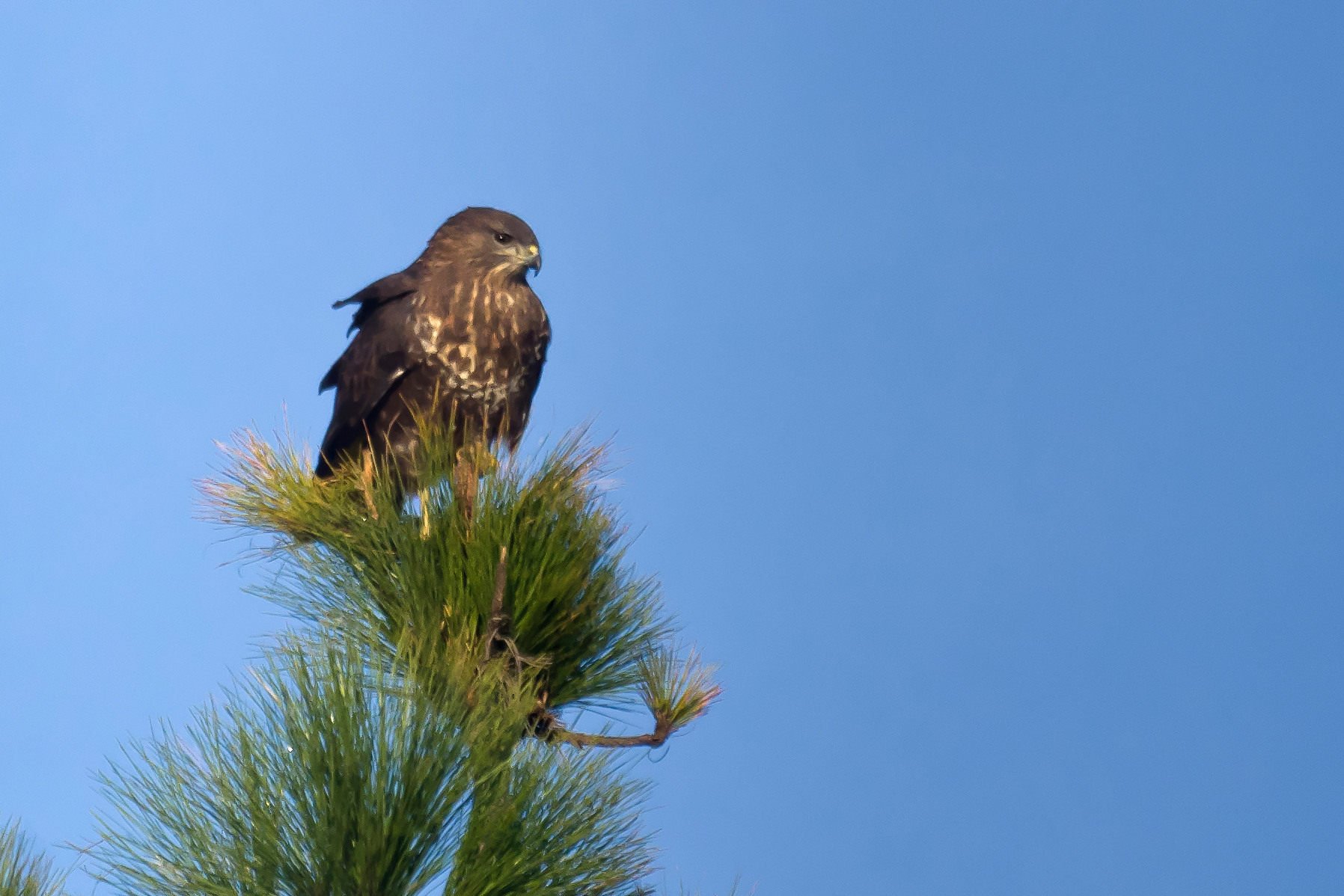
Buteo buteo insularum, sous-espèce endémique aux Canaries, était quasiment éteinte à Fuerteventura dans les années 1970.

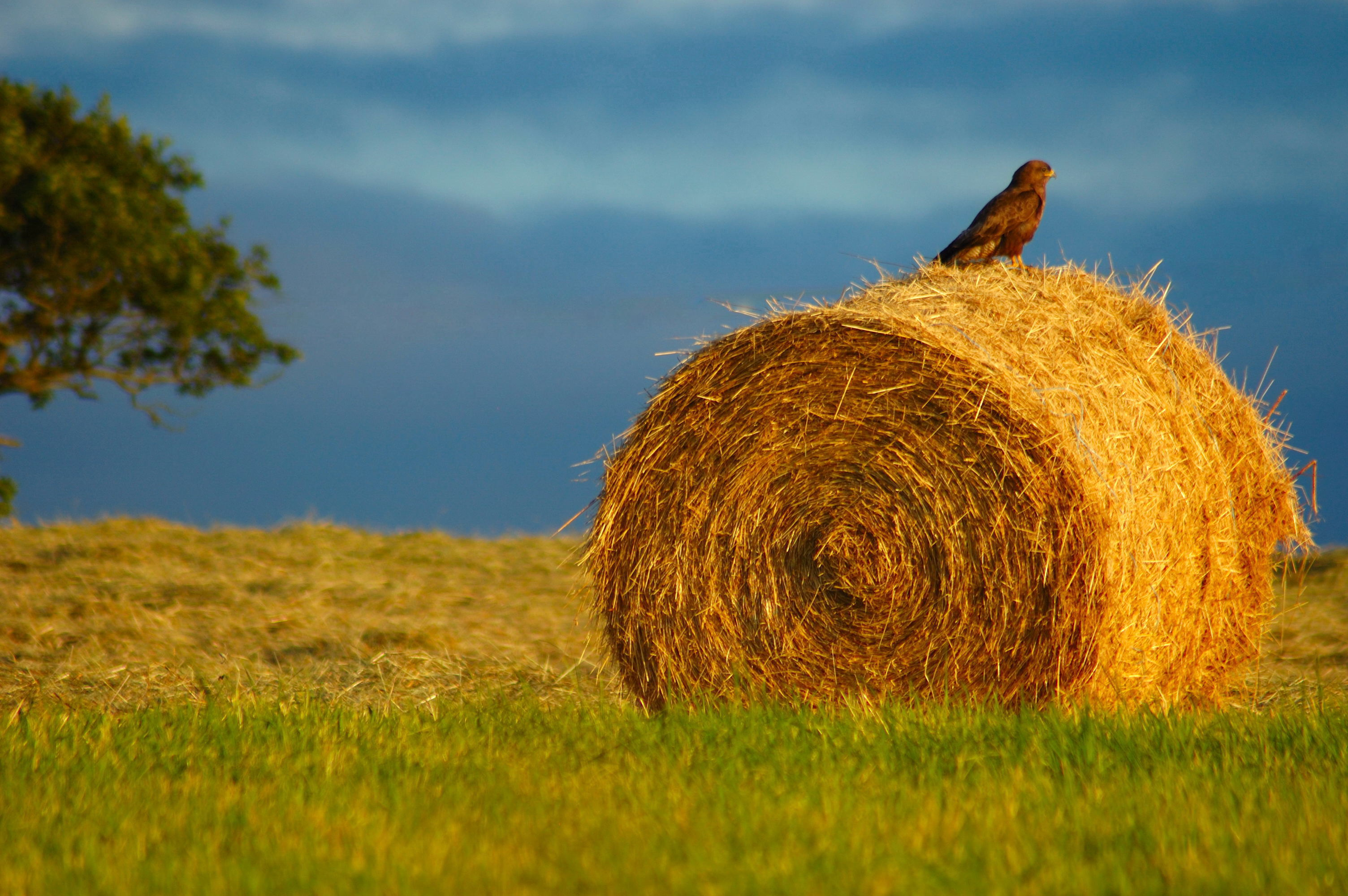
Une buse postée sur un endroit surélevé : ici, un individu sur un roundballer à Pierrefitte-en-Cinglais, dans le Calvados.

En Europe continentale également, les rapaces ont été historiquement victimes de la persécution humaine, plusieurs pays ayant mis leur tête à prix. Ainsi, aux Pays-Bas, de 1852 à 1857, 39 233 oiseaux de proie ont donné lieu à récompense financière, dont 1 756 oiseaux présentés comme des buses. En Autriche, 3 500 à 7 500 buses étaient tuées chaque année entre 1948 et 1968. À la fin des années 1970, quatorze pays européens protégeaient totalement les rapaces, seize en partie (en fonction de l'espèce, de la région ou de la saison) et un pas du tout (Malte). La Buse variable, rapace le plus commun en Europe, faisait partie des espèces les moins protégées.
En 1979, deux textes majeurs viennent faire des rapaces européens l'un des groupes d'espèces les mieux protégées au monde : la directive 79/409/CE, dite directive Oiseaux, et la Convention relative à la conservation de la vie sauvage et du milieu naturel de l'Europe, dite convention de Berne. Elle reste malgré tout victime de la persécution humaine : sur 2 829 Buses variables et pattues passées par un centre de sauvegarde de la faune sauvage en Grèce de 1996 à 2005, 75 % des Buses variables et 70 % des Buses pattues avaient été abattues par tir.
En Espagne, la sous-espèce Buteo buteo insularum, initialement présente dans toutes les îles Canaries, s'est éteinte à Lanzarote dans les années 1960 et était proche de l'extinction dans les années 1970 à Fuerteventura, avec seulement 5 à 7 couples. Les mesures prises pour sa protection ont permis de passer à 15–20 couples en 1988, puis à 85–90 couples en 2004,. Malgré tout, l'espèce est restée victime de tirs : elle représente la troisième espèce (8 % des cas) parmi les oiseaux apportés au centre de sauvegarde de Tafira entre 2003 et 2013 et celle qui présente la plus forte occurrence de tirs.
En France, la Buse variable est depuis longtemps un oiseau très commun. Buffon note ainsi dans son Histoire naturelle qu'elle est « un oiseau assez commun, assez connu pour n'avoir pas besoin d'une ample description ». Comme tous les rapaces, elle bénéficie d'une protection totale sur le territoire français depuis l'arrêté ministériel du 17 avril 1981 relatif aux oiseaux protégés sur l'ensemble du territoire, protection par ailleurs reconduite par l'arrêté du 29 octobre 2009 fixant la liste des oiseaux protégés sur l'ensemble du territoire et les modalités de leur protection. Il est donc interdit de la détruire, la mutiler, la capturer ou l'enlever, de la perturber intentionnellement ou de la naturaliser, ainsi que de détruire ou enlever ses œufs et ses nids, et de détruire, altérer ou dégrader son milieu. Qu'elle soit vivante ou morte, il est aussi interdit de la transporter, colporter, de l'utiliser, de la détenir, de la vendre ou de l'acheter.

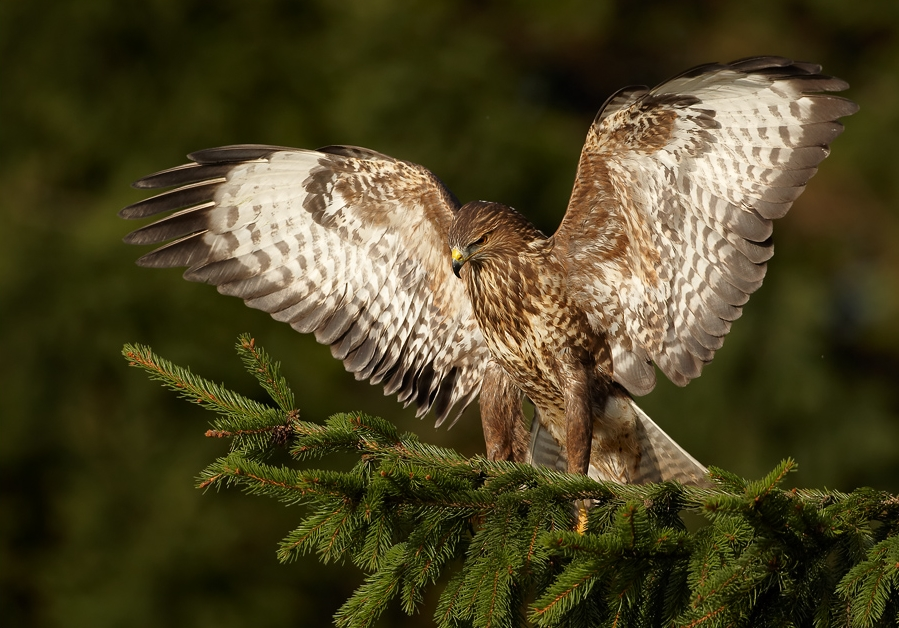
Buse variable dans le Žďárské vrchy, en Tchéquie, où elle a été déclarée « oiseau de l'année » en 2021.

En Hongrie, la population de Buses variables résidentes est augmentée l'hiver d'oiseaux venant de Scandinavie et de la Baltique. Il est interdit depuis 1933 de chasser l'espèce, qui est également protégée depuis 1946. Aux alentours des années 2010, les chasseurs et agriculteurs hongrois ont demandé la levée de la protection légale, arguant que les effectifs de buses avaient explosé, au point de menacer ceux du petit gibier. Le débat sociétal qui s'est ensuivi a poussé l'Association hongroise d’ornithologie et de conservation de la nature (MME) à déclarer la Buse variable « oiseau de l'année » en 2012. Les données du programme paneuropéen de suivi des oiseaux communs (PECBMS) ont par ailleurs montré que ses effectifs étaient restés stables entre 1992 et 2012.
La Buse variable a également été déclarée « oiseau de l'année » en 2021 par la Société tchèque d’ornithologie (ČSO). L'association explique que la « buse forestière », comme elle est appelée localement (káně lesní), est le rapace le plus commun en Tchéquie et que toute personne se promenant dans la nature a déjà eu l'occasion d'en apercevoir une. Il s'agit du troisième rapace ainsi distingué par la ČSO, après le Faucon crécerelle en 2002 et le Pygargue à queue blanche en 2006,.